# Список видань книжкової серії «Життя чудових людей»
Цей список включає видання започаткованої 1933 року Максимом Горьким серії «Життя чудових людей: Серія біографій», основної серії «Життя чудових людей», за всі роки їх виходу.

## Видавництва
- Перші 87 видань серії (номери випусків 1-126) вийшли в «Журнально-газетному об'єднанні» (1933—1938).
- Починаючи з випуску 127—128, видання серії продовжило видавництво «Молода гвардія».
- Окремі випуски виходили спільно з іншими видавництвами:
  - «Соратник» — випуски 731—732 (1996).
  - «Російське слово» (рос. «Русское слово») — випуски 736—740 (1997) та 748 (1998).
  - «Студентський меридіан» — випуски 742—743 (1997).
  - «Палімпсест» — випуски 753, 767 (1999); 771, 774 (2000).

## Список видань

### 1933
19 видань •  790 тис. прим.
| Каталог | Випуск | Автор(и)                   | Герой (герої)                   | Рік  | Перевидання | Сторінок | Наклад | Примітки |
| ------- | ------ | -------------------------- | ------------------------------- | ---- | ----------- | -------- | ------ | -------- |
| 1       | 1-2    | Дейч О. Й.                 | Гейне Генріх                    | 1933 |             | 256      | 40 000 |          |
| 2       | 3      | Соболєв Ю. В.              | Щепкін Михайло Семенович        | 1933 |             | 160      | 40 000 |          |
| 3       | 4      | Гумілєвський Л. І.         | Дізель Рудольф                  | 1933 |             | 128      | 40 000 | [ 1 ]    |
| 4       | 4      | Сльотов П. В., Сльотова В. | Менделєєв Дмитро Іванович       | 1933 |             | 184      | 50 000 | [ 1 ]    |
| 5       | 5-6    | Пінкевич А. П.             | Песталоцці Йоганн Генріх        | 1933 |             | 128      | 40 000 |          |
| 6       | 7-8    | Зенкевич М. О.             | Райт (брати)                    | 1933 |             | 200      | 30 000 |          |
| 7       | 9      | Кекчеєв К. Х.              | Сєченов Іван Михайлович         | 1933 |             | 128      | 40 000 |          |
| 8       | 10     | Венкстерн Н. О.            | Жорж Санд                       | 1933 |             | 136      | 40 000 |          |
| 9       | 11-12  | Владимиров В. М.           | Кук Джеймс                      | 1933 |             | 168      | 40 000 |          |
| 10      | 13     | Каменєв Л. Б.              | Чернишевський Микола Гаврилович | 1933 |             | 195      | 40 000 |          |
| 11      | 14     | Щоголєв П. П.              | Бабеф Гракх                     | 1933 |             | 156      | 40 000 |          |
| 12      | 15     | Євдокимов І. В.            | Суриков Василь Іванович         | 1933 |             | 164      | 40 000 |          |
| 13      | 16     | Дживелегов О. К.           | Аліг'єрі Данте                  | 1933 |             | 176      | 40 000 |          |
| 14      | 17     | Зінов'єв Г. О.             | Лібкнехт Карл                   | 1933 |             | 216      | 50 000 |          |
| 15      | 18     | Штрайх С. Я.               | Пирогов Микола Іванович         | 1933 |             | 160      | 40 000 |          |
| 16      | 19     | Проскуряков В. М.          | Гуттенберг Йоганн               | 1933 |             | 140      | 40 000 |          |
| 17      | 20     | Дейч О. Й., Зозуля Ю. Д.   | Свіфт Джонатан                  | 1933 |             | 168      | 40 000 |          |
| 18      | 21-22  | Грабар І. Е.               | Рєпін Ілля Юхимович             | 1933 |             | 264      | 50 000 |          |
| 19      | 23-24  | Шторм Г. П.                | Ломоносов Михайло Васильович    | 1933 |             | 144      | 50 000 |          |

### 1934
16 видань •  745 тис. прим.
1. Вип. 25-26: Сидоров О. О. Ріхард Вагнер. — 272 с. — 50000 прим.
2. Вип. 27-28: Воронський О. К. Андрій Желябов. — 400 с. — 50000 прим.
3. Вип. 29: Жижка М. В. Олександр Радищев. — 204 с. — 50000 прим.
4. Вип. 30: Завадовський М. М. Луї Пастер. — 172 с. — 50000 прим.
5. Вип. 31-32: Владимиров В. М. Бенджамін Франклін. — 224 с. — 50000 прим.
6. Вип. 33-34: Фридлянд Ц. Жорж Жак Дантон. — 416 с. — 50000 прим.
7. Вип. 35: Ельсберг Я. Ю. Михайло Салтиков-Щедрін. — 208 с. — 50000 прим.
8. Вип. 36: Вольський Ст. Кромвель. — 304 с. — 50000 прим.
9. Вип. 37-38: Сухотін П. С. Оноре де Бальзак. — 368 с. — 50000 прим.
10. Вип. 39-40: Соболєв Ю. В. Антон Чехов. — 336 с. — 50000 прим.
11. Вип. 41-42[2]: Семашко М. О. Роберт Кох. Рудольф Вірхов. — 168 с. — 40000 прим.
12. Вип. 41-42[2]: Воронський О. К. Микола Гоголь. — 416 с. — 50000 прим.
13. Вип. 43: Сльотов П. В., Сльотова В. Модест Мусоргський. — 240 с. — 40000 прим.
14. Вип. 44: Ваганян В. А. Хачатур Абовян. — 280 с. — 40000 прим.
15. Вип. 45-46: Дейч О. Й. Франсуа-Жозеф Тальма. — 304 с. — 40000 прим.
16. Вип. 47-48: Лєсников М. П. Генрі Бессемер. — 256 с. — 35000 прим.

### 1935
15 видань (в тому числі 1 перевидання) •  595 тис. прим.
1. Вип. 49-50: Вольський Ст. Клод Анрі де Сен-Сімон. — 312 с. — 40000 прим.
2. Вип. 51-52: Бєляєв Н. З. Генрі Форд / передм. Д. Й. Заславського. — 264 с. — 40000 прим.
3. Вип. 53-54: Цейтлін З. А. Галілео Галілей. — 304 с. — 35000 прим.
4. Вип. 55[3]: Баєв К. Л. Миколай Коперник. — 216 с. — 40000 прим.
5. Вип. 55[3]: Ельсберг Я. Ю. Олександр Михайлов. — 200 с. — 40000 прим.
6. Вип. 56: Проскуряков В. М. Теофраст Парацельс. — 176 с. — 40000 прим.
7. Вип. 57-58: Дживелегов О. К. Леонардо да Вінчі. — 240 с. — 40000 прим.
8. Вип. 59-60: Гумілєвський Л. І. Рудольф Дізель / передм. авт. — 2-е вид. — 294 с. — 40000 прим.
9. Вип. 61-62: Свечин О. А. Карл фон Клаузевіц / ред. та передм. С. Р. Будкевича. — 288 с. — 40000 прим.
10. Вип. 63: Штрайх С. Я. Софія Ковалевська. — 240 с. — 40000 прим.
11. Вип. 64: Вольський Ст. Франсіско Пісарро. — 272 с. — 40000 прим.
12. Вип. 65-66: Сльотов П. В., Сльотова В. Михайло Глінка. — 288 с. — 40000 прим.
13. Вип. 67-68: Стамбулов В. О. Намик Кемаль. — 296 с. — 40000 прим.
14. Вип. 69-70: Лєсников М. П. Джеймс Ватт. — 272 с. — 40000 прим.
15. Вип. 71-72: Лапіров-Скобло М. Я. Томас Алва Едісон. — 344 с. — 40000 прим.
  - Перевидання: 2-е, випр. і доп. (1960)

### 1936
13 видань •  540 тис. прим.
1. Вип. 73-74: Мокульський С. С. Мольєр. — 368 с. — 50000 прим.
2. Вип. 75: Шкловський В. Б. Марко Поло / введ., комент. і ред. К. І. Куніна. — 352 с. — 50000 прим.
3. Вип. 76-78: Тарле Є. В. Наполеон. — 624 с. — 40000 прим.
4. Вип. 79: Гумілєвський Л. І. Густаф де Лаваль. — 256 с. — 40000 прим.
5. Вип. 80: Левідов М. Ю. Вільгельм Стейніц. Емануїл Ласкер / передм. М. В. Криленка; відділ партій упоряд. О. М. Ігліцький. — 304 с. — 40000 прим.
6. Вип. 81-82: Виноградов А. К. Джордж Гордон Байрон. — 304 с. — 40000 прим.
7. Вип. 83-84: Щоголєв П. Є. Дуель і смерть Пушкіна / вид. скор.; ред. та передм. М. О. Цявловського[ru]. — 400 с. — 40000 прим.
8. Вип. 85-86: Сафонов В. А. Александер фон Гумбольдт. — 344 с. — 40000 прим.
9. Вип. 87: Томара М. Л. Бабек. — 200 с. — 40000 прим.
10. Вип. 88-90: Горький О. М. Портрети чудових людей[4] / упор. М. І. Зотіна. — 288 с. — 40000 прим.
11. Вип. 91-92: Радовський М. І. Майкл Фарадей. — 176 с. — 40000 прим.
12. Вип. 93-94: Вальбе Б. С. Микола Пом'яловський. — 264 с. — 40000 прим.
13. Вип. 95-96: Максимовський В. М. Кола ді Рієнцо. — 240 с. — 40000 прим.

### 1937
20 видань •  785 тис. прим.
1. Вип. 97: Обручев В. П., Зотіна М. І. Едуард Зюсс. — 232 с. — 40000 прим.
2. Вип. 98: Проскуряков В. М. Томас Мюнцер. — 208 с. — 40000 прим.
3. Вип. 99: Шамбінаго С. К. Олександр Островський. — 200 с. — 40000 прим.
4. Вип. 100: Творці машин[5]. — 232 с. — 40000 прим.
5. Вип. 101: Панов В. А. Карло Россі / наук. консультація М. В. Вейнерта. — 152 с. — 40000 прим.
6. Вип. 102: Голубов С. М. Іван Ползунов. — 264 с. — 40000 прим.
7. Вип. 103—104: Дьяконов М. О. Руаль Амундсен. — 304 с. — 40000 прим.
8. Вип. 105: Нікольський В. Д. Роберт Фултон. — 284 с. — 40000 прим.
9. Вип. 106: Дандуров Д. С. Шота Руставелі. — 200 с. — 40000 прим.
10. Вип. 107—108: Забаринський П. П. Джордж Стефенсон. — 368 с. — 40000 прим.
11. Вип. 109: Лур'є С. Я. Демокріт / введ. А. Татарова. — 148 с. — 35000 прим.
12. Вип. 110: Гайсинович А. І. Омелян Пугачов. — 248 с. — 50000 прим.
13. Вип. 111: Губер О. А., Риковська О. К. Хосе Рісаль. — 228 с. — 35000 прим.
14. Вип. 112: Могилевський Б. Л. Гамфрі Деві. — 168 с. — 35000 прим.
15. Вип. 113—114: Шмерлінг В. Г. Григорій Котовський. — 168 с. — 35000 прим.
16. Вип. 115: Лучанський М. С. Федір Волков[ru]. — 168 с. — 35000 прим.
17. Вип. 116: Ревзін Г. І. Христофор Колумб. — 288 с. — 50000 прим.
  - Перевидання: 2-е, перероб. (1947)
18. Вип. 117: Борисов С. Б. Василь Баженов. — 184 с. — 50000 прим.
19. Вип. 118: Соболєв Ю. В. Павло Мочалов. — 180 с. — 50000 прим.
20. Вип. 119—120: Воронцов-Вельямінов Б. О. П'єр-Сімон Лаплас. — 282 с. — 50000 прим.

### 1938
15 видань •  686 тис. прим.
1. Вип. 121: Забаринський П. П. Андре-Марі Ампер. — 176 с. — 50000 прим.
2. Вип. 122: Кунін К. І. Васко да Гама. — 268 с. — 50000 прим.
  - Перевидання: 2-е (1947)
3. Вип. 123—124: Голубов С. М. Олександр Бестужев-Марлінський. — 420 с. — 50000 прим.
  - Перевидання: 2-е, випр. (1960)
4. Вип. 125—126: Лур'є А. Я. Джузеппе Гарібальді. — 320 с. — 46000 прим.
  - Перевидання: 2-е, випр. (1957)
5. Вип. 127—128: Осипов К. Олександр Суворов. — 388 с. — 50000 прим.
  - Перевидання: 2-е, випр. і доп. (1939) • 3-є, перероб. (1949)
6. Вип. 129—130: Ольшевський О. О. Жан-Поль Марат. — 344 с. — 45000 прим.
7. Вип. 131: Забаринський П. П. Павло Яблочков. — 172 с. — 45000 прим.
8. Вип. 132: Майстри кріпосної Росії[6]. — 200 с. — 45000 прим.
9. Вип. 133: Беляєв Н. З. Всеволод Гаршин. — 180 с. — 45000 прим.
10. Вип. 134: Водовозов М. В. Микола Миклухо-Маклай. — 216 с. — 35000 прим.
11. Вип. 135—136: Лучанський М. С. Марія Єрмолова. — 284 с. — 45000 прим.
12. Вип. 137—138: Дживелегов О. К. Мікеланджело Буонарроті. — 320 с. — 45000 прим.
  - Перевидання: 2-е (1957)
13. Вип. 139—140: Меєрович М. Л. Генріх Шліман. — 232 с. — 45000 прим.
14. Вип. 141—142: Адамович М. П. Девід Лівінгстон. — 376 с. — 45000 прим.
15. Вип. 143—144: Іванов С. В. Михайло Лермонтов. — 344 с. — 45000 прим.

### 1939
9 видань (в тому числі 1 перевидання) •  415 тис. прим.
1. Без номера[7]: Осипов К. Олександр Суворов. — 2-е вид., випр. і. доп. — 335 с. — 25000 прим.
2. Вип. 145: Тарле Є. В. Шарль Моріс де Талейран-Перігор. — 210 с. — 50000 прим.
3. Вип. 146: Александров І., Григор'єв Г. А. Михайло Курако / передм. І. П. Бардіна. — 200 с. — 40000 прим.
  - Перевидання: 2-е, випр. (1958)
4. Вип. 147: Мендельсон М. О. Марк Твен. — 272 с. — 50000 прим.
  - Перевидання: 2-е, перероб. і доп. (1958) • 3-є, перероб. і доп. (1964)
5. Вип. 148—149: Осипов К. Богдан Хмельницький. — 416 с. — 50000 прим.
  - Перевидання: 2-е, перероб. (1948)
6. Вип. 150—152: Гроссман Л. П. Олександр Сергійович Пушкін. — 648 с. — 50000 прим.
  - Перевидання: 2-е, випр. і доп. (1958) • 3-є (1960)
7. Вип. 153: Чалая З. А. Анатолій Сєров / передм. Я. В. Смушкевича. — 256 с. — 50000 прим.
  - Перевидання: 2-е, перероб. (1955)
8. Вип. 154—155: Ревзін Г. І. Рафаель Рієго-і-Нуньєс. — 456 с. — 50000 прим.
  - Перевидання: 2-е, перероб. (1958)
9. Вип. 156: Нагорний С. Г. Георгій Сєдов. — 232 с. — 50000 прим.

### 1940
8 видань •  400 тис. прим.
1. Вип. 157—158: Борисов С. Б. Михайло Фрунзе. — 312 с. — 50000 прим.
2. Вип. 159—160: Кунін К. І. Фернан Магеллан. — 304 с. — 50000 прим.
3. Вип. 161: Воробйов Б. М. Костянтин Ціолковський / передм. О. Є. Ферсмана. — 264 с. — 50000 прим.
4. Вип. 162: Кальма Н. Джон Браун. — 240 с. — 50000 прим.
  - Перевидання: 2-е, доп. (1957)
5. Вип. 163: Кочин М. І. Іван Кулібін. — 224 с. — 50000 прим.
  - Перевидання: 2-е, перероб. і доп. (1957)
6. Вип. 164: Бас І. Л. Іван Федоров. — 208 с. — 50000 прим.
7. Вип. 165—166: Альшванг А. О. Людвіг ван Бетховен. — 360 с. — 50000 прим.
8. Вип. 167—168: Херсонський Х. М. Євген Вахтангов. — 320 с. — 50000 прим.
  - Перевидання: 2-е, перероб. і доп. (1963)

### 1941—1945
На період німецько-радянської війни випуск стандартних за обсягом видань серії був зупинений. Натомість упродовж 1943—1945 було випущено 28 випусків зменшеного формату про видатних представників російського народу. Видання виходили без нумерації випусків у підсеріях «Великі люди російського народу» (рос. Великие люди русского народа) (14 випусків) та «Великі російські люди» (рос. Великие русские люди) (14 випусків).

#### «Великі люди російського народу»
14 видань •  350 тис. прим.
1. Югов О. К. Іван Павлов. — 1943. — 48 с. — 25000 прим.
2. Сафонов В. А. Климент Тимірязєв. — 1943. — 52 с. — 25000 прим.
3. Сидоров О. О. Ілля Рєпін. — 1943. — 32 с. — 25000 прим.
4. Гумілєвський Л. І. Микола Жуковський. — 1943. — 36 с. — 25000 прим.
5. Дурилін С. М. Михайло Щепкін. — 1943. — 64 с. — 25000 прим.
6. Мясников О. С. Олександр Сергійович Пушкін. — 1943. — 88 с. — 25000 прим.
7. Асєєв М. М. Володимир Маяковський. — 1943. — 48 с. — 25000 прим.
8. Євгеньєв Б. С. Олександр Радищев. — 1943. — 72 с. — 25000 прим.
9. Бугославський С. О. Михайло Глінка. — 1943. — 44 с. — 25000 прим.
10. Осипов К. Степан Макаров. — 1943. — 40 с. — 25000 прим.
11. Струмінський В. Я. Костянтин Ушинський. — 1943. — 72 с. — 25000 прим.
12. Нагорний С. Г. Георгій Сєдов. — 1944. — 80 с. — 25000 прим.
13. Тарле Є. В. Павло Нахімов. — 1944. — 136 с. — 25000 прим.
14. Зонін О. І. Федір Ушаков. — 1944. — 88 с. — 25000 прим.

#### «Великі російські люди»
14 видань •  530 тис. прим.
1. Гудзій М. К. Лев Толстой. — 1944. — 80 с. — 25000 прим.
2. Чорний О. О., Чорна О. С. Петро Чайковський. — 1944. — 64 с. — 25000 прим.
3. Ільїн М. А. Матвій Казаков. — 1944. — 56 с. — 25000 прим.
4. Дурилін С. М. Михайло Лермонтов. — 1944. — 160 с. — 50000 прим.
5. Водовозов М. В. Віссаріон Бєлінський. — 1944. — 112 с. — 25000 прим.
6. Гумілєвський Л. І. Дмитро Чернов. — 1944. — 64 с. — 25000 прим.
7. Марков С. М. Микола Миклухо-Маклай. — 1944. — 96 с. — 25000 прим.
8. Коштоянц Х. С. Іван Сєченов. — 1945. — 96 с. — 50000 прим.
9. Водовозов М. В. Микола Гоголь. — 1945. — 120 с. — 50000 прим.
10. Сергєєв І. В. Іван Крилов. — 1945. — 224 с. — 50000 прим.
11. Холодковський В. В. Микола Лобачевський / під наук. ред. Н. О. Глаголєва. — 1945. — 144 с. — 50000 прим.
12. Головін Г. І. Олександр Попов. — 1945. — 88 с. — 50000 прим.
13. Гремяцький М. А. Ілля Мечников. — 1945. — 128 с. — 50000 прим.
14. Ільїн М. А. Василь Баженов. — 1945. — 120 с. — 30000 прим.

### 1946
Видання стандартних за обсягом випусків було поновлено 1946 року. Упродовж 1946—1957 та частини 1958 року випуски не нумерувались, а інколи — виходили навіть у несерійному оформленні та без вказівки на належність до серії.
 3 видання •  150 тис. прим.
1. Євгеньєв-Максимов В. Є. Микола Некрасов. — 168 с. — 50000 прим.
2. Єрмілов В. В. Антон Чехов. — 448 с. — 50000 прим.
  - Перевидання: 2-е, перероб. (1949) • 3-є, перероб. (1951)
3. Поповський О. Д. Іван Павлов / передм. П. К. Анохіна. — 256 с. — 50000 прим.

### 1947
5 видань (в тому числі 2 перевидання) •  210 тис. прим.
1. Морозов М. М. Вільям Шекспір. — 280 с. — 50000 прим.
2. Губельман М. І. Сергій Лазо. — 304 с. — 50000 прим.
  - Перевидання: 2-е, доп. і перероб. (1956)
3. Кунін К. І. Васко да Гама. — 2-е вид. — 324 с. — 30000 прим.
4. Ревзін Г. І. Христофор Колумб. — 2-е вид., перероб. — 328 с. — 30000 прим.
5. Бертельс Є. Г. Нізамі Генджеві / передм. М. С. Тихонова. — 304 с. — 50000 прим.

### 1948
3 видання (в тому числі 1 перевидання) •  145 тис. прим.
1. Осипов К. Богдан Хмельницький. — 2-е вид., перероб. — 408 с. — 50000 прим.
2. Мавродін В. В. Петро I. — 480 с. — 45000 прим.
3. Крупеников І. А., Крупеников Л. А. Василь Докучаєв. — 280 с. — 50000 прим.
  - Перевидання: 2-е (1949)

### 1949
6 видань (в тому числі 3 перевидання) •  385 тис. прим.
1. Осипов К. Олександр Суворов. — 3-є вид., перероб. — 480 с. — 90000 прим.
2. Єрмілов В. В. Антон Чехов. — 2-е вид., перероб. — 440 с. — 90000 прим.
3. Крупеников І. А., Крупеников Л. А. Василь Докучаєв. — 2-е вид. — 288 с. — 75000 прим.
4. Пісаржевський О. М. Дмитро Менделєєв / передм. М. Д. Зелінського. — 480 с. — 50000 прим.
  - Перевидання: 2-е (1951)
5. Ревзін Г. І. Миколай Коперник. — 432 с. — 50000 прим.
6. Євгеньєв Б. С. Олександр Радищев. — 344 с. — 30000 прим.

### 1950
7 видань •  505 тис. прим.
1. Лебедєв В. О. Іван Мічурін / наук. ред. Х. К. Єнікеєв. — 328 с. — 100000 прим.
2. Хмельницький С. І. Микола Пржевальський. — 420 с. — 50000 прим.
3. Гідаш А. Шандор Петефі / пер. з угор. А. Краснової. — 368 с. — 90000 прим.
  - Перевидання: 2-е, доп. (1951)
4. Трегуб С. А. Микола Островський. — 464 с. — 90000 прим.
5. Григор'ян К. Н. Ованес Туманян. — 276 с. — 50000 прим.
  - Перевидання: 2-е, перероб. і доп. (1953)
6. Морозов О. А. Михайло Ломоносов / передм. С. І. Вавилова. — 960 с. — 45000 прим.
  - Перевидання: 2-е (1955) • 4-е, випр. і скор. (1961) • 5-е (1965)
7. Успенський В. В. Михайло Глінка / прим. О. А. Орлової. — 268 с. — 80000 прим.

### 1951
10 видань (в тому числі 3 перевидання) •  625 тис. прим.
1. Новосьолов М. Микола Бауман. — 336 с. — 90000 прим.
2. Крупеников І. А., Крупеников Л. А. Василь Вільямс. — 576 с. — 30000 прим.
  - Перевидання: 2-е (1952)
3. Островський Б. Г. Степан Макаров. — 432 с. — 50000 прим.
4. Гідаш А. Шандор Петефі / пер. з угор. А. Краснової. — 2-е вид., доп. — 352 с. — 75000 прим.
5. Гумілєвський Л. І. Олександр Бутлеров. — 336 с. — 15000 прим.
  - Перевидання: 2-е (1952)
6. Жданов В. В. Микола Добролюбов. — 608 с. — 90000 прим.
  - Перевидання: 2-е, перероб. і доп. (1955) • 3-є, випр. (1961)
7. Крилов В. Я. Олександр Можайський. — 272 с. — 50000 прим.
8. Пісаржевський О. М. Дмитро Менделєєв / передм. М. Д. Зелінського. — 2-е вид. — 464 с. — 75000 прим.
9. Болховітінов В. М. Олександр Столєтов. — 544 с. — 75000 прим.
  - Перевидання: 2-е (1953) • 3-є (1965)
10. Єрмілов В. В. Антон Чехов. — 3-є вид. — 432 с. — 75000 прим.

### 1952
3 видання (в тому числі 2 перевидання) •  115 тис. прим.
1. Гумілєвський Л. І. Олександр Бутлеров. — 2-е вид. — 336 с. — 50000 прим.
2. Крупеников І. А., Крупеников Л. А. Василь Вільямс. — 2-е вид. — 544 с. — 50000 прим.
3. Ревзін Г. І. Ян Жижка / наук. ред. П. І. Резонов. — 432 с. — 15000 прим.

### 1953
3 видання (в тому числі 2 перевидання) •  180 тис. прим.
1. Григор'ян К. Н. Ованес Туманян. — 2-е вид., перероб. і доп. — 320 с. — 30000 прим.
2. Болховітінов В. М. Олександр Столєтов. — 2-е вид. — 512 с. — 60000 прим.
3. Ільїн М., Сегал О. О. Олександр Бородін. — 520 с. — 90000 прим.
  - Перевидання: 2-е (1957)

### 1954
5 видань •  375 тис. прим.
1. Пєшкін І. С. Павло Аносов / передм. М. Т. Гудцова. — 360 с. — 90000 прим.
2. [8] Водоп'янов М. В. Валерій Чкалов. — 288 с. — 90000 прим.
3. Брагін М. Г. Микола Ватутін. — 360 с. — 90000 прим.
4. [8] Нагаєв Г. Д. Василь Дегтярьов / передм. А. А. Благонравова. — 280 с. — 15000 прим.
5. Новосьолов М. Іван Бабушкін / передм. Г. М. Панкратової. — 368 с. — 90000 прим.

### 1955
9 видань (в тому числі 4 перевидання) •  720 тис. прим.
1. Богословський М. В. Микола Чернишевський / наук. ред. А. Лаврецький. — 576 с. — 90000 прим.
2. Пісаржевський О. М. Олександр Ферсман. — 454 с. — 90000 прим.
  - Перевидання: 2-е, випр. і доп. (1959)
3. Жданов В. В. Микола Добролюбов. — 2-е вид., перероб. і доп. — 560 с. — 75000 прим.
4. Гор Г. С., Петров В. М. Василь Суриков. — 224 с. — 50000 прим.
5. [8] Чалая З. А. Анатолій Сєров. — 2-е вид., перероб. — 216 с. — 90000 прим.
6. Бурче Є. Ф. Петро Нестеров. — 248 с. — 100000 прим.
7. Крупеников І. А., Крупеников Л. А. Павло Костичев. — 384 с. — 45000 прим.
8. Новосьолов М. Микола Бауман. — 2-е вид., випр. і доп. — 248 с. — 90000 прим.
9. Морозов О. А. Михайло Ломоносов / передм. С. І. Вавилова. — 2-е вид. — 928 с. — 90000 прим.

### 1956
5 видань (в тому числі 3 перевидання) •  315 тис. прим.
1. Морозов М. М. Вільям Шекспір. — 2-е вид. — 216 с. — 50000 прим.
2. Лебедєв В. О. Іван Мічурін. — 2-е вид., перероб. і доп. — 216 с. — 50000 прим.
3. [8] Франк Б. Мігель де Сервантес / пер. з нім. О. С. Кочеткова. — 240 с. — 75000 прим.
  - Перевидання: 2-е (1960)
4. [9] Андреєв К. К. Жуль Верн. — 312 с. — 90000 прим.
  - Перевидання: 2-е (1957) • 3-є (1960)
5. [9] Губельман М. І. Сергій Лазо / літ. оброб. Б. І. Любимова. — 2-е вид., доп. і перероб. — 280 с. — 50000 прим.

### 1957
17 видань (в тому числі 7 перевидань) •  710 тис. прим.
1. [10] Тімашев А. К. Олександр Воєйков. — 228 с. — 40000 прим.
2. [9] Рибасов О. П. Іван Гончаров. — 376 с. — 50000 прим.
3. [9] Яковлєв О. С. Руаль Амундсен / післям. О. Ф. Трьошникова. — 224 с. — 50000 прим.
4. [9] Позднєєва Л. Д. Лу Сінь. — 288 с. — 15000 прим.
5. [9] Яновська М. І. Вільям Гарвей. — 176 с. — 15000 прим.
6. [9] Богословський М. В. Микола Чернишевський. — 2-е вид., випр. — 408 с. — 50000 прим.
7. [9] Островер Л. І. Петро Алексєєв. — 224 с. — 50000 прим.
  - Перевидання: 2-е (1964)
8. [9] Воронцова Л. А. Софія Ковалевська / передм. і наук. консультація П. Я. Полубарінової-Кочиної. — 344 с. — 60000 прим.
  - Перевидання: 2-е (1959)
9. [9] Андреєв К. К. Жуль Верн. — 2-е вид. — 312 с. — 75000 прим.
10. [9] Кальма Н. Джон Браун. — 2-е вид., доп. — 272 с. — 15000 прим.
11. [9] Дживелегов О. К. Мікеланджело Буонарроті / передм. і наук. консультант О. А. Губер. — 2-е вид. — 256 с. — 40000 прим.
12. [9] Лебедєв В. О., Ананьєв К. В. Михайло Фрунзе / наук. ред. С. Шишкін. — 320 с. — 75000 прим.
  - Перевидання: 2-е, випр. і доп. (1960)
13. [9] Ільїн М., Сегал О. О. Олександр Бородін. — 2-е вид. — 416 с. — 45000 прим.
14. [9] Лур'є А. Я. Джузеппе Гарібальді. — 2-е вид., випр. — 288 с. — 50000 прим.
15. [9] Хінкулов Л. Ф. Тарас Шевченко. — 432 с. — 50000 прим.
  - Перевидання: 2-е, перероб. (1960) • 3-є, випр. і доп. (1966)
16. [9] Кочин М. І. Іван Кулібін. — 2-е вид., перероб. і доп. — 240 с. — 15000 прим.
17. [9] Віргінський В. С. Черепанови. — 240 с. — 15000 прим.

### 1958
21 видання (в тому числі 5 перевидань) •  1,095 млн прим.
1. [9] Львов В. Є. Альберт Ейнштейн. — 320 с. — 15000 прим.
2. [9] Берьозов П. І. Валеріан Куйбишев. — 288 с. — 75000 прим.
3. Вип. 249: Груздєв І. О. Максим Горький / передм. і наук. ред. В. О. Десницького. — 368 с. — 75000 прим.
  - Перевидання: 2-е (1960)
4. Вип. 250[11]: Кремнєв Б. Г. Вольфганг Амадей Моцарт. — 288 с. — 40000 прим.
5. Вип. 250[11]: Кремнєв Б. Г. Вольфганг Амадей Моцарт. — 2-е вид. — 288 с. — 50000 прим.
6. Вип. 251: Ільберг Г. Клара Цеткін / пер. з нім. та прим. А. Е. Штеклі. — 208 с. — 50000 прим.
7. Вип. 252: Бек О. А., Григор'єв Г. А. Михайло Курако. — 2-е вид., випр. — 144 с. — 30000 прим.
8. Вип. 253: Западов О. В. Гаврило Державін. — 240 с. — 45000 прим.
9. Вип. 254: Гроссман Л. П. Олександр Сергійович Пушкін. — 2-е вид., випр. і доп. — 528 с. — 90000 прим.
10. Вип. 255: Ревзін Г. І. Рафаель Рієго-і-Нуньєс / наук. ред. О. І. Молок. — 2-е вид., перероб. — 320 с. — 30000 прим.
11. Вип. 256: Пророкова С. О. Ілля Рєпін. — 416 с. — 70000 прим.
  - Перевидання: 2-е, випр. (1960)
12. Вип. 257: Владикіна-Бачинська Н. М. Леонід Собінов. — 304 с. — 90000 прим.
  - Перевидання: 2-е (1960)
13. Вип. 258: Патон Є. О. Спогади / літ. запис Ю. О. Буряківського. — 368 с. — 25000 прим.
14. Вип. 259: Карташев Б. І., Муравйов В. Б. Павло Пестель. — 336 с. — 50000 прим.
15. Вип. 260: Стекольников О. Я. Васил Левський / післям. І. Унджієва. — 320 с. — 40000 прим.
16. Вип. 261: Могилевський Б. Л. Ілля Мечников. — 352 с. — 45000 прим.
17. Вип. 262: Інфельд Л. Еварист Галуа / пер. з англ. М. Й. Кан. — 368 с. — 60000 прим.
  - Перевидання: 2-е (1960) • 3-є (1965)
18. Вип. 263: Мендельсон М. О. Марк Твен. — 2-е вид., перероб. і доп. — 384 с. — 90000 прим.
19. Вип. 264: Прокоф'єв В. О. Степан Халтурін. — 288 с. — 50000 прим.
20. Вип. 265: Кунін Й. П. Петро Чайковський / передм. А. О. Альшванга. — 368 с. — 75000 прим.
21. Вип. 266: Смирнова-Ракітіна В. О. Ібн Сіна. — 240 с. — 30000 прим.

### 1959
24 видання (в тому числі 3 перевидання) •  1,075 млн прим.
1. Вип. 267: Осокін В. М. Віктор Васнецов / передм. П. П. Соколова-Скалі. — 240 с. — 50000 прим.
2. Вип. 268: Рафілі М. Мірза Ахундов / під заг. ред. і передм. Д. Джафарова. — 192 с. — 25000 прим.
3. Вип. 269: Богословський М. В. Іван Тургенєв. — 416 с. — 90000 прим.
  - Перевидання: 2-е (1961) • 3-є (1964)
4. Вип. 270: Сафонов В. А. Александер фон Гумбольдт. — 192 с. — 30000 прим.
5. Вип. 271: Кюрі М., Кюрі Е. П'єр Кюрі. Марія Кюрі / пер. з фр. С. О. Щукарєва, Є. Ф. Корша; наук. ред. і післям. В. В. Алпатова. — 432 с. — 50000 прим.
6. Вип. 272: Островер Л. І. Іпполіт Мишкін[ru]. — 240 с. — 15000 прим.
7. Вип. 273: Арлазоров М. С. Василь Жуковський. — 304 с. — 40000 прим.
8. Вип. 274: Львов В. Є. Альберт Ейнштейн. — 2-е вид., випр. і доп. — 384 с. — 75000 прим.
9. Вип. 275: Піяшев М. Ф. Вацлав Воровський. — 304 с. — 40000 прим.
10. Вип. 276: Райт-Ковальова Р. Роберт Бернз. — 368 с. — 45000 прим.
  - Перевидання: 2-е (1961) • 3-є (1965)
11. Вип. 277: Штеклі А. Е. Томмазо Кампанелла / передм. С. Д. Сказкіна. — 448 с. — 50000 прим.
  - Перевидання: 2-е (1960) • 3-є, перероб. і доп. (1966)
12. Вип. 278: Ржонсницький Б. М. Нікола Тесла / наук. ред. і передм. Г. І. Бабата. — 224 с. — 40000 прим.
13. Вип. 279: Алпатов М. В. Олександр Іванов. — 272 с. — 40000 прим.
14. Вип. 280: Яновська М. І. Іван Сєченов. — 384 с. — 35000 прим.
15. Вип. 281: Шаскольська М. П. Фредерік Жоліо-Кюрі. — 272 с. — 40000 прим.
  - Перевидання: 2-е (1966)
16. Вип. 282: Кратохвіл М. Ян Гус / пер. з чеськ. О. Георгієвської; під ред. Н. Аросєвої; передм. А. П. Левандовського. — 176 с. — 45000 прим.
17. Вип. 283: Муравйова І. Г. Ганс Крістіан Андерсен. — 272 с. — 50000 прим.
  - Перевидання: 2-е (1961)
18. Вип. 284: Колесников М. С. Сухе-Батор Дамдін. — 304 с. — 50000 прим.
19. Вип. 285: Гулінська З. К. Бедржіх Сметана / під заг. ред. І. Ф. Белзи. — 272 с. — 35000 прим.
20. Вип. 286: Грем Ш. Фредерік Дуглас / пер. з англ. І. М. Левідової, В. Лімановської; передм. Р. Ф. Іванова. — 400 с. — 50000 прим.
21. Вип. 287: Задонський М. О. Кіндрат Булавін. — 208 с. — 65000 прим.
22. Вип. 288: Воронцова Л. А. Софія Ковалевська / передм. П. Я. Полубарінової-Кочиної. — 2-е вид. — 336 с. — 50000 прим.
23. Вип. 289: Левандовський А. П. Максиміліан Робесп'єр. — 496 с. — 50000 прим.
  - Перевидання: 2-е, перероб. (1965)
24. Вип. 290: Пісаржевський О. М. Олександр Ферсман. — 2-е вид., випр. і доп. — 400 с. — 15000 прим.

### 1960
30 видань (в тому числі 12 перевидань) •  1,931 млн прим.
1. Без номера[12]: Пророкова С. О. Ілля Рєпін. — 2-е вид., випр. — 416 с. — 40000 прим.
2. Без номера[12]: Інфельд Л. Еварист Галуа / пер. з англ. М. Й. Кан. — 2-е вид. — 368 с. — 30000 прим.
3. Без номера[12]: Владикіна-Бачинська Н. М. Леонід Собінов. — 2-е вид. — 288 с. — 75000 прим.
4. Без номера[12]: Груздєв І. О. Максим Горький. — 2-е вид. — 368 с. — 50000 прим.
5. Без номера[12]: Гроссман Л. П. Олександр Сергійович Пушкін. — 3-є вид. — 528 с. — 75000 прим.
6. Без номера[12]: Штеклі А. Е. Томмазо Кампанелла / передм. С. Д. Сказкіна. — 2-е вид. — 448 с. — 70000 прим.
7. Вип. 291: Голубов С. М. Олександр Бестужев-Марлінський. — 2-е вид., випр. — 366 с. — 40000 прим.
8. Вип. 292: Данилевський В. В. Андрій Нартов. — 176 с. — 35000 прим.
9. Вип. 293: Лебедєв В. О., Ананьєв К. В. Михайло Фрунзе. — 2-е вид., випр. і доп. — 336 с. — 65000 прим.
10. Вип. 294: Андреєв К. К. Жуль Верн. — 3-є вид. — 304 с. — 75000 прим.
11. Вип. 295: Лаврецький Й. Р. Сімон Болівар. — 288 с. — 45000 прим.
  - Перевидання: 2-е, випр. і доп. (1966) • 3-є, випр. і доп. (1981)
12. Вип. 296: Дубинський-Мухадзе І. М. Самуїл Буачидзе[ru]. — 192 с. — 45000 прим.
13. Вип. 297: Лозинська Л. Я. Фрідріх Шиллер. — 336 с. — 50000 прим.
14. Вип. 298: Таланов О. В. Фрітьйоф Нансен. — 304 с. — 75000 прим.
15. Вип. 299: Прокоф'єв В. О. Андрій Желябов. — 384 с. — 55000 прим.
  - Перевидання: 2-е, випр. і доп. (1965)
16. Вип. 300: Славутський А. О. Парасковія Ангеліна. — 240 с. — 65000 прим.
17. Вип. 301: Полководці громадянської війни[13]. — 352 с. — 90000 прим.
18. Вип. 302: Голубєв Г. М. Улугбек. — 200 с. — 50000 прим.
19. Вип. 303: Виноградов А. К. Стендаль / ред., передм. і комент. А. Д. Михайлова. — 2-е вид. — 368 с. — 100000 прим.
20. Вип. 304: Прибитков В. С. Андрій Рубльов. — 224 с. — 75000 прим.
21. Вип. 305: Лапіров-Скобло М. Я. Томас Алва Едісон / під заг. ред. Б. Г. Кузнецова. — 2-е вид., випр. і доп. — 258 с. — 80000 прим.
22. Вип. 306: Яновська М. І. Луї Пастер. — 368 с. — 71000 прим.
23. Вип. 307: Гідаш А. Шандор Петефі / пер. з угор. А. Кун. — 368 с. — 25000 прим.
24. Вип. 308: Лисенко О. М. Микола Лисенко / літ. оброб. Б. Н. Хандроса. — 256 с. — 30000 прим.
25. Вип. 309: Могилевський Б. Л. Артем. — 380 с. — 65000 прим.
26. Вип. 310: Пророкова С. О. Ісаак Левітан. — 240 с. — 115000 прим.
27. Вип. 311: Піотровський К. Б. Сергій Лебедєв[ru] / літ. оброб. О. М. Пісаржевського. — 240 с. — 30000 прим.
28. Вип. 312: Стоун І. Джек Лондон / пер. з англ. М. Й. Кан; післям. і прим. В. М. Бикова. — 400 с. — 115000 прим.
  - Перевидання: 2-е (1962)
29. Вип. 313: Хінкулов Л. Ф. Тарас Шевченко. — 2-е вид., перероб. — 400 с. — 95000 прим.
30. Вип. 314: Франк Б. Мігель де Сервантес / пер. з нім. О. С. Кочеткова; післям. Г. Є. Померанцевої. — 4-е вид. — 272 с. — 100000 прим.

### 1961
22 видання (в тому числі 5 перевидань) •  1,649 млн прим.
1. Без номера[12]: Муравйова І. Г. Ганс Крістіан Андерсен. — 2-е вид. — 272 с. — 85000 прим.
2. Без номера[12]: Богословський М. В. Іван Тургенєв. — 2-е вид. — 416 с. — 80000 прим.
3. Без номера[12]: Райт-Ковальова Р. Роберт Бернз. — 2-е вид. — 368 с. — 75000 прим.
4. Вип. 315: Волчек Г. Ф., Войнов В. В. Віктор Курнатовський[ru]. — 224 с. — 45000 прим.
5. Вип. 316: Грузії сини[14]. — 616 с. — 28000 прим.
6. Вип. 317: Островер Л. І. Тадеуш Костюшко. — 272 с. — 45000 прим.
7. Вип. 318: Штеклі А. Е. Томас Мюнцер. — 320 с. — 47000 прим.
8. Вип. 319: Морозов О. А. Михайло Ломоносов / передм. С. І. Вавилова. — 4-е вид., випр. і скор. — 640 с. — 100000 прим.
9. Вип. 320: Цвейг С. Оноре де Бальзак / пер. з нім. О. Големби; під ред. Є. Закс; передм. і комент. Н. Г. Муравйової. — 496 с. — 115000 прим.
  - Перевидання: 2-е (1962)
10. Вип. 321: Хінкулов Л. Ф. Іван Франко. — 192 с. — 35000 прим.
11. Вип. 322: Келер В. Р. Сергій Вавилов / передм. П. О. Ребіндера. — 240 с. — 43000 прим.
  - Перевидання: 2-е (1975)
12. Вип. 323: Колесников М. С. Микола Миклухо-Маклай. — 272 с. — 115000 прим.
  - Перевидання: 2-е (1965)
13. Вип. 324: Степанов М. Л. Микола Гоголь. — 432 с. — 75000 прим.
14. Вип. 325: Гумілєвський Л. І. Володимир Вернадський. — 320 с. — 46000 прим.
  - Перевидання: 2-е (1967) • 3-є (1988)
15. Вип. 326: Жданов В. В. Микола Добролюбов. — 3-є вид., випр. — 352 с. — 50000 прим.
16. Вип. 327[15]: Кремнєв Б. Г. Людвіг ван Бетховен. — 320 с. — 115000 прим.
17. Вип. 328: Муравйова Н. Г. Віктор Гюго. — 384 с. — 115000 прим.
18. Вип. 329: Канівець В. В. Олександр Ульянов. — 280 с. — 115000 прим.
19. Вип. 330: Смирнова-Ракітіна В. О. Валентин Сєров. — 336 с. — 115000 прим.
20. Вип. 331: Сендберг К. Авраам Лінкольн / скор. пер. з англ. Б. Т. Грибанова, Л. Б. Шеффера; післям. Р. Ф. Іванова. — 704 с. — 90000 прим.
21. Вип. 332: Сподвижники Чернишевського[16] / упор. і передм. Ю. В. Куликова. — 480 с. — 41000 прим.
22. Вип. 333: Чуковський М. К. Вітус Беринг. — 128 с. — 74000 прим.

### 1962
26 видань (в тому числі 2 перевидання) •  2,565 млн прим.
1. Вип. 312[17]: Стоун І. Джек Лондон / пер. з англ. М. Й. Кан; післям. і прим. В. М. Бикова. — 2-е вид. — 400 с. — 100000 прим.
2. Вип. 320: Цвейг С. Оноре де Бальзак / пер. з нім. О. Големби; під ред. Є. Закс; передм. і комент. Н. Г. Муравйової. — 2-е вид. — 496 с. — 100000 прим.
3. Вип. 334: Булгаков М. О. Мольєр / передм. і прим. Г. Н. Бояджієва; післям. В. О. Каверіна. — 240 с. — 150000 прим.
  - Перевидання: 2-е (1980) • 3-є, доп. (1991)
4. Вип. 335: Миронов Г. М. Володимир Короленко. — 368 с. — 100000 прим.
5. Вип. 336: Гуро І., Фоменко Л. М. Анрі Барбюс. — 272 с. — 110000 прим.
6. Вип. 337: Левандовський А. П. Жанна д'Арк. — 288 с. — 115000 прим.
  - Перевидання: 2-е, випр. і доп. (1982) • 3-є (2007)
7. Вип. 338: Порудомінський В. І. Всеволод Гаршин. — 304 с. — 90000 прим.
8. Вип. 339: Лаврецький Й. Р. Панчо Вілья. — 256 с. — 70000 прим.
9. Вип. 340: Чуковський К. І. Сучасники: Портрети та етюди[18]. — 704 с. — 100000 прим.
  - Перевидання: 2-е (1963) • 4-е (1967) • 5-е, випр. і доп. (2008)
10. Вип. 341: Манфред А. З. Жан-Поль Марат. — 352 с. — 100000 прим.
11. Вип. 342: Серебрякова Г. Й. Карл Маркс. — 688 с. — 115000 прим.
12. Вип. 343: Прокоф'єв В. О. Михайло Буташевич-Петрашевський. — 336 с. — 90000 прим.
13. Вип. 344: Арлазоров М. С. Костянтин Ціолковський / передм. Ю. О. Гагаріна. — 320 с. — 115000 прим.
  - Перевидання: 2-е (1963) • 3-є, перероб. і доп. (1967)
14. Вип. 345: Таланов О. В. Василь Качалов. — 240 с. — 115000 прим.
15. Вип. 346: Яновська М. І. Роберт Кох. — 272 с. — 95000 прим.
16. Вип. 347: Гладков Т. К. Джон Рід. — 288 с. — 65000 прим.
  - Перевидання: 2-е, випр. і доп. (1966)
17. Вип. 348: Сегал О. О. Софія Перовська. — 400 с. — 115000 прим.
18. Вип. 349: Герман М. Ю. Оноре Дом'є. — 272 с. — 115000 прим.
19. Вип. 350: Моруа А. Три Дюма[19] / пер. з фр. Л. Г. Бєспалової, С. Є. Шлапоберської; ред. Л. З. Лунгіна; післям. К. К. Андреєва. — 544 с. — 115000 прим.
  - Перевидання: 2-е (1965)
20. Вип. 351: Голубєв Г. М. Данило Заболотний. — 256 с. — 85000 прим.
21. Вип. 352: Ґулія Г. Д. Дирміт Ґулія. — 256 с. — 50000 прим.
  - Перевидання: 2-е, випр. і доп. (1965)
22. Вип. 353: Алдан-Семенов А. Г. Ян Черський. — 224 с. — 105000 прим.
23. Вип. 354: Калчев К. Георгій Димитров / пер. з болг. і післям. О. Я. Стекольникова. — 256 с. — 65000 прим.
24. Вип. 355: Колесников М. С. Діпонегоро. — 208 с. — 55000 прим.
25. Вип. 356: Бажанов М. Д. Сергій Рахманінов. — 448 с. — 115000 прим.
  - Перевидання: 2-е, випр. і доп. (1966)
26. Вип. 357: Гроссман Л. П. Федір Достоєвський. — 544 с. — 115000 прим.
  - Перевидання: 2-е, випр. і доп. (1965)

### 1963
20 видань (в тому числі 3 перевидання) •  1,645 млн прим.
1. Вип. 340: Чуковський К. І. Сучасники: Портрети та етюди[18]. — 2-е вид. — 704 с. — 100000 прим.
2. Вип. 344: Арлазоров М. С. Костянтин Ціолковський / передм. Ю. О. Гагаріна. — 2-е вид. — 336 с. — 65000 прим.
3. Вип. 358: Максим Горький. Літературні портрети[20]. — 576 с. — 100000 прим.
  - Перевидання: 2-е (1967) • 3-є (1983)
4. Вип. 359: Яструн М. Адам Міцкевич / пер. з пол. О. Големби; прим. Б. Ф. Стахеєва. — 608 с. — 65000 прим.
5. Вип. 360: Пірсон Г. Чарлз Дікенс / пер. з англ. М. Й. Кан; ред. Я. Й. Рецкер; післям. В. О. Каверіна; прим. А. Левіна. — 512 с. — 115000 прим.
6. Вип. 361: Дубинський-Мухадзе І. М. Григорій Орджонікідзе. — 384 с. — 115000 прим.
  - Перевидання: 2-е, випр. (1967)
7. Вип. 362: Івашкевич Я. Фридерик Шопен / пер. з пол. А. Єрмонського; прим. М. Брухнова. — 304 с. — 65000 прим.
8. Вип. 363: Шкловський В. Б. Лев Толстой / наук. ред. Л. Д. Опульська. — 864 с. — 165000 прим.
  - Перевидання: 2-е, випр. (1967)
9. Вип. 364: Расін Б. І. Вадим Подбельський[ru]. — 176 с. — 50000 прим.
10. Вип. 365: Міжо М. Антуан де Сент-Екзюпері / пер. з фр. Г. А. Велле. — 464 с. — 115000 прим.
  - Перевидання: 2-е (1965)
11. Вип. 366: Толмачов А. В. Михайло Калінін. — 272 с. — 75000 прим.
  - Перевидання: 2-е, випр. і доп. (1974)
12. Вип. 367: Херсонський Х. М. Євген Вахтангов. — 2-е вид., доп. і перероб. — 360 с. — 65000 прим.
13. Вип. 368: Акимова А. А. Дені Дідро. — 480 с. — 65000 прим.
14. Вип. 369: Поступальська М. І., Ардашникова С. Д. Володимир Панасович Обручев / наук. ред. В. В. Обручев. — 432 с. — 65000 прим.
15. Вип. 370: Пісаржевський О. М. Дмитро Прянишников. — 240 с. — 50000 прим.
16. Вип. 371: Герої громадянської війни[21]. — 544 с. — 100000 прим.
17. Вип. 372: Степанов М. Л. Іван Крилов. — 320 с. — 115000 прим.
  - Перевидання: 2-е, випр. і доп. (1969)
18. Вип. 373: Амаду Ж. Каштру Алвеш[pt] / пер. з порт. Г. Калугіна; ред. А. Гольдман; вірші в пер. О. Сіповича; післям. І. Тертерян. — 256 с. — 65000 прим.
19. Вип. 374: Бега Ф. Ф., Александров В. Г. Григорій Петровський. — 320 с. — 65000 прим.
20. Вип. 375: Каталог «ЖЗЛ»: 1933—1963 / ред.-упоряд. Ю. М. Коротков. — 184 с. — 25000 прим.

### 1964
24 видання (в тому числі 3 перевидання) •  1,850 млн прим.
1. Вип. 263: Мендельсон М. О. Марк Твен. — 3-є вид., перероб. і доп. — 432 с. — 50000 прим.
2. Вип. 269: Богословський М. В. Іван Тургенєв. — 3-є вид. — 416 с. — 100000 прим.
3. Вип. 376: Прибитков В. С. Іван Федоров. — 304 с. — 65000 прим.
4. Вип. 377: Піцик Н. О. Олександр Богомолець / пер. з укр. Т. Й. Стах; післям. і наук. консультація І. М. Неймана. — 224 с. — 65000 прим.
5. Вип. 378: Анікст О. А. Вільям Шекспір. — 368 с. — 115000 прим.
6. Вип. 379: Моруа А. Александер Флемінг / пер. з фр. І. І. Еренбург; післям. Й. А. Касирського. — 336 с. — 100000 прим.
7. Вип. 380: Спендіарова М. О. Олександр Спендіаров. — 208 с. — 65000 прим.
8. Вип. 381: Герман М. Ю. Жак-Луї Давід. — 304 с. — 115000 прим.
9. Вип. 382: Носова В. В. Віра Коміссаржевська. — 336 с. — 115000 прим.
10. Вип. 383: Турков А. М. Михайло Салтиков-Щедрін. — 368 с. — 65000 прим.
  - Перевидання: 2-е, випр. і доп. (1965)
11. Вип. 384: Архангельський В. В. Віктор Ногін. — 432 с. — 105000 прим.
  - Перевидання: 2-е, випр. і доп. (1966)
12. Вип. 385: Кунін Й. П. Микола Римський-Корсаков. — 240 с. — 115000 прим.
13. Вип. 386: Поршнєв Б. Ф. Жан Мельє. — 240 с. — 65000 прим.
14. Вип. 387: Бєлєнький М. С. Бенедикт Спіноза. — 240 с. — 65000 прим.
15. Вип. 388: Єрмашев І. І. Сунь Ятсен / наук. ред. С. Л. Тихвинський[ru]. — 320 с. — 45000 прим.
16. Вип. 389: Візен Л. І. Хосе Марті. — 304 с. — 50000 прим.
17. Вип. 390: Островер Л. І. Петро Алексєєв. — 2-е вид. — 224 с. — 50000 прим.
18. Вип. 391: Левандовський А. П. Жорж Жак Дантон. — 384 с. — 105000 прим.
19. Вип. 392: Кремнєв Б. Г. Франц Петер Шуберт. — 304 с. — 115000 прим.
20. Вип. 393: Синельников С. С. Сергій Кіров. — 368 с. — 65000 прим.
21. Вип. 394[22]: Гарлінська Є. І., Сталінська Н. Л.[23]. Микола Зелінський / під ред. О. М. Пісаржевського. — 256 с. — 50000 прим.
22. Вип. 395: Штеклі А. Е. Джордано Бруно. — 384 с. — 65000 прим.
23. Вип. 396: За нашу та вашу свободу: Герої 1863 року[24]. — 448 с. — 50000 прим.
24. Вип. 397: Вітін М. Г. Нікос Белоянніс. — 128 с. — 50000 прим.

### 1965
32 видання (в тому числі 12 перевидань) •  2,725 млн прим.
1. Вип. 262: Інфельд Л. Еварист Галуа / пер. з англ. М. Й. Кан. — 3-є вид. — 352 с. — 75000 прим.
2. Вип. 276: Райт-Ковальова Р. Роберт Бернз. — 3-є вид. — 352 с. — 100000 прим.
3. Вип. 289: Левандовський А. П. Максиміліан Робесп'єр. — 2-е вид., перероб. — 304 с. — 75000 прим.
4. Вип. 299: Прокоф'єв В. О. Андрій Желябов. — 2-е вид., випр. і доп. — 368 с. — 100000 прим.
5. Вип. 319: Морозов О. А. Михайло Ломоносов. — 5-е вид. — 576 с. — 50000 прим.
6. Вип. 323: Колесников М. С. Микола Миклухо-Маклай. — 2-е вид. — 272 с. — 100000 прим.
7. Вип. 350: Моруа А. Три Дюма[19] / пер. з фр. Л. Г. Бєспалової, С. Є. Шлапоберської; ред. Л. З. Лунгіна; післям. К. К. Андреєва. — 2-е вид. — 544 с. — 100000 прим.
8. Вип. 352: Ґулія Г. Д. Дирміт Ґулія. — 2-е вид., випр. і доп. — 256 с. — 50000 прим.
9. Вип. 357: Гроссман Л. П. Федір Достоєвський. — 2-е вид., випр. і доп. — 608 с. — 100000 прим.
10. Вип. 365: Міжо М. Антуан де Сент-Екзюпері / пер. з фр. Г. А. Велле. — 2-е вид. — 464 с. — 100000 прим.
11. Вип. 368: Турков А. М. Михайло Салтиков-Щедрін. — 2-е вид., випр. і доп. — 368 с. — 100000 прим.
12. Вип. 398[25]: Порудомінський В. І. Микола Пирогов / вступ. ст. Б. В. Петровського. — 304 с. — 65000 прим.
  - Перевидання: 2-е (1969)
13. Вип. 399: Канівець В. В. Устим Кармалюк. — 208 с. — 65000 прим.
14. Вип. 400: Колесников М. С. Микола Лобачевський. — 320 с. — 65000 прим.
15. Вип. 401: Можейко І. В. Аун Сан. — 240 с. — 65000 прим.
16. Вип. 402: Муравйова Н. Г. П'єр-Жан Беранже. — 320 с. — 65000 прим.
17. Вип. 403: Яновська М. І. Карл Лібкнехт. — 320 с. — 65000 прим.
18. Вип. 404: Гумілєвський Л. І. Микола Зінін. — 272 с. — 65000 прим.
19. Вип. 405: Шкловський В. Б. Павло Федотов. — 208 с. — 100000 прим.
20. Вип. 406: Гоніонський С. О. Августо Сесар Сандіно. — 160 с. — 70000 прим.
21. Вип. 407: Дурилін С. М. Михайло Нестеров / передм. О. О. Сидорова. — 528 с. — 65000 прим.
  - Перевидання: 2-е (1976) • 3-є, перероб. і доп. (2004)
22. Вип. 408: Людвіг Е.[de]. Йоганн Вольфганг фон Гете / скор. пер. з нім. Є. Закс. — 608 с. — 115000 прим.
23. Вип. 409: Марягін Г. О. Павло Постишев. — 304 с. — 115000 прим.
24. Вип. 410: Осповат Л. С. Федеріко Гарсія Лорка. — 432 с. — 115000 прим.
25. Вип. 411: Болховітінов В. М. Олександр Столєтов. — 3-є вид. — 512 с. — 50000 прим.
26. Вип. 412: Луначарський А. В. Силуети[26] / упор. І. А. Луначарська; передм. і прим. І. О. Саца. — 544 с. — 100000 прим.
27. Вип. 413: Лебедєв О. О. Петро Чаадаєв. — 272 с. — 65000 прим.
28. Вип. 414: Лаврецький Й. Р. Франсіско де Міранда. — 272 с. — 65000 прим.
29. Вип. 415: Алдан-Семенов А. Г. Петро Семенов-Тянь-Шанський. — 304 с. — 115000 прим.
30. Вип. 416: Штоль Г. В. Генріх Шліман / скор. пер. з нім. А. О. Попова, А. Е. Штеклі. — 439 с. — 65000 прим.
31. Вип. 417: Дубинський-Мухадзе І. М. Степан Шаумян. — 336 с. — 65000 прим.
  - Перевидання: 2-е, випр. (1968)
32. Вип. 418: Дмитрієнко М. Ф. Дієго Веласкес. — 256 с. — 115000 прим.

### 1966
20 видань (в тому числі 7 перевидань) •  1,475 млн прим.
1. Вип. 277: Штеклі А. Е. Томмазо Кампанелла / передм. С. Д. Сказкіна. — 3-є вид., перероб і доп. — 288 с. — 100000 прим.
2. Вип. 281: Шаскольська М. П. Фредерік Жоліо-Кюрі. — 2-е вид. — 208 с. — 50000 прим.
3. Вип. 295: Лаврецький Й. Р. Сімон Болівар. — 2-е вид., випр. і доп. — 208 с. — 50000 прим.
4. Вип. 313: Хінкулов Л. Ф. Тарас Шевченко. — 3-є вид., випр. і доп. — 320 с. — 50000 прим.
5. Вип. 347: Гладков Т. К. Джон Рід. — 2-е вид., випр. і доп. — 240 с. — 50000 прим.
6. Вип. 356: Бажанов М. Д. Сергій Рахманінов. — 2-е вид., випр. і доп. — 352 с. — 100000 прим.
7. Вип. 384: Архангельський В. В. Віктор Ногін. — 2-е вид., випр. і доп. — 320 с. — 50000 прим.
8. Вип. 419: Гарлінська Є. І., Сталінська Н. Л.[23]. Сергій Боткін. — 160 с. — 65000 прим.
9. Вип. 420: Копелев Л. З. Бертольт Брехт. — 432 с. — 65000 прим.
10. Вип. 421: Серебрякова Г. Й. Карл Маркс та Фрідріх Енгельс. — 880 с. — 100000 прим.
11. Вип. 422: Островський Б. Г. Михайло Лазарєв / під ред.Є. Є. Шведе. — 176 с. — 65000 прим.
12. Вип. 423: Зарницький С. В., Сергеєв А. М. Георгій Чичерін. — 256 с. — 100000 прим.
  - Перевидання: 2-е, випр. і доп. (1975)
13. Вип. 424: Г'юз Е. Бернард Шоу / пер. з англ. Б. М. Носика; ред. Р. Райт-Ковальової. — 288 с. — 100000 прим.
  - Перевидання: 2-е (1968)
14. Вип. 425: Ігнатьєв О. К. Тирадентіс. — 176 с. — 65000 прим.
15. Вип. 426: Юрій Тинянов: Письменник та вчений: Спогади. Роздуми. Зустрічі[27] / упор. В. О. Каверін. — 224 с. — 65000 прим.
16. Вип. 427: Гастєв О. О. Ежен Делакруа. — 224 с. — 115000 прим.
17. Вип. 428: Васильєва Є. М., Халіфман Й. А. Жан Анрі Фабр. — 240 с. — 65000 прим.
18. Вип. 430: Кун І. Бела Кун / пер. з угор. А. Кун. — 312 с. — 65000 прим.
  - Перевидання: 2-е (1968)
19. Вип. 431: Данін Д. С. Ернест Резерфорд. — 624 с. — 90000 прим.
  - Перевидання: 2-е (1967)
20. Вип. 432: Перрюшо А. Поль Сезанн / пер. з фр. С. М. Вікторової, Л. П. Лежнєвої; вірші в пер. В. В. Левіка; післям. В. О. Прокоф'єва. — 368 с. — 65000 прим.

### 1967
19 видань (в тому числі 7 перевидань) •  1,520 млн прим.
1. Вип. 325: Гумілєвський Л. І. Володимир Вернадський. — 2-е вид. — 256 с. — 50000 прим.
2. Вип. 340: Чуковський К. І. Сучасники: Портрети та етюди[18]. — 4-е вид. — 592 с. — 90000 прим.
3. Вип. 344: Арлазоров М. С. Костянтин Ціолковський / передм. Ю. О. Гагаріна. — 3-є вид., перероб. і доп. — 256 с. — 50000 прим.
4. Вип. 358: Максим Горький. Літературні портрети[20]. — 2-е вид. — 576 с. — 100000 прим.
5. Вип. 361: Дубинський-Мухадзе І. М. Григорій Орджонікідзе. — 2-е вид., випр. — 336 с. — 100000 прим.
6. Вип. 363: Шкловський В. Б. Лев Толстой. — 2-е вид., випр. — 656 с. — 90000 прим.
7. Вип. 429: Морозов С. О. Сергій Прокоф'єв. — 280 с. — 100000 прим.
8. Вип. 431: Данін Д. С. Ернест Резерфорд. — 2-е вид. — 624 с. — 100000 прим.
9. Вип. 433: Моруа А. Жорж Санд / пер. з фр. О. С. Булгакової. — 416 с. — 100000 прим.
  - Перевидання: 2-е (1968)
10. Вип. 434: Йолкін А. С. Анатолій Луначарський. — 304 с. — 65000 прим.
11. Вип. 435: Асташенков П. Т. Ігор Курчатов. — 200 с. — 100000 прим.
  - Перевидання: 2-е (1968)
12. Вип. 436: Пророкова С. О. Кете Колльвіц. — 192 с. — 65000 прим.
13. Вип. 437: Рубакін О. М. Микола Рубакін[ru]. — 176 с. — 65000 прим.
  - Перевидання: 2-е, доп. (1979)
14. Вип. 438: Тринчер Г. С., Тринчер К. С. Рутгерс[nl] / пер. з нім. Р. Я. Белової. — 192 с. — 65000 прим.
15. Вип. 439: Паустовський К. Г. Близькі та далекі[28] / упор. Л. А. Левицький. — 400 с. — 100000 прим.
16. Вип. 440: Баранченко В. Є. Юрій Гавен / наук. ред. Ю. О. Геллер. — 160 с. — 65000 прим.
17. Вип. 441: Западов О. В. Микола Новиков. — 1968[29]. — 192 с. — 75000 прим.
18. Вип. 442: Бразуль І. Д. Дем'ян Бєдний. — 304 с. — 75000 прим.
19. Вип. 443: Голенищев-Кутузов І. М. Данте Аліг'єрі. — 280 с. — 65000 прим.

### 1968
24 видання (в тому числі 5 перевидань) •  2,270 млн прим.
1. Вип. 417: Дубинський-Мухадзе І. М. Степан Шаумян. — 2-е вид., випр. — 272 с. — 100000 прим.
2. Вип. 424: Г'юз Е. Бернард Шоу / пер. з англ. Б. М. Носика; ред. Р. Райт-Ковальової. — 2-е вид. — 288 с. — 100000 прим.
3. Вип. 430: Кун І. Бела Кун / пер. з угор. А. Кун. — 2-е вид. — 336 с. — 100000 прим.
4. Вип. 433: Моруа А. Жорж Санд / пер. з фр. О. С. Булгакової. — 2-е вид. — 416 с. — 100000 прим.
5. Вип. 435: Асташенков П. Т. Ігор Курчатов. — 2-е вид. — 200 с. — 100000 прим.
6. Вип. 444: Мар'ямов О. М. Олександр Довженко. — 384 с. — 90000 прим.
7. Вип. 445: Дубинський І. В. Віталій Примаков. — 176 с. — 100000 прим.
8. Вип. 446: Анікін А. В. Адам Сміт / передм. А. Г. Мілейковського. — 256 с. — 100000 прим.
9. Вип. 447: Іванов Р. Ф. Вільям Едуард Беркхардт Дюбуа. — 240 с. — 65000 прим.
10. Вип. 448: Фіш Р. Г. Назим Хікмет. — 328 с. — 100000 прим.
11. Вип. 449: Големба О. Антоніо Ґрамші / наук. ред. В. Ю. Невлера. — 192 с. — 100000 прим.
12. Вип. 450: Шагінян М. С. Йозеф Мислівечек. — 320 с. — 100000 прим.
  - Перевидання: 2-е (1983)
13. Вип. 451: Давидов Ю. В. Василь Головнін[ru]. — 208 с. — 65000 прим.
14. Вип. 452: Резнік С. Ю. Микола Вавилов. — 336 с. — 100000 прим.
15. Вип. 453: Соса Х. Хосе Хервасіо Артігас / пер. з ісп. В. М. Кутейщикової. — 160 с. — 75000 прим.
16. Вип. 454: Акобіров Ю., Харісов Ш. Садріддін Айні. — 144 с. — 100000 прим.
17. Вип. 455: Кремнєв Б. Г. Леонід Красін. — 256 с. — 100000 прим.
18. Вип. 456: Пузиков О. І. Еміль Золя. — 272 с. — 100000 прим.
19. Вип. 457[30]: Ісбах О. А. Дмитро Фурманов. — 336 с. — 100000 прим.
20. Вип. 458: Володін Б. Г. Грегор Мендель. — 256 с. — 100000 прим.
21. Вип. 459: Оганіс'ян Ю. С. Абд аль-Кадір. — 176 с. — 100000 прим.
22. Вип. 460: Брандіс Є. П. Марко Вовчок. — 336 с. — 100000 прим.
23. Вип. 461: Погосов Ю. В. Хуліо Антоніо Мелья[es]. — 144 с. — 100000 прим.
24. Вип. 462: Кумок Я. Н. Яків Губкін. — 288 с. — 100000 прим.

### 1969
16 видань (в тому числі 2 перевидання) •  1,510 млн прим.
1. Вип. 372: Степанов М. Л. Іван Крилов. — 2-е вид., випр. і доп. — 272 с. — 110000 прим.
2. Вип. 398[25]: Порудомінський В. І. Микола Пирогов. — 2-е вид. — 272 с. — 100000 прим.
3. Вип. 463: Гладков Т. К., Смирнов М. О. В'ячеслав Менжинський. — 352 с. — 100000 прим.
4. Вип. 464: Дьяков В. А. Ярослав Домбровський. — 240 с. — 65000 прим.
5. Вип. 465: Осповат Л. С. Дієго Рівера. — 352 с. — 150000 прим.
6. Вип. 466: Коцюбинська І. М. Михайло Коцюбинський / пер. з укр. Т. Й. Стах; наук. ред. Н. С. Над'ярних. — 192 с. — 65000 прим.
7. Вип. 467: Віленська Е. С. Іван Худяков. — 176 с. — 65000 прим.
8. Вип. 468: Мотильова Т. Л. Ромен Роллан. — 384 с. — 100000 прим.
9. Вип. 469: Кузнєцов Ф. Т. Публіцисти 1860-х років: Коло «Руського слова»[ru][31]. — 336 с. — 65000 прим.
  - Перевидання: 2-е, випр. і доп. (1981)
10. Вип. 470: Лаврецький Й. Р. Беніто Хуарес. — 224 с. — 100000 прим.
11. Вип. 471: Гумілєвський Л. І. Сергій Чаплигін. — 272 с. — 100000 прим.
12. Вип. 472: Молчанов М. М. Жан Жорес. — 400 с. — 65000 прим.
  - Перевидання: 2-е, доп. (1986)
13. Вип. 473: Воронова О. П. Іван Шадр[ru]. — 192 с. — 100000 прим.
14. Вип. 474: Валенсі Т. Гектор Берліоз / пер. з фр. Ю. А. Раскіна; післям. Б. В. Левіка. — 336 с. — 100000 прим.
15. Вип. 475: Турков А. М. Олександр Блок. — 320 с. — 150000 прим.
  - Перевидання: 2-е, випр. (1981)
16. Вип. 476: Прокоф'єв В. О. Йосип Дубровинський[ru]. — 224 с. — 65000 прим.

### 1970
14 видань •  1,275 млн прим.
1. Вип. 477: Пірумова Н. М. Михайло Бакунін. — 400 с. — 65000 прим.
2. Вип. 478: Молоді герої Великої Вітчизняної війни[32]. — 512 с. — 50000 прим.
3. Вип. 479: Константиновський І. Д. Йон Лука Караджале. — 228 с. — 65000 прим.
4. Вип. 480: Архангельський В. В. Михайло Фрунзе. — 512 с. — 100000 прим.
5. Вип. 481: Брагін М. Г. Михайло Кутузов. — 224 с. — 150000 прим.
  - Перевидання: 2-е, випр. (1975)
6. Вип. 482: Полководці та воєначальники Великої Вітчизняної: Випуск 1[33] / упор. і наук. ред. А. Н. Кисельов. — 448 с. — 150000 прим.
  - Перевидання: 2-е, випр. (1971)
7. Вип. 483: Мезенцев В. А. Іван Бардін. — 208 с. — 65000 прим.
8. Вип. 484: Ейдельман Н. Я. Михайло Лунін. — 352 с. — 65000 прим.
9. Вип. 485: Чудакова М. О. Еффенді Капієв[ru]. — 240 с. — 65000 прим.
10. Вип. 486: Грибанов Б. Т. Ернест Гемінґвей. — 448 с. — 100000 прим.
  - Перевидання: 2-е (1971)
11. Вип. 487: Давидов Ю. В. Павло Нахімов. — 176 с. — 100000 прим.
12. Вип. 488: Гулига А. В. Георг Вільгельм Фрідріх Гегель. — 272 с. — 100000 прим.
  - Перевидання: 2-е, перероб. і доп. (2008)
13. Вип. 489: Акимова А. А. Вольтер. — 448 с. — 100000 прим.
14. Вип. 490: Кеневич С. Йоахим Лелевель / пер. з пол. І. С. Міллера. — 192 с. — 100000 прим.

### 1971
19 видань (в тому числі 2 перевидання) •  2,475 млн прим.
1. Вип. 482: Полководці та воєначальники Великої Вітчизняної: Випуск 1[33] / упор. і наук. ред. А. Н. Кисельов. — 2-е вид., випр. — 448 с. — 150000 прим.
2. Вип. 486: Грибанов Б. Т. Ернест Гемінґвей. — 2-е вид. — 448 с. — 150000 прим.
3. Вип. 491: Лану А. Гі де Мопассан / скор. пер. з фр. Е. Ю. Лазебникової; наук. ред. і післям. І. О. Лілеєвої. — 392 с. — 150000 прим.
4. Вип. 492: Герман М. Ю. Вільям Гоґарт. — 208 с. — 100000 прим.
5. Вип. 493: Камов Б. М. Аркадій Гайдар. — 416 с. — 100000 прим.
6. Вип. 494: Молчанов М. М. Герої Паризької комуни[34]. — 304 с. — 150000 прим.
7. Вип. 495: Хохлов М. П. Патріс Лумумба. — 272 с. — 65000 прим.
8. Вип. 496: Дубинський-Мухадзе І. М. Валеріан Куйбишев. — 304 с. — 150000 прим.
9. Вип. 497: Бєляєв В. П., Йолкін А. С. Ярослав Галан. — 240 с. — 100000 прим.
  - Перевидання: 2-е (1973)
10. Вип. 498: Бажанов М. Д. Сергій Танєєв. — 240 с. — 65000 прим.
11. Вип. 499: Носик Б. М. Альберт Швейцер. — 416 с. — 65000 прим.
12. Вип. 500: Колесникова М. В., Колесников М. С. Ріхард Зорге. — 304 с. — 250000 прим.
  - Перевидання: 2-е, випр. і доп. (1975) • 3-є, випр. (1980)
13. Вип. 501: Городецький Ю. Н., Шарапов Ю. П. Яків Свердлов. — 400 с. — 100000 прим.
14. Вип. 502: Кумок Я. Н. Євграф Федоров / передм. І. І. Шафрановського. — 320 с. — 75000 прим.
15. Вип. 503: Дмитревський В. І. Йосип П'ятницький. — 272 с. — 65000 прим.
16. Вип. 504: Арський Ф. Н. Перікл. — 224 с. — 100000 прим.
17. Вип. 505: Порудомінський В. І. Володимир Даль. — 381 с. — 200000 прим.
18. Вип. 506: Жданов В. В. Микола Некрасов. — 496 с. — 200000 прим.
19. Вип. 507: Костенко А. І. Леся Українка / пер. з укр. В. С. Хелемендика. — 352 с. — 250000 прим.

### 1972
14 видань •  1,525 млн прим.
1. Вип. 508: Штеклі А. Е. Галілео Галілей. — 384 с. — 100000 прим.
2. Вип. 509[35]: Лукін О. О., Гладков Т. К. Микола Іванович Кузнецов. — 224 с. — 150000 прим.
3. Вип. 510: Бєліков П. Ф., Князєва В. П. Микола Реріх. — 256 с. — 150000 прим.
  - Перевидання: 2-е (1973)
4. Вип. 511: Російські письменники XVII століття[36] / передм. Д. С. Лихачова. — 336 с. — 65000 прим.
5. Вип. 512: Лаврецький Й. Р. Ернесто Че Гевара. — 352 с. — 150000 прим.
  - Перевидання: 2-е (1973) • 3-є, випр. і доп. (1978)
6. Вип. 513: Давидов Ю. В. Дмитро Сенявін. — 256 с. — 65000 прим.
7. Вип. 514: Апт С. К. Томас Манн. — 352 с. — 100000 прим.
8. Вип. 515: Семанов С. М. Степан Макаров. — 288 с. — 150000 прим.
  - Перевидання: 2-е, випр. (1988)
9. Вип. 516: Фіш Р. Г. Джалаледдін Румі. — 288 с. — 65000 прим.
10. Вип. 517: Кардашов В. І. Костянтин Рокоссовський. — 446 с. — 200000 прим.
  - Перевидання: 2-е, випр. (1973) • 3-є (1980) • 4-е (1984)
11. Вип. 518: Кардашов В. І. Бенджамін Франклін. — 256 с. — 100000 прим.
12. Вип. 519: Новатори[37] / упор. Л. С. Рогачевська. — 416 с. — 100000 прим.
13. Вип. 520: Лощиць Ю. М. Григорій Сковорода. — 224 с. — 65000 прим.
14. Вип. 521: Какішев Т. К. Сакен Сейфуллін. — 224 с. — 65000 прим.

### 1973
18 видань (в тому числі 5 перевидань) •  1,945 млн прим.
1. Вип. 497: Бєляєв В. П., Йолкін А. С. Ярослав Галан. — 2-е вид. — 240 с. — 100000 прим.
2. Вип. 510: Бєліков П. Ф., Князєва В. П. Микола Реріх. — 2-е вид. — 256 с. — 150000 прим.
3. Вип. 512: Лаврецький Й. Р. Ернесто Че Гевара. — 2-е вид. — 352 с. — 100000 прим.
4. Вип. 517: Кардашов В. І. Костянтин Рокоссовський. — 2-е вид., випр. — 446 с. — 200000 прим.
5. Вип. 522: Сахаров А. М. Степан Разін. — 320 с. — 150000 прим.
  - Перевидання: 2-е, доп. (1987) • 3-є, випр. і доп. (2010)
6. Вип. 523: Михайлов О. М. Олександр Суворов. — 496 с. — 150000 прим.
  - Перевидання: 2-е (1980)
7. Вип. 524: Гладков Т. К., Кізя Л. Є. Сидір Ковпак. — 288 с. — 100000 прим.
8. Вип. 524: Гладков Т. К., Кізя Л. Є. Сидір Ковпак. — 2-е вид., випр. — 288 с. — 100000 прим.
9. Вип. 525: Єселєв М. Х. В'ячеслав Шишков[ru]. — 224 с. — 150000 прим.
10. Вип. 526: Левандовський А. П. Клод Анрі де Сен-Сімон. — 304 с. — 65000 прим.
11. Вип. 527: Олдінгтон Р. Роберт Луїс Стівенсон. — 288 с. — 150000 прим.
12. Вип. 528: Ірвін В. Чарлз Дарвін та Томас Генрі Гакслі / пер. з англ. М. Й. Кан; наук. ред. Е. Г. Юдін; прим. Є. Е. Козакевич. — 464 с. — 150000 прим.
13. Вип. 529: Резник С. Ю. Ілля Мечников. — 368 с. — 65000 прим.
14. Вип. 530: Свет Я. М. Христофор Колумб. — 368 с. — 65000 прим.
15. Вип. 531: Кунецька Л. І., Маштакова К. О. Надія Крупська. — 336 с. — 100000 прим.
  - Перевидання: 2-е (1974) • 3-є вид., доп. (1985)
16. Вип. 532: Прикордонники[38] / упор. Г. А. Ананьєв, М. О. Смирнов. — 384 с. — 100000 прим.
  - Перевидання: 2-е, випр. (1974) • 3-є, випр. (1977)
17. Вип. 533: Спортсмени[39] / А. П. Ланщиков. — 352 с. — 100000 прим.
18. Вип. 534: Яковлєв М. М. Джордж Вашингтон. — 400 с. — 100000 прим.
  - Перевидання: 2-е (1976)

### 1974
17 видань (в тому числі 4 перевидання) •  1,700 млн прим.
1. Вип. 366: Толмачов А. В. Михайло Калінін. — 2-е вид., випр. і доп. — 239 с. — 100000 прим.
2. Вип. 531: Кунецька Л. І., Маштакова К. О. Надія Крупська. — 2-е вид. — 336 с. — 100000 прим.
3. Вип. 532: Прикордонники[38] / упор. Г. А. Ананьєв, М. О. Смирнов. — 2-е вид., випр. — 383 с. — 100000 прим.
4. Вип. 535: Архангельський В. В. Петро Смородін. — 256 с. — 100000 прим.
5. Вип. 536: Карпенко В. В. Микола Щорс. — 224 с. — 100000 прим.
6. Вип. 537: Дубинський-Мухадзе І. М. Камо. — 236 с. — 100000 прим.
7. Вип. 538: Ватажки комсомолу[40] / упор. С. М. Семанов. — 381 с. — 100000 прим.
  - Перевидання: 2-е (1974) • 3-є, випр. (1978)
8. Вип. 538: Ватажки комсомолу[40] / упор. С. М. Семанов. — 2-е вид. — 381 с. — 100000 прим.
9. Вип. 539: Карцев В. П. Джеймс Клерк Максвелл. — 336 с. — 100000 прим.
  - Перевидання: 2-е, випр. (1976)
10. Вип. 540: Островська Р. П. Микола Островський. — 236 с. — 100000 прим.
  - Перевидання: 2-е, випр. (1975) • 3-є, випр. (1978) • 4-е (1984) • 5-е (1988)
11. Вип. 541: Тишков А. В. Фелікс Дзержинський. — 384 с. — 100000 прим.
  - Перевидання: 2-е, випр. (1976) • 3-є (1977) • 4-е (1985)
12. Вип. 542: Пашуто В. Т. Олександр Невський. — 160 с. — 100000 прим.
  - Перевидання: 2-е, випр. (1975)
13. Вип. 543: Лаврецький Й. Р. Сальвадор Альєнде. — 288 с. — 100000 прим.
  - Перевидання: 2-е, випр. і доп. (1975)
14. Вип. 544: Смирнов Г. В. Дмитро Менделєєв. — 334 с. — 100000 прим.
15. Вип. 546: 40 років «ЖЗЛ»: Каталог: 1933-1973 / відп. ред.-упор. С. М. Семанов; передм. Г. Є. Померанцевої, С. М. Семанова. — 286 с. — 100000 прим.
  - Перевидання: 2-е, випр. і доп. (1976)
16. Вип. 547: Брухнов М. А. Чака. — 189 с. — 100000 прим.
17. Вип. 549: Бєрдников Г. П. Антон Чехов. — 512 с. — 100000 прим.
  - Перевидання: 2-е (1978)

### 1975
15 видань (в тому числі 7 перевидань) •  1,615 млн прим.
1. Вип. 423: Зарницький С. В., Сергеєв А. М. Георгій Чичерін. — 2-е вид., випр. і доп. — 288 с. — 100000 прим.
2. Вип. 481: Брагін М. Г. Михайло Кутузов. — 2-е вид., випр. — 223 с. — 100000 прим.
3. Вип. 500: Колесникова М. В., Колесников М. С. Ріхард Зорге. — 2-е вид., випр. і доп. — 318 с. — 100000 прим.
4. Вип. 540: Островська Р. П. Микола Островський. — 2-е вид., випр. — 236 с. — 100000 прим.
5. Вип. 542: Пашуто В. Т. Олександр Невський. — 2-е вид., випр. — 160 с. — 100000 прим.
6. Вип. 543: Лаврецький Й. Р. Сальвадор Альєнде. — 2-е вид., випр. і доп. — 288 с. — 100000 прим.
7. Вип. 545: Агаришев А. А. Гамаль Абдель Насер. — 191 с. — 150000 прим.
  - Перевидання: 2-е, випр. і доп. (1979)
8. Вип. 548: Келер В. Р. Сергій Вавилов. — 2-е вид. — 319 с. — 150000 прим.
9. Вип. 549[41]: Батурин С. С. Теодор Драйзер. — 336 с. — 150000 прим.
10. Вип. 550: Землероби[42]. — 399 с. — 100000 прим.
11. Вип. 552: Байдуков Г. П. Валерій Чкалов. — 335 с. — 100000 прим.
  - Перевидання: 2-е, випр. і доп. (1977) • 3-є (1983) • 4-е (1986) • 5-е, доп. (1991)
12. Вип. 554: Гумілєвський Л. І. Дмитро Чернов. — 203 с. — 100000 прим.
13. Вип. 555: Павленко М. І. Петро I. — 383 с. — 100000 прим.
  - Перевидання: 2-е, випр. (1976) • 3-є, випр. і доп. (2000) • 4-е (2003) • 5-е (2004) • 6-е (2005) • 7-е (2007) • 8-е (2010) • 9-е (2020)
14. Вип. 556: Григор'єв Й. Вільям Фостер[en]. — 208 с. — 65000 прим.
15. Вип. 557: Морозов С. О. Йоганн Себастьян Бах. — 255 с. — 100000 прим.
  - Перевидання: 2-е, випр. (1984)

### 1976
14 видань (в тому числі 6 перевидань) •  1,430 млн прим.
1. Вип. 407: Дурилін С. М. Михайло Нестеров / передм. О. О. Сидорова. — 2-е вид. — 463 с. — 100000 прим.
2. Вип. 534: Яковлєв М. М. Джордж Вашингтон. — 2-е вид. — 416 с. — 100000 прим.
3. Вип. 539: Карцев В. П. Джеймс Клерк Максвелл. — 2-е вид., випр. — 333 с. — 100000 прим.
4. Вип. 558[43]: Тишков А. В. Фелікс Дзержинський. — 2-е вид., випр. — 384 с. — 100000 прим.
5. Вип. 546: 40 років «ЖЗЛ»: Каталог: 1933-1973 / відп. ред.-упор. С. М. Семанов; передм. Г. Є. Померанцевої, С. М. Семанова. — 2-е вид., випр. і доп. — 288 с. — 100000 прим.
6. Вип. 555: Павленко М. І. Петро I. — 2-е вид., випр. — 384 с. — 100000 прим.
7. Вип. 559: Комуністи[44] / упор. С. М. Семанов. — 432 с. — 150000 прим.
  - Перевидання: 2-е (1977)
8. Вип. 560: Ресков Б., Сєдов Г. М. Усман Юсупов. — 256 с. — 65000 прим.
9. Вип. 561: Кардашов В. І. Климент Ворошилов. — 368 с. — 150000 прим.
10. Вип. 562: Грибанов Б. Т. Вільям Фолкнер. — 352 с. — 100000 прим.
11. Вип. 563: Герасимов Ю. К., Скверчинська Ж. Г. Микола Черкасов. — 352 с. — 100000 прим.
  - Перевидання: 2-е (1977)
12. Вип. 564: Перрюшо А. Едуар Мане / пер. з фр. і післям. М. М. Прокоф'євої; ред. Ю. Л. Яхніна. — 320 с. — 100000 прим.
13. Вип. 565[45]: Коротков Ю. М. Дмитро Писарев[ru]. — 368 с. — 100000 прим.
14. Вип. 565[45]: Відрашку Т. К. Петру Гроза. — 304 с. — 100000 прим.

### 1977
13 видань (в тому числі 5 перевидань) •  1,500 млн прим.
1. Вип. 532: Прикордонники[38] / упор. Г. А. Ананьєв, М. О. Смирнов. — 3-є вид., випр. — 383 с. — 100000 прим.
2. Вип. 541: Тишков А. В. Фелікс Дзержинський. — 3-є вид. — 384 с. — 100000 прим.
3. Вип. 552: Байдуков Г. П. Валерій Чкалов. — 2-е вид., випр. і доп. — 351 с. — 200000 прим.
4. Вип. 559: Комуністи[44] / упор. С. М. Семанов. — 2-е вид. — 432 с. — 100000 прим.
5. Вип. 563: Герасимов Ю. К., Скверчинська Ж. Г. Микола Черкасов. — 2-е вид. — 348 с. — 100000 прим.
6. Вип. 567: Михайлов О. М. Гаврило Державін. — 335 с. — 100000 прим.
7. Вип. 568: Нуруллін І. З. Габдулла Тукай / пер. з тат. Р. Г. Фіша. — 238 с. — 100000 прим.
8. Вип. 569: Іовчук М. Т., Курбатова І. М. Георгій Плеханов. — 351 с. — 100000 прим.
9. Вип. 570: Гулига А. В. Іммануїл Кант. — 304 с. — 100000 прим.
  - Перевидання: 2-е (1981) • 4-е, випр. і доп. (2005)
10. Вип. 571: Яроцький Б. М. Дмитро Ульянов. — 239 с. — 150000 прим.
  - Перевидання: 2-е, доп. (1989)
11. Вип. 572: Гаал Д. Ш. Ференц Ліст / пер. з угор. Г. С. Лейбутіна; передм., прим. і наук. ред. Г. В. Краукліса. — 319 с. — 100000 прим.
12. Вип. 573: Лощиць Ю. М. Іван Гончаров. — 351 с. — 150000 прим.
  - Перевидання: 2-е, випр. і доп. (1986) • 3-є (2004)
13. Вип. 574: Питлик Р. Ярослав Гашек / пер. з чеськ. О. М. Малевича. — 303 с. — 100000 прим.

### 1978
17 видань (в тому числі 4 перевидання) •  1,740 млн прим.
1. Вип. 512: Лаврецький Й. Р. Ернесто Че Гевара. — 3-є вид., випр. і доп. — 349 с. — 100000 прим.
2. Вип. 538: Ватажки комсомолу[40] / упор. С. М. Семанов. — 3-є вид., випр. — 381 с. — 100000 прим.
3. Вип. 540: Островська Р. П. Микола Островський. — 3-є вид., випр. — 236 с. — 100000 прим.
4. Вип. 549: Бєрдников Г. П. Антон Чехов. — 2-е вид. — 512 с. — 100000 прим.
5. Вип. 551: Чалмаєв В. А. В'ячеслав Малишев. — 347 с. — 100000 прим.
  - Перевидання: 2-е (1981)
6. Вип. 575: Урнов Д. М. Данієль Дефо. — 255 с. — 100000 прим.
  - Перевидання: 2-е (1990)
7. Вип. 576: Резник С. Ю. Володимир Ковалевський[ru]. — 335 с. — 75000 прим.
8. Вип. 577[46]: Дубинський-Мухадзе І. М. Наріман Наріманов. — 239 с. — 100000 прим.
9. Вип. 578: Петелін В. В. Олексій Миколайович Толстой. — 384 с. — 150000 прим.
10. Вип. 579: Кумок Я. Н. Олександр Карпінський. — 579 с. — 100000 прим.
11. Вип. 580: Арлазоров М. С. Артем Мікоян. — 271 с. — 100000 прим.
12. Вип. 581: Данін Д. С. Нільс Бор. — 560 с. — 100000 прим.
13. Вип. 582: Чуєв Ф. І. Борис Стєчкін[ru]. — 256 с. — 100000 прим.
  - Перевидання: 2-е (1979)
14. Вип. 583: Льотчики[47] / упор. В. А. Мітрошенков; вступ. ст. І. М. Кожедуба. — 240 с. — 100000 прим.
  - Перевидання: 2-е (1981)
15. Вип. 584: Шаріпов А. А. Іван Черняховський / передм. В. І. Чуйкова. — 304 с. — 150000 прим.
  - Перевидання: 2-е (1980) • 3-є (1985)
16. Вип. 585: Василькова Ю. В. Шарль Фур'є. — 255 с. — 65000 прим.
17. Вип. 586: Пірсон Г. Вальтер Скотт / пер. з англ., передм. і комент. В. А. Скороденка. — 303 с. — 100000 прим.

### 1979
15 видань (в тому числі 3 перевидання) •  1,475 млн прим.
1. Вип. 442[48]: Рубакін О. М. Микола Рубакін. — 2-е вид., доп. — 204 с. — 100000 прим.
2. Вип. 597[49]: Агаришев А. А. Гамаль Абдель Насер. — 2-е вид., випр. і доп. — 191 с. — 150000 прим.
3. Вип. 582: Чуєв Ф. І. Борис Стєчкін. — 256 с. — 75000 прим.
4. Вип. 587: Лобанов М. П. Олександр Островський. — 382 с. — 100000 прим.
  - Перевидання: 2-е, допрац. (1989)
5. Вип. 588: Герої Шипки[50] / передм. М. С. Тихонова. — 479 с. — 100000 прим.
6. Вип. 589: Полководці та воєначальники Великої Вітчизняної: Випуск 2[51] / упор. А. Н. Кисельов. — 382 с. — 100000 прим.
7. Вип. 590: Толубко В. Ф. Митрофан Недєлін. — 222 с. — 100000 прим.
8. Вип. 591: Леонтьєва Т. К. Іван Лихачов. — 256 с. — 100000 прим.
  - Перевидання: 2-е (1987)
9. Вип. 592: Кунецька Л. І., Маштакова К. О. Марія Ульянова. — 271 с. — 100000 прим.
  - Перевидання: 2-е, випр. і доп. (1990)
10. Вип. 593: Кобелєв Є. В. Хо Ші Мін. — 365 с. — 100000 прим.
  - Перевидання: 2-е, доп. (1983)
11. Вип. 594: Порудомінський В. І. Карл Брюллов. — 350 с. — 100000 прим.
  - Перевидання: 2-е (2015)
12. Вип. 595: Золотуський І. П. Микола Гоголь. — 511 с. — 100000 прим.
  - Перевидання: 2-е, випр. і доп. (1984) • 3-є, випр. і доп. (1998) • 4-е вид. (2005) • 5-е (2005) • 6-е (2007) • 7-е (2009)
13. Вип. 596: Прокоф'єв В. О. Олександр Герцен. — 400 с. — 100000 прим.
  - Перевидання: 2-е (1987)
14. Вип. 598: Тяпкін О. О., Шибанов А. С. Анрі Пуанкаре. — 415 с. — 100000 прим.
  - Перевидання: 2-е (1982)
15. Вип. 599: Тарасов Б. М. Блез Паскаль. — 334 с. — 100000 прим.
  - Перевидання: 2-е (1982) • 3-є, випр. і доп. (2006)

### 1980
17 видань (в тому числі 5 перевидань) •  1,775 млн прим.
1. Вип. 334: Булгаков М. О. Мольєр / комент. Г. Н. Бояджієва. — 2-е вид. — 175 с. — 100000 прим.
2. Вип. 500: Колесникова М. В., Колесников М. С. Ріхард Зорге. — 3-є вид., випр. — 318 с. — 75000 прим.
3. Вип. 517: Кардашов В. І. Костянтин Рокоссовський. — 3-є вид. — 446 с. — 50000 прим.
4. Вип. 523: Михайлов О. М. Олександр Суворов. — 2-е вид. — 494 с. — 75000 прим.
5. Вип. 584: Шаріпов А. А. Іван Черняховський / передм. В. І. Чуйкова. — 2-е вид. — 304 с. — 150000 прим.
6. Вип. 600: Радянські олімпійці[52] / упор. А. О. Середіна. — 256 с. — 150000 прим.
  - Перевидання: 2-е (1982)
7. Вип. 601: Пігалєв В. О. Василь Баженов. — 223 с. — 100000 прим.
8. Вип. 602: Відрашку Т. К. Тудор Аргезі. — 304 с. — 100000 прим.
9. Вип. 603: Герстнер Г. Брати Грімм / пер. з нім. Є. А. Шеншина; передм. Г. О. Шевченка. — 271 с. — 100000 прим.
10. Вип. 604: Семанов С. М. Олексій Брусилов. — 318 с. — 100000 прим.
11. Вип. 605: Карцев В. П. Гліб Кржижановський. — 383 с. — 150000 прим.
  - Перевидання: 2-е (1985)
12. Вип. 606: Хелемендик В. С. Всеволод Вишневський. — 400 с. — 75000 прим.
  - Перевидання: 2-е (1983)
13. Вип. 607: Сарсекеєв М. Каниш Сатпаєв. — 319 с. — 100000 прим.
  - Перевидання: 2-е, випр. (2003)
14. Вип. 608: Ягунін В. П. Олександр Одоєвський. — 254 с. — 100000 прим.
15. Вип. 609: Горєв О. В., Зімянін В. М. Джавахарлал Неру. — 416 с. — 150000 прим.
  - Перевидання: 2-е (1988)
16. Вип. 610: Лощиць Ю. М. Дмитро Донський. — 367 с. — 150000 прим.
  - Перевидання: 2-е (1983) • 3-є, доп. (2010)
17. Вип. 611: Павлова Т. О. Олівер Кромвель. — 351 с. — 100000 прим.

### 1981
16 видань (в тому числі 6 перевидань) •  1,825 млн прим.
1. Вип. 295: Лаврецький Й. Р. Сімон Болівар. — 3-є вид., випр. і доп. — 221 с. — 100000 прим.
2. Вип. 469: Кузнєцов Ф. Т. Публіцисти 1860-х років: Коло «Руського слова»[31]. — 2-е вид., випр. і доп. — 335 с. — 100000 прим.
3. Вип. 475: Турков А. М. Олександр Блок. — 2-е вид., випр. — 272 с. — 100000 прим.
4. Вип. 551: Чалмаєв В. А. В'ячеслав Малишев. — 2-е вид. — 335 с. — 75000 прим.
5. Вип. 570: Гулига А. В. Іммануїл Кант. — 2-е вид. — 303 с. — 100000 прим.
6. Вип. 583: Льотчики[47] / упор. В. А. Мітрошенков; передм. І. М. Кожедуба. — 2-е вид. — 240 с. — 100000 прим.
7. Вип. 612: Саймонс Д. Томас Карлайл / пер. з англ. К. Р. Сквайрс; вступ ст. С. І. Белзи. — 288 с. — 100000 прим.
8. Вип. 613: Трофімов Ж. О., Міндубаєв Ж. Б. Ілля Ульянов. — 223 с. — 150000 прим.
  - Перевидання: 2-е (1990)
9. Вип. 614: Тібальді-К'єза М. Нікколо Паганіні / пер. з італ. І. Г. Константинової. — 303 с. — 150000 прим.
  - Перевидання: 2-е, доп. (2008)
10. Вип. 615: Скринников Р. Г. Кузьма Мінін і Дмитро Пожарський. — 352 с. — 100000 прим.
  - Перевидання: 2-е, випр. (2007) • 3-є (2011)
11. Вип. 616: Володін О. І., Ітенберг Б. С. Петро Лавров. — 319 с. — 100000 прим.
12. Вип. 617[53]: Тернбулл Е. Френсіс Скотт Фіцджеральд / пер. з англ. Є. В. Логінова, Г. П. Логінової; вступ. ст. і комент. М. Корнеєвої. — 318 с. — 100000 прим.
13. Вип. 618: Сергеєв В. М. Андрій Рубльов. — 254 с. — 150000 прим.
  - Перевидання: 2-е (1986)• 3-є, випр. і доп. (1990) • 4-е, випр. і доп. (2014)
14. Вип. 619: Михайлов О. М. Олександр Купрін. — 270 с. — 150000 прим.
15. Вип. 620: Кузьмін А. Г. Василь Татищев. — 351 с. — 100000 прим.
  - Перевидання: 2-е, доп. (1987)
16. Вип. 621: Селезньов Ю. І. Федір Достоєвський. — 543 с. — 150000 прим.
  - Перевидання: 2-е (1985) • 3-є (1990) • 4-е, випр. (2004) • 5-е (2007)

### 1982
14 видань (в тому числі 4 перевидання) •  1,650 млн прим.
1. Вип. 337: Левандовський А. П. Жанна д'Арк. — 2-е вид., випр. і доп. — 256 с. — 100000 прим.
2. Вип. 593[54]: Тарасов Б. М. Блез Паскаль. — 2-е вид. — 334 с. — 100000 прим.
3. Вип. 598: Тяпкін О. О., Шибанов А. С. Анрі Пуанкаре. — 2-е вид. — 415 с. — 100000 прим.
4. Вип. 600: Радянські олімпійці[52] / упор. А. О. Середіна. — 2-е вид. — 256 с. — 100000 прим.
5. Вип. 622: Рогов А. П. Народні майстри[55]. — 271 с. — 100000 прим.
6. Вип. 623: Ананьєв Г. А. Григорій Котовський. — 209 с. — 100000 прим.
7. Вип. 624: Чалмаєв В. А. Олександр Серафимович і Олександр Неверов. — 399 с. — 100000 прим.
8. Вип. 625: Афанасьєв В. В. Кіндрат Рилєєв. — 319 с. — 150000 прим.
9. Вип. 626: Правофлангові комсомолу[56] / упор. В. В. Володін, В. М. Ганичев, В. Г. Левченко; вступ. ст. В. П. Виноградова. — 607 с. — 150000 прим.
10. Вип. 627: Гастєв О. О. Леонардо да Вінчі. — 400 с. — 150000 прим.
  - Перевидання: 2-е, випр. (1984) • 3-є (2009)
11. Вип. 628: Гулига А. В. Фрідріх Вільгельм Шеллінґ. — 317 с. — 100000 прим.
  - Перевидання: 2-е (1984)
12. Вип. 629: Бичков Ю. О. Сергій Коньонков. — 315 с. — 150000 прим.
  - Перевидання: 2-е (1985)
13. Вип. 630: Лойко О. А. Янка Купала / пер. з білор. Г. Ф. Бубнова та І. Т. Бурсова; передм. І. П. Шамякіна. — 349 с. — 150000 прим.
14. Вип. 631: Жуков Д. А. Олексій Костянтинович Толстой. — 383 с. — 100000 прим.

### 1983
19 видань (в тому числі 6 перевидань) •  2,025 млн прим.
1. Вип. 358: Максим Горький. Літературні портрети[20]. — 3-є вид. — 367 с. — 100000 прим.
2. Вип. 450: Шагінян М. С. Йозеф Мислівечек. — 2-е вид. — 320 с. — 100000 прим.
3. Вип. 552: Байдуков Г. П. Валерій Чкалов. — 3-є вид. — 351 с. — 100000 прим.
4. Вип. 593: Кобелєв Є. В. Хо Ші Мін. — 2-е вид., доп. — 351 с. — 100000 прим.
5. Вип. 606: Хелемендик В. С. Всеволод Вишневський. — 2-е вид. — 398 с. — 75000 прим.
6. Вип. 610: Лощиць Ю. М. Дмитро Донський. — 2-е вид. — 367 с. — 100000 прим.
7. Вип. 632: Жукова Л. М. Олександр Лодигін. — 302 с. — 100000 прим.
  - Перевидання: 2-е, доп. (1989)
8. Вип. 633: Носова В. В. Балерини: Анна Павлова, Катерина Гельцер. — 286 с. — 100000 прим.
9. Вип. 634: Тимофеєв І. В. Ібн Баттута. — 270 с. — 100000 прим.
10. Вип. 635: Стрєлкова І. І. Чокан Валіханов. — 284 с. — 100000 прим.
  - Перевидання: 2-е, доп. (1990) • 3-є, випр. і доп. (2004)
11. Вип. 636: Золототрубов О. М. Семен Будьонний / передм. І. Х. Баграмяна. — 303 с. — 100000 прим.
12. Вип. 637: Кріпалані К. Рабіндранат Тагор / пер. з англ. Л. М. Асанова; післям. І. Д. Серебрякова. — 287 с. — 100000 прим.
  - Перевидання: 2-е (1989)
13. Вип. 638: Першопрохідці[57] / упор. Л. М. Дьомін; передм. О. Л. Яньшина. — 352 с. — 150000 прим.
14. Вип. 639: Добровольський О. М. Олексій Саврасов. — 238 с. — 100000 прим.
15. Вип. 640: Лєсков В. О. Спартак / передм. В. І. Кузищина. — 383 с. — 150000 прим.
  - Перевидання: 2-е (1987) • 3-є, випр. і доп. (2011)
16. Вип. 641: Ліпілін В. Г. Олексій Крилов. — 223 с. — 100000 прим.
17. Вип. 642: Скатов М. М. Олексій Кольцов. — 287 с. — 150000 прим.
  - Перевидання: 2-е, доп. (1989)
18. Вип. 643: Жигалов І. М. Павло Дибенко. — 287 с. — 100000 прим.
19. Вип. 644: Любомудров М. М. Микола Симонов, Юрій Завадський. — 383 с. — 100000 прим.
  - Перевидання: 2-е, випр. і доп. (1988)

### 1984
15 видань (в тому числі 6 перевидань) •  2,200 млн прим.
1. Вип. 517: Кардашов В. І. Костянтин Рокоссовський. — 4-е вид. — 446 с. — 100000 прим.
2. Вип. 540: Островська Р. П. Микола Островський. — 4-е вид. — 184 с. — 150000 прим.
3. Вип. 557: Морозов С. О. Йоганн Себастьян Бах. — 2-е вид., випр. — 254 с. — 150000 прим.
4. Вип. 595: Золотуський І. П. Микола Гоголь. — 2-е вид., випр. і доп. — 527 с. — 150000 прим.
5. Вип. 627: Гастєв О. О. Леонардо да Вінчі. — 2-е вид., випр. — 400 с. — 150000 прим.
6. Вип. 628: Гулига А. В. Фрідріх Вільгельм Шеллінґ. — 2-е вид. — 317 с. — 150000 прим.
7. Вип. 645: Буганов В. І. Омелян Пугачов. — 383 с. — 150000 прим.
8. Вип. 646: Великі російські люди[58] / упор. В. В. Володін; вступ. ст. В. Ф. Толубка, М. Алексеєва. — 416 с. — 150000 прим.
  - Перевидання: 2-е (1985)
9. Вип. 647: Зарницький С. В. Альбрехт Дюрер. — 351 с. — 150000 прим.
10. Вип. 648: Тароцці Д. Джузеппе Верді / скор. пер. з італ. І. Г. Константинової. — 352 с. — 150000 прим.
11. Вип. 649: Симонян К. Мікаел Налбандян / пер. з вірм. Н. Д. Алексаняна. — 366 с. — 150000 прим.
12. Вип. 650: Молчанов М. М. Луї Огюст Бланкі. — 366 с. — 150000 прим.
13. Вип. 651: Гончарова Т. В. Евріпід. — 271 с. — 150000 прим.
  - Перевидання: 2-е (1986)
14. Вип. 652: Аллен Г. Едгар Аллан По / скор. пер. з англ. С. С. Сіліщева; післям. М. Урнова. — 334 с. — 150000 прим.
  - Перевидання: 2-е (1987)
15. Вип. 653: Федорченко О. Г. Павло Лук'яненко[ru]. — 271 с. — 150000 прим.

### 1985
17 видань (в тому числі 6 перевидань) •  2,600 млн прим.
1. Вип. 531: Кунецька Л. І., Маштакова К. О. Надія Крупська. — 3-є вид., доп. — 368 с. — 150000 прим.
2. Вип. 541: Тишков А. В. Фелікс Дзержинський. — 4-е вид. — 384 с. — 150000 прим.
3. Вип. 584: Шаріпов А. А. Іван Черняховський. — 3-є вид. — 304 с. — 150000 прим.
4. Вип. 605: Карцев В. П. Гліб Кржижановський. — 2-е вид. — 383 с. — 150000 прим.
5. Вип. 621: Селезньов Ю. І. Федір Достоєвський. — 2-е вид. — 543 с. — 150000 прим.
6. Вип. 629: Бичков Ю. О. Сергій Коньонков. — 2-е вид. — 315 с. — 150000 прим.
7. Вип. 646: Великі російські люди[58] / упор. В. В. Володін. — 2-е вид. — 416 с. — 150000 прим.
8. Вип. 654[59]: Полководці Давньої Русі[60]. — 575 с. — 150000 прим.
  - Перевидання: 2-е (1986)
9. Вип. 654[59]: Подберезський І. В. Хосе Рісаль. — 319 с. — 150000 прим.
10. Вип. 655: Полководці та воєначальники Великої Вітчизняної: Випуск 3[61] / упор. А. Н. Кисельов. — 367 с. — 200000 прим.
  - Перевидання: 2-е (1986)
11. Вип. 656: Зімянін В. М. Поль Робсон. — 223 с. — 150000 прим.
12. Вип. 657: Гладков Т. К. Дмитро Медведєв. — 304 с. — 150000 прим.
13. Вип. 658: Радянські інженери[62] / упор. А. Б. Іванов. — 398 с. — 150000 прим.
14. Вип. 659: Скурла Г. Александер фон Гумбольдт / скор. пер. з нім. Г. О. Шевченка. — 239 с. — 150000 прим.
15. Вип. 660: Шилов К. В. Віктор Борисов-Мусатов. — 336 с. — 150000 прим.
  - Перевидання: 2-е, випр. і доп. (2000)
16. Вип. 661: Серебряков Г. В. Денис Давидов. — 446 с. — 150000 прим.
17. Вип. 662: Шибанов А. С. Олександр Ляпунов. — 336 с. — 150000 прим.

### 1986
18 видань (в тому числі 7 перевидань) •  2,500 млн прим.
1. Вип. 472: Молчанов М. М. Жан Жорес. — 2-е вид., доп. — 400 с. — 100000 прим.
2. Вип. 552: Байдуков Г. П. Валерій Чкалов. — 4-е вид. — 351 с. — 100000 прим.
3. Вип. 573: Лощиць Ю. М. Іван Гончаров. — 2-е вид., випр. і доп. — 365 с. — 150000 прим.
4. Вип. 618: Сергеєв В. М. Андрій Рубльов. — 2-е вид. — 250 с. — 150000 прим.
5. Вип. 651: Гончарова Т. В. Евріпід. — 2-е вид. — 269 с. — 150000 прим.
6. Вип. 654: Полководці Давньої Русі[60]. — 2-е вид. — 575 с. — 100000 прим.
7. Вип. 655: Полководці та воєначальники Великої Вітчизняної: Випуск 3[61] / упор. А. Н. Кисельов. — 2-е вид. — 367 с. — 100000 прим.
8. Вип. 663: Вікторов В. М., Куманьов Г. О. Іван Скворцов-Степанов. — 272 с. — 150000 прим.
9. Вип. 664: Никифоров А. С. Володимир Бехтерєв / післямов. М. Т. Трубіліна. — 288 с. — 150000 прим.
10. Вип. 665: Афанасьєв В. В. Василь Жуковський. — 399 с. — 150000 прим.
  - Перевидання: 2-е (1987)
11. Вип. 666[63]: Оклянський Ю. М. Костянтин Федін. — 352 с. — 150000 прим.
12. Вип. 666[63]: Плеханов С. М. Олексій Писемський. — 287 с. — 100000 прим.
  - Перевидання: 2-е (1987)
13. Вип. 667: Ільїнський І. М. Василь Алексєєв. — 351 с. — 150000 прим.
14. Вип. 668: Філіппов В. М. Юліус Фучик. — 304 с. — 150000 прим.
15. Вип. 669: Околотін В. С. Алессандро Вольта. — 320 с. — 150000 прим.
16. Вип. 670: Тарасов Б. М. Петро Чаадаєв. — 448 с. — 150000 прим.
  - Перевидання: 2-е, доп. (1990)
17. Вип. 671: Тимофеєв І. В. Аль-Біруні. — 304 с. — 150000 прим.
18. Вип. 673: Комісари[64] / упор. А. Л. Афанасьєв. — 399 с. — 150000 прим.
  - Перевидання: 2-е (1988)

### 1987
19 видань (в тому числі 8 перевидань) •  2,800 млн прим.
1. Вип. 522: Сахаров А. М. Степан Разін. — 2-е вид., доп. — 304 с. — 100000 прим.
2. Вип. 591: Леонтьєва Т. К. Іван Лихачов. — 2-е вид. — 256 с. — 150000 прим.
3. Вип. 596: Прокоф'єв В. О. Олександр Герцен. — 2-е вид. — 400 с. — 150000 прим.
4. Вип. 620: Кузьмін А. Г. Василь Татищев. — 2-е вид. — 368 с. — 150000 прим.
5. Вип. 640: Лєсков В. О. Спартак / післям. В. І. Кузіщина. — 2-е вид. — 383 с. — 100000 прим.
6. Вип. 652: Аллен Г. Едгар Аллан По / скор. пер. з англ. С. С. Сіліщева; післям. М. Урнова. — 2-е вид. — 336 с. — 100000 прим.
7. Вип. 665: Афанасьєв В. В. Василь Жуковський. — 2-е вид. — 399 с. — 100000 прим.
8. Вип. 666: Плеханов С. М. Олексій Писемський. — 2-е вид. — 287 с. — 100000 прим.
9. Вип. 674: Бєжин Л. Є. Ду Фу. — 271 с. — 150000 прим.
10. Вип. 675: Бурлачук Ф. Ф. Володимир Раєвський. — 207 с. — 150000 прим.
11. Вип. 676: Степанов В. О. Юрій Гагарін. — 335 с. — 300000 прим.
12. Вип. 677: Лобанов М. П. Сергій Аксаков. — 366 с. — 150000 прим.
  - Перевидання: 2-е, випр. і доп. (2005)
13. Вип. 678: Фраккаролі А. Джоаккіно Россіні / пер. з італ. І. Г. Константинової. — 352 с. — 150000 прим.
14. Вип. 679: Султанов Ш. З., Султанов К. З. Омар Хаям. — 320 с. — 150000 прим.
  - Перевидання: 2-е, доп. (2007)
15. Вип. 680: Герої 1812 року[65] / упор. В. Г. Левченко. — 608 с. — 200000 прим.
16. Вип. 681: Каталог «ЖЗЛ»: 1933—1985 / відп. ред.-упор. А. Л. Афанасьєв. — 288 с. — 150000 прим.
17. Вип. 682: Чекісти[66] / упор. А. М. Ніколаєв. — 416 с. — 200000 прим.
18. Вип. 683: Павлова Т. О. Джерард Вінстенлі. — 304 с. — 100000 прим.
19. Вип. 684: Карцев В. П. Ісаак Ньютон. — 416 с. — 150000 прим.

### 1988
15 видань (в тому числі 6 перевидань) •  2,200 млн прим.
1. Вип. 325: Гумілєвський Л. І. Володимир Вернадський. — 3-є вид. — 256 с. — 150000 прим.
2. Вип. 515: Семанов С. М. Степан Макаров. — 2-е вид., випр. — 288 с. — 150000 прим.
3. Вип. 540: Островська Р. П. Микола Островський. — 5-е вид. — 224 с. — 100000 прим.
4. Вип. 609: Горєв О. В., Зімянін В. М. Джавахарлал Неру. — 2-е вид. — 400 с. — 100000 прим.
5. Вип. 644: Любомудров М. М. Микола Симонов, Юрій Завадський. — 2-е вид., випр. і доп. — 400 с. — 150000 прим.
6. Вип. 673: Комісари[64] / упор. А. Л. Афанасьєв. — 2-е вид. — 400 с. — 100000 прим.
7. Вип. 685: Гончарова Т. В. Епікур. — 304 с. — 150000 прим.
8. Вип. 686: Висоцький С. О. Анатолій Коні. — 432 с. — 150000 прим.
9. Вип. 687: Кожинов В. В. Федір Тютчев. — 496 с. — 150000 прим.
  - Перевидання: 2-е (2009)
10. Вип. 688: Буганов В. І. Кіндрат Булавін. — 320 с. — 150000 прим.
11. Вип. 689: Кузін М. Г. Олексій Плещеєв. — 324 с. — 100000 прим.
12. Вип. 690: Радянські полководці та воєначальники[67]. — 368 с. — 150000 прим.
13. Вип. 691: Драган І. Г. Микола Крилов. — 316 с. — 150000 прим.
14. Вип. 692: Трущенко М. В. Олександр Косарев. — 400 с. — 150000 прим.
15. Вип. 700: Михайлов О. О. Володимир Маяковський. — 560 с. — 300000 прим.

### 1989
16 видань (в тому числі 5 перевидань) •  2,250 млн прим.
1. Вип. 571: Яроцький Б. М. Дмитро Ульянов / передм. О. Д. Ульянової. — 2-е вид., доп. — 271 с. — 150000 прим.
2. Вип. 587: Лобанов М. П. Олександр Островський. — 2-е вид., допрац. — 400 с. — 150000 прим.
3. Вип. 632: Жукова Л. М. Олекандр Лодигін. — 2-е вид., доп. — 304 с. — 100000 прим.
4. Вип. 637: Кріпалані К. Рабіндранат Тагор / пер. з англ. Л. М. Асанова; післям. І. Д. Серебрякова. — 2-е вид. — 287 с. — 150000 прим.
5. Вип. 642: Скатов М. М. Олексій Кольцов. — 2-е вид., доп. — 300 с. — 150000 прим.
6. Вип. 693: Лойко О. А. Франциск Скорина / пер. з білор. Г. Ф. Бубнова. — 350 с. — 150000 прим.
7. Вип. 694: Тюнькін К. І. Михайло Салтиков-Щедрін. — 623 с. — 150000 прим.
8. Вип. 695: Євграфов К. В. Федір Волков. — 287 с. — 100000 прим.
9. Вип. 696: Степанов М. Т. Микола Подвойський. — 384 с. — 150000 прим.
10. Вип. 697: Бахревський В. А. Віктор Васнецов. — 368 с. — 150000 прим.
11. Вип. 698: Замлінський В. О. Богдан Хмельницький. — 336 с. — 150000 прим.
12. Вип. 699: Молчанов М. М. Монтаньяри. — 560 с. — 150000 прим.
13. Вип. 701: Ковальов-Случевський К. П. Дмитро Бортнянський. — 302 с. — 150000 прим.
  - Перевидання: 2-е, випр (1998)
14. Вип. 702: Кулічкін С. П. Роман Кондратенко. — 288 с. — 100000 прим.
15. Вип. 703: Жуков І. І. Олександр Фадєєв. — 335 с. — 150000 прим.
16. Вип. 704: Пастура Ф. Вінченцо Белліні / пер. з італ. І. Г. Константинової. — 348 с. — 150000 прим.

### 1990
16 видань (в тому числі 7 перевидань) •  2,250 млн прим.
1. Вип. 575: Урнов Д. М. Данієль Дефо. — 2-е вид. — 255 с. — 100000 прим.
2. Вип. 592: Кунецька Л. І., Маштакова К. О. Марія Ульянова. — 2-е вид., випр. і доп. — 317 с. — 100000 прим.
3. Вип. 613: Трофімов Ж. О., Міндубаєв Жан Бореєвич. Ілля Ульянов. — 2-е вид. — 222 с. — 10000 прим.
4. Вип. 618: Сергеєв В. М. Андрій Рубльов / передм. Д. С. Лихачова. — 3-є вид., випр. і доп. — 255 с. — 200000 прим.
5. Вип. 621: Селезньов Ю. І. Федір Достоєвський. — 3-є вид. — 544 с. — 100000 прим.
6. Вип. 635: Стрєлкова І. І. Чокан Валіханов. — 2-е вид., доп. — 300 с. — 100000 прим.
7. Вип. 670: Тарасов Б. М. Петро Чаадаєв. — 2-е вид., доп. — 576 с. — 200000 прим.
8. Вип. 705: Лебедєв Є. М. Михайло Ломоносов / післям. Г. М. Мойсеєвої. — 604 с. — 150000 прим.
9. Вип. 706: Лебедєв Ю. В. Іван Тургенєв. — 608 с. — 200000 прим.
10. Вип. 707: Добровольський О. М. Ганна Голубкіна. — 350 с. — 150000 прим.
11. Вип. 708: Романов О. П. Сергій Корольов. — 479 с. — 100000 прим.
  - Перевидання: 2-е (1996)
12. Вип. 709: Цимбаєв М. І. Сергій Соловйов. — 367 с. — 150000 прим.
13. Вип. 710: Бочаров І. М., Глушакова Ю. П. Орест Кіпренський. — 367 с. — 150000 прим.
  - Перевидання: 2-е, доп. (2001)
14. Вип. 711: Брежнєв О. П. Микола Пирогов. — 479 с. — 150000 прим.
15. Вип. 712: Ганичев В. М. Федір Ушаков. — 463 с. — 150000 прим.
  - Перевидання: 2-е (2005) • 3-є, випр. (2006) • 4-е (2008) • 5-е (2010)
16. Вип. 713: Іванько С. С. Джеймс Фенімор Купер. — 271 с. — 150000 прим.

### 1991
6 видань (в тому числі 2 перевидання) •  850 тис. прим.
1. Вип. 334: Булгаков М. О. Мольєр / післям. В. І. Лосєва. — 3-є вид., доп. — 223 с. — 150000 прим.
2. Вип. 552: Байдуков Г. П. Валерій Чкалов. — 5-е вид., доп. — 352 с. — 100000 прим.
3. Вип. 714: Анісов Л. М. Іван Шишкін. — 301 с. — 150000 прим.
  - Перевидання: 2-е, випр. і доп. (2007) • 3-є (2024)
4. Вип. 715: Лосєв Є. Ф. Пилип Миронов. — 431 с. — 150000 прим.
5. Вип. 717: Грімаль П. Цицерон / пер. з фр. Г. С. Кнабе, Р. Б. Сашиної; вступ. ст. Г. С. Кнабе. — 544 с. — 150000 прим.
6. Вип. 719: Афанасьєв В. В. Михайло Лермонтов. — 559 с. — 150000 прим.

### 1992
2 видання •  300 тис. прим.
1. Вип. 721: Малявін В. В. Конфуцій. — 336 с. — 150000 прим.
2. Вип. 722[68]: Яковлєв М. М. Георгій Жуков. — 464 с. — 150000 прим.

### 1993
3 видання •  300 тис. прим.
1. Вип. 722[68]: Пронін В. О. Катулл. — 304 с. — 100000 прим.
2. Вип. 723: Лосєв О. Ф., Тахо-Годі А. А. Платон. Арістотель. — 383 с. — 100000 прим.
  - Перевидання: 2-е, випр. і доп. (2000) • 3-є, випр. і доп. (2005)
3. Вип. 724: Громов М. П. Антон Чехов. — 400 с. — 100000 прим.

### 1994
1 видання •  20 тис. прим.
1. Вип. 725: Скатов М. М. Микола Некрасов. — 411 с. — 20000 прим.

### 1995
3 видання •  30 тис. прим.
1. Вип. 726: Востришев М. І. Патріарх Тихон. — 302 с. — 10000 прим.
2. Вип. 727: Куняєв С. Ю., Куняєв С. С. Сергій Єсенін. — 571 с. — 10000 прим.
  - Перевидання: 2-е, випр. і доп. (1997) • 3-є, доп. (2005) • 4-е, доп. (2006) • 5-е, доп. (2007) • 6-е (2010) • 7-е (2015) • 8-е (2017)
3. Вип. 728: Борисов М. С. Іван I Данилович Калита. — 302 с. — 10000 прим.
  - Перевидання: 2-е, випр. (1997) • 3-є (2005)

### 1996
Починаючи з 1996, була відновлена практика нумерації перевидань окремими номерами, що існувала до 1962.
 7 видань (в тому числі 1 перевидання) •  82 тис. прим.
1. Вип. 729: Султанов Ш. З. Плотін. — 426 с. — 10000 прим.
2. Вип. 730: Захарченко В. Д. Олег Антонов. — 303 с. — 12000 прим.
3. Вип. 731: Лосєв О. Ф. Гомер / передм. А. А. Тахо-Годі. — 400 с. — 10000 прим.
  - Перевидання: 2-е, випр. (2006)
4. Вип. 732: Вуліх Н. В. Овідій. — 280 с. — 10000 прим.
5. Вип. 733: Уханов І. С. Петро Ричков. — 235 с. — 10000 прим.
6. Вип. 734: Тюлар Ж. Наполеон / пер. з фр. О. П. Бондарева; передм. А. П. Левандовського. — 382 с. — 10000 прим.
  - Перевидання: 2-е, випр. і доп. (1997) • 3-є (2009) • 4-е (2012) • 5-е (2017) • 6-е (2024)
7. Вип. 735: Романов О. П. Сергій Корольов. — 2-е вид. — 552 с. — 20000 прим.

### 1997
8 видань (в тому числі 4 перевидання) •  75 тис. прим.
1. Вип. 736: Тюлар Ж. Наполеон / пер. з фр. О. П. Бондарева; передм. А. П. Левандовського. — 2-е вид., випр. і доп. — 382 с. — 10000 прим.
2. Вип. 737: Востришев М. І. Патріарх Тихон. — 2-е вид., випр. — 302 с. — 10000 прим.
3. Вип. 738: Карпов О. Ю. Володимир Святославич. — 446 с. — 10000 прим.
  - Перевидання: 2-е, випр. і доп. (2004) • 3-є, випр. (2015)
4. Вип. 739: Боханов О. М. Микола II (російський імператор). — 446 с. — 10000 прим.
5. Вип. 740: Борисов М. С. Іван I Данилович Калита. — 2-е вид., випр. — 302 с. — 5000 прим.
6. Вип. 741: Куняєв С. Ю., Куняєв С. С. Сергій Єсенін. — 2-е вид., випр. і доп. — 587 с. — 10000 прим.
7. Вип. 742: Тахо-Годі А. А. Олексій Лосєв. — 459 с. — 10000 прим.
  - Перевидання: 2-е, випр. і доп. (2007)
8. Вип. 743: Труая А. Олександр I / пер. з фр., вступ. ст. і комент. Н. Т. Унанянц. — 320 с. — 10000 прим.

### 1998
8 видань (в тому числі 2 перевидання) •  50 тис. прим.
1. Вип. 744: Лотман Ю. М. Микола Карамзін. — 382 с. — 5000 прим.
2. Вип. 748: Ковальов-Случевський К. П. Дмитро Бортнянський. — 2-е вид., випр. — 271 с. — 10000 прим.
3. Вип. 749: Тиркова-Вільямс А. В. Олександр Сергійович Пушкін / вступ. ст. О. М. Михайлова. — Т. 1: 1799-1824. — 471 с. — 5000 прим.
  - Перевидання: 2-е, випр. (1999) • 3-є, випр. (2002) • 4-е (2004) • 5-е (2006) • 6-е (2007) • 7-е (2010) • 8-е (2017) • 9-е (2020)
4. Вип. 750: Тиркова-Вільямс А. В. Олександр Сергійович Пушкін. — Т. 2: 1824-1837. — 514 с. — 5000 прим.
  - Перевидання: 2-е, випр. (1999) • 3-є, випр. (2002) • 4-е (2004) • 5-е (2006) • 6-е (2007) • 7-е (2010) • 8-е (2017) • 9-е (2020)
5. Вип. 751: Золотуський І. П. Микола Гоголь. — 3-є вид., випр. і доп. — 485 с. — 5000 прим.
6. Вип. 752: Бобровникова Т. В. Публій Корнелій Сципіон Африканський. — 366 с. — 5000 прим.
  - Перевидання: 2-е, випр. (2009)
7. Вип. 755: Чуєв Ф. І. Сергій Іллюшин. — 266 с. — 10000 прим.
  - Перевидання: 2-е (2010) • 3-є, доп. (2014) • 4-е (2022)
8. Вип. 760: Конов В. Ф. Єпістинія Степанова. — 311 с. — 5000 прим.
  - Перевидання: 2-е (2005)

### 1999
18 видань (в тому числі 2 перевидання) •  100 тис. прим.
1. Вип. 747: Пенроуз Р. Пабло Пікассо / пер. з англ. Є. В. Логінова. — 266 с. — 5000 прим.
2. Вип. 753: Кастело А. Маргарита Валуа / пер. з фр. О. Д. Сабова; наук. ред. і передм. А. П. Левандовського. — 214 с. — 5000 прим.
  - Перевидання: 2-е, випр. і доп. (2009)
3. Вип. 753: Левандовський А. П. Карл I Великий. — 224 с. — 5000 прим.
4. Вип. 756: Жак К. Нефертіті та Аменхотеп IV Ехнатон / пер. з фр., вступ. ст. і комент. Т. О. Баскакової. — 215 с. — 5000 прим.
  - Перевидання: 2-е (2006)
5. Вип. 757: Павленко М. І. Олександр Меншиков. — 363 с. — 5000 прим.
  - Перевидання: 2-е (2005) • 3-є (2016)
6. Вип. 758: Анисимов Є. В. Єлизавета Петрівна. — 426 с. — 5000 прим.
  - Перевидання: 2-е, випр. (2000) • 3-є (2002) • 4-е (2005)
7. Вип. 759: Павленко М. І. Катерина II. — 495 с. — 5000 прим.
  - Перевидання: 2-е, випр. (2000) • 3-є (2003) • 4-е (2004) • 5-е (2004) • 6-е (2006)
8. Вип. 761: Гнамманку Д. Абрам Ганнібал / пер. з фр., вступ. ст. і комент. Н. Р. Брумберг, Г. А. Брумберга; передм. Л. М. Арінштейна. — 219 с. — 5000 прим.
9. Вип. 762: Востришев М. І. Московські обивателі[69]. — 249 с. — 5000 прим.
  - Перевидання: 2-е, доп. (2003) • 3-є, доп. (2007)
10. Вип. 763[70]: Звягінцев О. Г., Орлов Ю. Г. Російські прокурори[71]. — 570 с. — 5000 прим.
11. Вип. 763[70]: Тиркова-Вільямс А. В. Олександр Сергійович Пушкін / вступ. ст. О. М. Михайлова. — 2-е вид., випр. — Т. 1: 1799-1824. — 471 с. — 10000 прим.
12. Вип. 764[72]: Тиркова-Вільямс А. В. Олександр Сергійович Пушкін. — 2-е вид., випр. — Т. 2: 1824-1837. — 514 с. — 10000 прим.
13. Вип. 764[72]: Пєсков О. М. Павло I. — 421 с. — 5000 прим.
  - Перевидання: 2-е, випр. (2000) • 3-є (2003) • 4-е (2005) • 5-е (2017)
14. Вип. 765: Фав'є Ж. Франсуа Війон / пер. з фр. В. І. Нікітіна; передм. і наук. ред. А. П. Левандовського. — 414 с. — 5000 прим.
15. Вип. 766: Флоря Б. М. Іван Грозний. — 403 с. — 5000 прим.
  - Перевидання: 2-е (2002) • 3-є (2003) • 4-е (2009)
16. Вип. 767: Ланглад Ж. Оскар Вайлд / пер. з фр. В. І. Григор'єва; передм. О. М. Зверєва. — 325 с. — 5000 прим.
  - Перевидання: 2-е (2006)
17. Вип. 768: Коробов В. І. Василь Шукшин. — 405 с. — 5000 прим.
  - Перевидання: 2-е (2009)
18. Вип. 769: Доронін А. І. Костянтин Васильєв[ru]. — 217 с. — 5000 прим.
  - Перевидання: 2-е (2002)

### 2000
21 видання (в тому числі 6 перевидань) •  109 тис. прим.
1. Вип. 745: Моруа А. Джордж Гордон Байрон / пер. з фр. М. П. Богословської, О. І. Ярікової (передм.); вступ. ст. С. Б. Джимбінова. — 422 с. — 6000 прим.
2. Вип. 770: Єгоров Б. Ф. Аполлон Григор'єв[ru]. — 219 с. — 5000 прим.
3. Вип. 771: Декарг П. Рембрандт ван Рейн / пер. з фр. Є. В. Колодочкіної; наук. ред. і передм. А. П. Левандовського. — 293 с. — 6000 прим.
  - Перевидання: 2-е (2010)
4. Вип. 772: Птіфіс П. Артюр Рембо / пер. з фр.; передм. С. Б. Джимбінова. — 406 с. — 5000 прим.
5. Вип. 773: Ґруссе Р. Чингісхан / пер. з фр., вступ. ст. Є. А. Соколова; післям. О. С. Железнякова. — 286 с. — 5000 прим.
  - Перевидання: 2-е (2002) • 3-є (2003) • 4-е (2007) • 5-е (2008)
6. Вип. 774: Роке К.-А. Пітер Брейгель Старший / пер. з фр., вступ. ст. Т. О. Баскакової; післям. А. П. Левандовського. — 298 с. — 5000 прим.
  - Перевидання: 2-е, випр. і доп. (2008) • 2-е, дод. (2018)
7. Вип. 775: Костін Б. А. Михайло Скобелєв. — 232 с. — 5000 прим.
8. Вип. 776: Борисов М. С. Іван III Васильович. — 644 с. — 5000 прим.
  - Перевидання: 2-е (2003) • 3-є (2006) • 4-е, випр. (2018)
9. Вип. 777: Лосєв О. Ф., Тахо-Годі А. А. Платон і Арістотель. — 2-е вид., випр. і доп. — 392 с. — 5000 прим.
10. Вип. 778: Анисимов Є. В. Єлизавета Петрівна. — 2-е вид., випр. — 426 с. — 5000 прим.
11. Вип. 779: Павленко М. І. Катерина II. — 2-е вид., випр. — 495 с. — 2000 прим.
12. Вип. 780: Павленко М. І. Петро I. — 3-є вид., випр. і доп. — 428 с. — 6000 прим.
13. Вип. 781: Шилов К. В. Віктор Борисов-Мусатов. — 2-е вид., випр. і доп. — 406 с. — 5000 прим.
14. Вип. 782: Лосєв О. Ф. Володимир Соловйов / передм. А. А. Тахо-Годі. — 614 с. — 5000 прим.
  - Перевидання: 2-е, випр. (2009)
15. Вип. 783: Пєсков О. М. Павло I. — 2-е вид., випр. — 422 с. — 4000 прим.
16. Вип. 784: Голдман А. Джон Леннон / пер. з англ. В. І. Григор'єва; інтерв'ю з Ю. С. Саульським. — 615 с. — 10000 прим.
  - Перевидання: 2-е, випр. (2004) • 3-є (2022)
17. Вип. 785: Перну Р. Річард I Левове Серце / пер. з фр. О. Г. Кавтаскіна; передм., наук. ред. і пер. А. П. Левандовського. — 229 с. — 5000 прим.
  - Перевидання: 2-е (2009)
18. Вип. 786: Гобрі І. Мартін Лютер / пер. з фр. О. В. Головіної; передм. А. П. Левандовського. — 513 с. — 5000 прим.
19. Вип. 789: Рощин М. М. Іван Бунін. — 329 с. — 7000 прим.
20. Вип. 790: Іпполітов Г. М. Антон Денікін. — 531 с. — 5000 прим.
  - Перевидання: 2-е, доп. і перероб. (2006)
21. Вип. 791: Бахревський В. А. Сава Мамонтов. — 513 с. — 6000 прим.

### 2001
19 видань (в тому числі 2 перевидання) •  103 тис. прим.
1. Вип. 788: Николюкін О. М. Василь Розанов. — 511 с. — 5000 прим.
2. Вип. 793: Балакін В. Д. Фрідріх I Барбаросса. — 274 с. — 5000 прим.
3. Вип. 794: Шабуров Ю. М. Олександр Алехін / передм. А. Є. Карпова. — 265 с. — 5000 прим.
4. Вип. 795: Савінов М. М. Жорж Бізе. — 356 с. — 5000 прим.
5. Вип. 796: Френ І. Клеопатра VII / пер. з фр. і передм. Т. О. Баскакової. — 479 с. — 6000 прим.
  - Перевидання: 2-е (2004)
6. Вип. 797: Коняєв М. М. Микола Рубцов[ru]. — 364 с. — 6000 прим.
  - Перевидання: 2-е (2015)
7. Вип. 798: Малявін В. В. Конфуцій. — 2-е вид., випр. і доп. — 357 с. — 5000 прим.
8. Вип. 800 (1000)[73]: Аксьонов Г. П. Володимир Вернадський. — 485 с. — 6000 прим.
  - Перевидання: 2-е (2010) • 3-є, випр. (2015)
9. Вип. 801 (1001): Фор П. Александр Македонський / пер. з фр. І. Й. Маханькова; наук. ред. Е. Г. Юнца. — 445 с. — 6000 прим.
  - Перевидання: 2-е (2006) • 3-є (2011)
10. Вип. 802 (1001): Лур'є Ф. М. Сергій Нечаєв. — 434 с. — 5000 прим.
11. Вип. 803 (1003): Борисов М. С. Сергій Радонезький. — 298 с. — 5000 прим.
  - Перевидання: 2-е (2002) • 3-є (2006) • 4-е (2009) • 5-е (2014) • 6-е (2025)
12. Вип. 804 (1004): Казієв Ш. М. Шаміль. — 378 с. — 7000 прим.
  - Перевидання: 2-е, випр. (2003) • 3-є, випр. і доп. (2006) • 4-е, випр. і доп. (2010)
13. Вип. 806 (1006): Соратники Петра[74]. — 494 с. — 6000 прим.
14. Вип. 807 (1007): Востришев М. І. Людмила Целіковська[ru]. — 250 с. — 5000 прим.
  - Перевидання: 2-е (2010)
15. Вип. 808 (1008): Карпов О. Ю. Ярослав Мудрий. — 583 с. — 6000 прим.
  - Перевидання: 2-е, випр. і доп. (2005) • 3-є (2010) • 3-є, випр. і доп. (2023)
16. Вип. 809 (1009): Бочаров І. М., Глушакова Ю. П. Орест Кіпренський. — 2-е вид., доп. — 390 с. — 5000 прим.
17. Вип. 811 (1011): Власов С. М. Костянтин Великий / вступ. ст. М. В. Бібіков. — 309 с. — 5000 прим.
18. Вип. 812 (1012): Зверєв О. М. Володимир Набоков. — 453 с. — 5000 прим.
  - Перевидання: 2-е (2004) • 3-є (2016)
19. Вип. 813 (1013): Бенуа-Мешен Ж. Флавій Клавдій Юліан / пер. з фр. Е. М. Драйтової; передм. М. В. Бібікова. — 270 с. — 5000 прим.

### 2002
24 видання (в тому числі 7 перевидань) •  130 тис. прим.
1. Без номера[12]: Лебеденко І. Ю., Курляндська С. В. Веніамін Курляндський[ru]. — 207 с. — 1000 прим.
2. Вип. 769: Доронін А. І. Костянтин Васильєв. — 2-е вид. — 217 с. — 3000 прим.
3. Вип. 799: Нілін О. П. Едуард Стрєльцов. — 450 с. — 7000 прим.
4. Вип. 805 (1005): Симонова І. А. Федір Чижов. — 335 с. — 5000 прим.
5. Вип. 810 (1010): Тиркова-Вільямс А. В. Олександр Сергійович Пушкін. — 3-є вид., випр. — Т. 1: 1799-1824. — 471 с. — 5000 прим.
6. Вип. 811 (1011): Тиркова-Вільямс А. В. Олександр Сергійович Пушкін. — 3-є вид., випр. — Т. 2: 1824-1837. — 514 с. — 5000 прим.
7. Вип. 815 (1015): Ляшенко Л. М. Олександр II / вступ. ст. А. П. Левандовського. — 357 с. — 7000 прим.
  - Перевидання: 2-е, доп. (2003) • 3-є, випр. (2010)
8. Вип. 816 (1016): Анисимов Є. В. Анна Іванівна. — 362 с. — 7000 прим.
  - Перевидання: 2-е (2004)
9. Вип. 817 (1017)[75]: Анисимов Є. В. Єлизавета Петрівна. — 3-є вид. — 362 с. — 7000 прим.
10. Вип. 817 (1017)[75]: Сафранські Р. Мартін Гайдеґґер / пер. з нім. Т. О. Баскакової за участі В. А. Брун-Цехового; вступ. ст. В. В. Бібіхіна. — 614 с. — 3000 прим.
  - Перевидання: 2-е (2005)
11. Вип. 818 (1018): Фірсов І. І. Юрій Лисянський. — 285 с. — 5000 прим.
12. Вип. 819 (1019): Івашньов В. І. Михайло Щепкін. — 243 с. — 5000 прим.
13. Вип. 820 (1020): Лекуре М.-А. Пітер Пауль Рубенс / пер. з фр. О. В. Головіної; вступ. ст. і наук. ред. А. П. Левандовського. — 394 с. — 6000 прим.
  - Перевидання: 2-е (2011)
14. Вип. 821 (1021): Лансель С. Ганнібал / пер. з фр. О. В. Головіної; вступ. ст. і наук. ред. Т. А. Бобровникової. — 356 с. — 5000 прим.
15. Вип. 823 (1023): Пейн Р. Володимир Ленін / пер. з англ. О. Л. Нікуліної. — 667 с. — 7000 прим.
  - Перевидання: 1-е, дод. (2003) • 2-е (2005) • 3-є (2008)
16. Вип. 824 (1024): Мильников О. С. Петро III. — 510 с. — 7000 прим.
  - Перевидання: 2-е (2009)
17. Вип. 825 (1025): Бріон М. Мікеланджело Буонарроті / пер. з фр. Г. Г. Карпінського. — 283 с. — 5000 прим.
18. Вип. 829 (1029): Новиков В. І. Володимир Висоцький. — 413 с. — 10000 прим.
  - Перевидання: 1-е, дод. (2003) • 2-е, випр. (2005) • 3-є (2006) • 4-е (2008) • 5-е (2008) • 6-е (2010) • 7-е (2013) • 8-е (2018) • 9-е, перероб. і доп. (2021)
19. Вип. 833 (1033): Швейцер В. О. Марина Цвєтаєва. — 591 с. — 7000 прим.
  - Перевидання: 2-е (2003) • 3-є (2007) • 4-е (2009)
20. Вип. 835 (1035): Птіфіс П. Поль Верлен / пер. з фр. під керівн. М. К. Голованівської; під ред. І. Свердлова. — 489 с. — 5000 прим.
21. Вип. 836 (1036): Борисов М. С. Сергій Радонезький. — 2-е вид. — 298 с. — 5000 прим.
22. Вип. 837 (1037): Флоря Б. М. Іван IV Грозний. — 2-е вид. — 403 с. — 5000 прим.
23. Вип. 838 (1038): Груссе Р. Чингісхан / пер. з фр., вступ. ст. Є. А. Соколова. — 2-е вид. — 286 с. — 5000 прим.
24. Вип. 839 (1039): Каталог «ЖЗЛ»: 1890—2002 / упор. Л. П. Александрова, О. І. Горелик, Р. А. Євсеєва. — 327 с. — 3000 прим.

### 2003
37 видань (в тому числі 12 перевидань) •  217 тис. прим.
1. Вип. 792: Борисов М. С. Іван III Васильович. — 2-е вид. — 644 с. — 5000 прим.
2. Вип. 823 (1023): Пейн Р. Володимир Ленін / пер. з англ. О. Л. Нікуліної. — 1-е вид., дод. — 667 с. — 5000 прим.
3. Вип. 827 (1027): Цимбаєва К. М. Олександр Грибоєдов. — 545 с. — 7000 прим.
  - Перевидання: 2-е, випр. і доп. (2011)
4. Вип. 828 (1028): Єжов В. Д. Конрад Аденауер. — 311 с. — 7000 прим.
5. Вип. 829 (1029): Новиков В. І. Володимир Висоцький. — 1-е вид., дод. — 413 с. — 10000 прим.
6. Вип. 830 (1030): Грімаль П. Луцій Анней Сенека / пер. з фр. О. В. Головіної; вступ. ст. і наук. ред. Т. А. Бобровникової. — 350 с. — 5000 прим.
7. Вип. 831 (1031): Дубаєв М. Л. Микола Реріх. — 427 с. — 6000 прим.
8. Вип. 832 (1032): Етьєн Р. Гай Юлій Цезар / пер. з фр. Е. М. Драйтової; наук. ред. і передм. О. В. Ляпустіної. — 300 с. — 5000 прим.
  - Перевидання: 2-е (2009) • 3-є (2017)
9. Вип. 834 (1034): Андреєв І. Л. Олексій Михайлович. — 638 с. — 8000 прим.
  - Перевидання: 2-е, випр. (2006)
10. Вип. 840 (1040): Сіпріо П. Оноре де Бальзак / пер. з фр. Є. А. Сергеєвої; вступ. ст. і наук. ред. А. П. Левандовського. — 503 с. — 6000 прим.
11. Вип. 841 (1041)[76]: Бєгунов Ю. К. Олександр Невський. — 262 с. — 7000 прим.
12. Вип. 841 (1041)[76]: Красноглазов А. Б. Мігель де Сервантес. — 301 с. — 10000 прим.
13. Вип. 843 (1043): Декс П. Поль Гоген / пер. з фр. С. В. Суркової; вступ. ст. і наук. ред. А. П. Левандовського. — 360 с. — 5000 прим.
14. Вип. 844 (1044): Лопатников В. О. Олександр Горчаков. — 343 с. — 5000 прим.
  - Перевидання: 2-е (2004) • 3-є, випр. і доп. (2011) • 4-е, випр. і доп. (2015)
15. Вип. 846 (1046): Гулига А. В. Артур Шопенгауер. — 367 с. — 5000 прим.
16. Вип. 847 (1047): Бедаріда Ф. Вінстон Черчилль / пер. з фр. Є. М. Юдіної; наук. ред. і післям. Ю. В. Ємельянова. — 457 с. — 7000 прим.
  - Перевидання: 2-е, випр. (2006) • 3-є (2009) • 4-е (2011) • 5-е, випр. (2012) • 6-е (2014)
17. Вип. 848 (1048): Варламов О. М. Михайло Пришвін. — 548 с. — 5000 прим.
  - Перевидання: 2-е (2008) • 3-є (2021)
18. Вип. 850 (1050): Павленко М. І. Петро I. — 4-е вид. — 428 с. — 5000 прим.
19. Вип. 851 (1051): Тимофеєв О. В. Олександр Покришкін. — 524 с. — 5000 прим.
  - Перевидання: 2-е, випр. (2005) • 4-е, доп. (2015)
20. Вип. 852 (1052): Неродо Ж.-П. Октавіан Август / пер. з фр. О. В. Головіної; наук. ред. і передм. Т. А. Бобровникової. — 349 с. — 5000 прим.
21. Вип. 853 (1053): Швейцер В. О. Марина Цвєтаєва. — 2-е вид. — 591 с. — 7000 прим.
22. Вип. 854 (1054): Востришев М. І. Московські обивателі[77]. — 2-е вид., доп. — 370 с. — 5000 прим.
23. Вип. 855 (1055): Рибас С. Ю. Петро Столипін. — 421 с. — 5000 прим.
  - Перевидання: 2-е (2004) • 3-є (2009) • 4-е (2012) • 5-е (2014) • 6-е (2018) • 7-е (2024)
24. Вип. 856 (1056): Пєсков О. М. Павло I. — 3-є вид. — 422 с. — 5000 прим.
25. Вип. 857 (1057): Ляшенко Л. М. Олександр II. — 2-е вид., доп. — 357 с. — 10000 прим.
26. Вип. 860 (1060): Павленко М. І. Катерина II. — 3-є вид. — 495 с. — 5000 прим.
27. Вип. 861 (1061): Вискочков Л. В. Микола I. — 694 с. — 10000 прим.
  - Перевидання: 2-е (2006)
28. Вип. 862 (1062): Старосельська Н. Д. Олександр Сухово-Кобилін. — 321 с. — 5000 прим.
29. Вип. 863 (1063): Кастр Р. П'єр Бомарше / пер. з фр. І. О. Сосфенової. — 428 с. — 5000 прим.
30. Вип. 864 (1064): Андріянов В. І. Олексій Косигін. — 366 с. — 5000 прим.
  - Перевидання: 2-е (2004)
31. Вип. 865 (1065): Був'є-Ажан М. Аттіла / пер. з фр. М. В. Глаголєвої; наук. ред. і передм. В. Д. Балакіна. — 286 с. — 5000 прим.
32. Вип. 866 (1066): Томсінов В. О. Олексій Аракчеєв. — 429 с. — 6000 прим.
  - Перевидання: 2-е (2010)
33. Вип. 867 (1067): Сарсеке М. Каниш Сатпаєв / пер. з каз. С. Плеханова і авт. — 2-е вид., доп. — 548 с. — 3000 прим.
34. Вип. 868 (1068): Казієв Ш. М. Шаміль. — 2-е вид., випр. — 378 с. — 5000 прим.
35. Вип. 869 (1069): Груссе Р. Чингісхан / пер. з фр., вступ. ст. Є. А. Соколова; наук. ред. і післям. О. С. Железнякова. — 3-є вид. — 286 с. — 5000 прим.
36. Вип. 870 (1070): Орлова О. М. Гайто Газданов. — 275 с. — 5000 прим.
37. Вип. 873 (1073): Флоря Б. М. Іван IV Грозний. — 3-є вид. — 403 с. — 5000 прим.

### 2004
44 видання (в тому числі 19 перевидань) •  214 тис. прим.
1. Вип. 813 (1013): Бріон М. Вольфганг Амадей Моцарт / пер. з фр. Г. Г. Карпінського; наук. ред. В. І. Ражевої. — 340 с. — 6000 прим.
2. Вип. 826 (1026): Лощиць Ю. М. Іван Гончаров. — 3-є вид. — 392 с. — 5000 прим.
3. Вип. 849 (1049): Птіфіс Ж.-К. д'Артаньян / пер. з фр., комент. і вступ. ст. Е. М. Драйтової; наук. ред. і післям. А. П. Левандовського. — 207 с. — 6000 прим.
4. Вип. 859 (1059): Ру Ж.-П. Тамерлан / пер. з фр. Є. А. Соколова; наук. ред. і післям. В. Л. Єгорова. — 678 с. — 7000 прим.
  - Перевидання: 2-е (2005) • 3-є (2006) • 4-е (2007) • 5-е (2008) • 6-е (2011)
5. Вип. 871 (1071): Стрєлкова І. І. Чокан Валіханов. — 3-є вид., випр. і доп. — 295 с. — 3000 прим.
6. Вип. 872 (1072): Берне А. Марк Юній Брут / пер. з фр. О. В. Головіної. — 420 с. — 5000 прим.
7. Вип. 874 (1074): Тиркова-Вільямс А. В. Олександр Сергійович Пушкін. — 4-е вид. — Т. 1: 1799-1824. — 471 с. — 5000 прим.
8. Вип. 875 (1075): Тиркова-Вільямс А. В. Олександр Сергійович Пушкін. — 4-е вид. — Т. 2: 1824-1837. — 514 с. — 5000 прим.
9. Вип. 876 (1076): Анисимов Є. В. Анна Іванівна. — 2-е вид. — 362 с. — 5000 прим.
10. Вип. 877 (1077): Востришев М. І. Патріарх Тихон. — 3-є вид., доп. — 383 с. — 5000 прим.
11. Вип. 878 (1078): Андріянов В. І. Олексій Косигін. — 2-е вид. — 366 с. — 5000 прим.
12. Вип. 879 (1079): Сухіна Г. О. Михайло Григор'єв / вступ. ст. О. Д. Мельохіна. — 197 с. — 5000 прим.
13. Вип. 880 (1080): Дурилін С. М. Михайло Нестеров. — 3-є вид., перероб. і доп. — 543 с. — 5000 прим.
14. Вип. 881 (1081): Френ І. Клеопатра VII / пер. з фр. і передм. Т. О. Баскакової. — 2-е вид. — 479 с. — 5000 прим.
15. Вип. 882 (1082): Селезньов Ю. І. Федір Достоєвський. — 4-е вид., випр. — 533 с. — 5000 прим.
16. Вип. 883 (1083): Валіханов Е. Ж. Кенесари. — 232 с. — 3000 прим.
17. Вип. 884 (1084): Бондаренко В. В. Петро Вяземський. — 678 с. — 5000 прим.
  - Перевидання: 2-е, випр. і доп. (2014)
18. Вип. 885 (1085): Важнер Ф. Жульєтта Рекам'є / пер. з фр. Є. В. Колодочкіної; наук. ред. і вступ. ст. А. П. Левандовського. — 369 с. — 5000 прим.
19. Вип. 886 (1086): Гейзер М. М. Соломон Міхоелс / пер. з фр. Є. В. Колодочкіної; наук. ред. і вступ. ст. А. П. Левандовського. — 323 с. — 5000 прим.
20. Вип. 887 (1087): Голдман А. Джон Леннон / пер. з англ. В. І. Григор'єва. — 2-е вид., випр. — 609 с. — 5000 прим.
21. Вип. 888 (1088): Лекманов О. А. Осип Мандельштам. — 255 с. — 7000 прим.
  - Перевидання: 3-є, перероб. і доп (2009)
22. Вип. 889 (1089): Козляков В. М. Михайло Федорович. — 346 с. — 7000 прим.
  - Перевидання: 2-е, випр. (2010)
23. Вип. 890 (1090): Дашкевич Т. М. Олексій Фатьянов. — 327 с. — 3000 прим.
24. Вип. 893 (1093): Павленко М. І. Петро I. — 5-е вид. — 428 с. — 5000 прим.
25. Вип. 894 (1094): Павленко М. І. Катерина II. — 4-е вид. — 495 с. — 5000 прим.
26. Вип. 895 (1095): Балакін В. Д. Творці Священної Римської імперії[78]. — 356 с. — 5000 прим.
27. Вип. 896 (1096): Мансуров Т. А. Назир Тюрякулов[ru] / вступ. ст. Є. М. Примакова. — 371 с. — 5000 прим.
  - Перевидання: 2-е (2005)
28. Вип. 897 (1097): Сенес Ж., Сенес М. Герман Гессе / пер. з фр. А. Є. Вінник. — 277 с. — 5000 прим.
29. Вип. 898 (1098): Анісов Л. М. Олександр Іванов. — 345 с. — 5000 прим.
30. Вип. 899 (1099): Клулас І. Діана де Пуатьє / пер. з фр. М. В. Малькової; В. І. Григор'єва; вступ. ст. і наук. ред. А. П. Левандовського. — 345 с. — 5000 прим.
31. Вип. 900 (1100): Лопатников В. О. Олександр Горчаков. — 2-е вид. — 343 с. — 5000 прим.
32. Вип. 901 (1101): Рибас С. Ю. Петро Столипін. — 2-е вид. — 421 с. — 5000 прим.
33. Вип. 902 (1102): Павленко М. І. Катерина II. — 5-е вид. — 495 с. — 5000 прим.
34. Вип. 903 (1103): Зверєв О. М. Володимир Набоков. — 2-е вид. — 453 с. — 7000 прим.
35. Вип. 904 (1104)[79]: Павленко М. І. Катерина I. — 265 с. — 8000 прим.
  - Перевидання: 2-е (2009)
36. Вип. 904 (1104)[79]: Шастене Ж. Лукреція Борджія / пер. з фр. Н. Б. Карданової; наук. ред. А. П. Левандовського. — 319 с. — 2000 прим.
37. Вип. 905 (1105): Скатов М. М. Микола Некрасов. — 2-е вид., випр. — 411 с. — 2000 прим.
38. Вип. 906 (1106): Бабореко О. К. Іван Бунін. — 457 с. — 2000 прим.
  - Перевидання: 2-е (2009)
39. Вип. 907 (1107): Удовик В. О. Михайло Воронцов. — 413 с. — 2000 прим.
40. Вип. 908 (1108): Дмитрієва О. В. Єлизавета I. — 308 с. — 5000 прим.
  - Перевидання: 2-е (2012)
41. Вип. 909 (1109): Федякін С. Р. Олександр Скрябін. — 557 с. — 5000 прим.
42. Вип. 910 (1110): Старосельська Н. Д. Георгій Товстоногов. — 408 с. — 7000 прим.
43. Вип. 912 (1112): Анісов Л. М. Павло Третьяков. — 312 с. — 2000 прим.
44. Вип. 914 (1114): Карпов О. Ю. Володимир Святославич. — 2-е вид., випр. і доп. — 454 с. — 5000 прим.

### 2005
52 видання (в тому числі 20 перевидань) •  277 тис. прим.
1. Вип. 911 (1111): Жиль К. Нікколо Макіавеллі / пер. з фр. М. А. Рунової; наук. ред., вступ. сл. В. Д. Балакіна. — 240 с. — 5000 прим.
2. Вип. 913 (1113): Власов Л. В. Карл Густав Маннергейм. — 309 с. — 5000 прим.
  - Перевидання: 2-е (2019) • 3-є (2020)
3. Вип. 915 (1115): Морозова О. В. Джакомо Казанова. — 350 с. — 5000 прим.
  - Перевидання: 2-е (2014)
4. Вип. 916 (1116): Єлісеєва О. І. Григорій Потьомкін. — 665 с. — 5000 прим.
  - Перевидання: 2-е, випр. (2006) • 3-є (2016)
5. Вип. 917 (1117): Пінаєв С. М. Максиміліан Волошин. — 661 с. — 5000 прим.
6. Вип. 918 (1118): Тимофеєв О. В. Олександр Покришкін. — 2-е вид., випр. — 524 с. — 10000 прим.
7. Вип. 919 (1119): Варламов О. М. Олександр Грін. — 452 с. — 5000 прим.
  - Перевидання: 2-е (2008)
8. Вип. 920 (1120): Дьомін В. М. Костянтин Ціолковський. — 323 с. — 5000 прим.
9. Вип. 921 (1121): Корякін В. С. Володимир Русанов. — 359 с. — 5000 прим.
10. Вип. 922 (1122): Куняєв С. Ю., Куняєв С. С. Сергій Єсенін. — 3-є вид., доп. — 595 с. — 5000 прим.
11. Вип. 923 (1123): Лобанов М. П. Сергій Аксаков. — 2-е вид., випр. і доп. — 354 с. — 5000 прим.
12. Вип. 924 (1124): Золотуський І. П. Микола Гоголь. — 4-е вид. — 485 с. — 5000 прим.
13. Вип. 925 (1125): Дюверже К. Ернан Кортес / пер. з фр. М. В. Глаголєвої; наук. ред. і передм. В. Д. Балакіна. — 290 с. — 5000 прим.
14. Вип. 926 (1126): Лєсін В. І. Матвій Платов. — 403 с. — 5000 прим.
15. Вип. 927 (1127): Павленко М. І. Петро I. — 6-е вид. — 428 с. — 5000 прим.
16. Вип. 928 (1128): Пейн Р. Володимир Ленін / пер. з англ. О. Л. Нікуліної. — 2-е вид. — 667 с. — 5000 прим.
17. Вип. 929 (1129): Архангельський О. М. Олександр I. — 444 с. — 5000 прим.
  - Перевидання: 2-е (2006) • 3-є (2012)
18. Вип. 930 (1130): Новиков В. І. Володимир Висоцький. — 2-е вид., випр. — 412 с. — 5000 прим.
19. Вип. 931 (1131): Дайнес В. О. Георгій Жуков. — 553 с. — 10000 прим.
  - Перевидання: 2-е (2010)
20. Вип. 932 (1132): Андріянов В. І., Мираламов Г. Ф. Гейдар Алієв. — 394 с. — 10000 прим.
  - Перевидання: 2-е (2006)
21. Вип. 933 (1133): Ламі Ж.-К. Франсуаза Саган / пер. з фр. А. Є. Вінник. — 250 с. — 5000 прим.
22. Вип. 934 (1134): Сергованцев М. М. Дмитро Мамін-Сибіряк. — 359 с. — 5000 прим.
23. Вип. 935 (1135): Козляков В. М. Марина Мнішек. — 359 с. — 5000 прим.
24. Вип. 936 (1136): Конов В. Ф. Єпістинія Степанова. — 2-е вид. — 323 с. — 10000 прим.
25. Вип. 937 (1137): Гулига А. В. Іммануїл Кант. — 4-е вид., випр. і доп. — 280 с. — 5000 прим.
26. Вип. 938 (1138): Анисимов Є. В. Єлизавета Петрівна. — 4-е вид. — 426 с. — 5000 прим.
27. Вип. 939 (1139): Осипов В. О. Михайло Шолохов. — 628 с. — 5000 прим.
  - Перевидання: 2-е (2010)
28. Вип. 940 (1140): Деко А. Павло (апостол) / пер. з фр. І. І. Челишевої; вступ. сл. В. Я. Курбатова. — 258 с. — 5000 прим.
  - Перевидання: 2-е (2009) • 3-є, випр. (2011) • 4-е (2017)
29. Вип. 941 (1141): Кучерська М. О. Костянтин Павлович. — 325 с. — 5000 прим.
  - Перевидання: 2-е, випр. і доп. (2013)
30. Вип. 942 (1142): Фонтен Ф. Марк Аврелій / пер. з фр. М. М. Зубкова; вступ. ст. Т. А. Бобровникової. — 319 с. — 5000 прим.
31. Вип. 943 (1143): Гладков Т. К. Олександр Коротков[ru]. — 542 с. — 4000 прим.
32. Вип. 944 (1144): Перну Р. Елоїза[fr] та П'єр Абеляр / пер. з фр. Ю. М. Розенберг; вступ. сл., наук. ред. А. П. Левандовського. — 242 с. — 5000 прим.
33. Вип. 945 (1145): Ганичев В. М. Федір Ушаков. — 2-е вид. — 558 с. — 5000 прим.
34. Вип. 946 (1146): Сафранські Р. Ернст Теодор Амадей Гофман / пер. з нім., вступ. ст. і прим. В. Д. Балакіна. — 383 с. — 5000 прим.
35. Вип. 947 (1147): Лосєв О. Ф., Тахо-Годі А. А. Платон і Арістотель. — 3-є вид., випр. і доп. — 392 с. — 5000 прим.
36. Вип. 948 (1148): Карпов О. Ю. Ярослав Мудрий. — 2-е вид., випр. і доп. — 583 с. — 5000 прим.
37. Вип. 949 (1149): Мансуров Т. А. Назир Тюрякулов / вступ. ст. Є. М. Примакова. — 2-е вид. — 317 с. — 5000 прим.
38. Вип. 950 (1150): Бойко С. П. Шарль Перро. — 291 с. — 5000 прим.
39. Вип. 951 (1151): Ру Ж.-П. Тамерлан / пер. з фр. Є. А. Соколова; наук. ред. і післям. В. Л. Єгорова. — 2-е вид. — 295 с. — 5000 прим.
40. Вип. 952 (1152): Пєсков О. М. Павло I. — 4-е вид. — 422 с. — 5000 прим.
41. Вип. 953 (1153): Павленко М. І. Олександр Меншиков. — 2-е вид. — 363 с. — 5000 прим.
42. Вип. 954 (1154): Борисов М. С. Іван I Данилович Калита. — 3-є вид. — 302 с. — 5000 прим.
43. Вип. 955 (1155): Костін Б. А. Василь Маргелов. — 318 с. — 5000 прим.
  - Перевидання: 2-е (2008)
44. Вип. 956 (1156): Сафранські Р. Мартін Гайдеггер / пер. з нім. Т. О. Баскакової за участі В. А. Брун-Цеховського; вступ. ст. В. В. Бібіхіна. — 2-е вид. — 614 с. — 3000 прим.
45. Вип. 957 (1157): Богуненко Н. М. Борис Музруков[ru]. — 399 с. — 5000 прим.
46. Вип. 959 (1159): Таубман В. Микита Хрущов / пер. з англ. Н. Л. Холмогорової. — 850 с. — 5000 прим.
  - Перевидання: 2-е (2008)
47. Вип. 960 (1160): Киянська О. І. Павло Пестель. — 355 с. — 5000 прим.
48. Вип. 961 (1161)[80][81]: Золотуський І. П. Микола Гоголь. — 5-е вид. — 485 с. — 5000 прим.
49. Вип. 962 (1162): Биков Д. Л. Борис Пастернак. — 893 с. — 5000 прим.
  - Перевидання: 2-е, випр. (2006) • 3-є, випр. (2006) • 4-е (2007) • 5-е (2007) • 6-е (2007) • 7-е (2007) • 8-е (2007) • 9-е (2008) • 10-е (2010) • 11-е (2011) • 12-е (2012) • 13-е (2016) • 14-е (2018)
50. Вип. 963 (1163): Басинський П. В. Максим Горький. — 451 с. — 5000 прим.
  - Перевидання: 2-е (2006)
51. Вип. 966 (1166): Буманн-Ларсен Т. Руаль Амундсен / пер. з норв. Т. В. Доброницької, Н. М. Федорової; передм. і комент. В. С. Корякіна. — 520 с. — 5000 прим.
52. Вип. 967 (1167): Нікандров Н. Йосип Григулевич. — 405 с. — 5000 прим.

### 2006
65 видань (в тому числі 27 перевидань) •  321 тис. прим.
1. Вип. 958 (1158): Ізраель Ж. Кір Великий / пер. з фр. О. Дмитрієва. — 239 с. — 5000 прим.
2. Вип. 964 (1164): Ушаков О. І., Федюк В. П. Лавр Корнілов. — 398 с. — 5000 прим.
  - Перевидання: 2-е, випр. (2012)
3. Вип. 965 (1165): Кудря А. І. Борис Кустодієв. — 324 с. — 5000 прим.
4. Вип. 968 (1168): Курукін І. В. Ернст-Йоганн фон Бірон. — 426 с. — 5000 прим.
  - Перевидання: 2-е, випр. і доп. (2014)
5. Вип. 969 (1169): Тиркова-Вільямс А. В. Олександр Сергійович Пушкін. — 5-е вид. — Т. 1: 1799-1824. — 471 с. — 5000 прим.
6. Вип. 970 (1170): Тиркова-Вільямс А. В. Олександр Сергійович Пушкін. — 5-е вид. — Т. 2: 1824-1837. — 514 с. — 5000 прим.
7. Вип. 971 (1171): Андреєв І. Л. Олексій Михайлович. — 2-е вид., випр. — 638 с. — 5000 прим.
8. Вип. 972 (1172): Зирянов П. М. Олександр Колчак. — 637 с. — 5000 прим.
  - Перевидання: 2-е (2006) • 3-є (2009) • 4-е (2012) • 5-е (2013)
9. Вип. 973 (1173): Вискочков Л. В. Микола I. — 2-е вид. — 694 с. — 5000 прим.
10. Вип. 974 (1174): Труайя А. Шарль Бодлер / пер. з фр. В. О. Нікітіна; вступ. сл. С. Б. Джимбінова. — 262 с. — 5000 прим.
11. Вип. 975 (1175): Рубен Б. С. Михайло Зощенко. — 354 с. — 5000 прим.
12. Вип. 976 (1176): Ашукін М. С., Щербаков Р. Л. Валерій Брюсов. — 689 с. — 5000 прим.
13. Вип. 977 (1177): Биков Д. Л. Борис Пастернак. — 2-е вид., випр. — 893 с. — 5000 прим.
14. Вип. 978 (1178): Карпов О. Ю. Юрій Долгорукий. — 430 с. — 5000 прим.
  - Перевидання: 2-е, випр. (2007)
15. Вип. 979 (1179): Булатов В. М. Микола Герасимович Кузнецов. — 383 с. — 5000 прим.
16. Вип. 980 (1180): Павленко М. І. Петро II Олексійович. — 281 с. — 5000 прим.
17. Вип. 981 (1181): Томсінов В. О. Михайло Сперанський. — 451 с. — 5000 прим.
18. Вип. 982 (1182): Медведєв Р. О. Юрій Андропов. — 434 с. — 5000 прим.
  - Перевидання: 2-е (2012)
19. Вип. 983 (1183): Куняєв С. Ю., Куняєв С. С. Сергій Єсенін. — 4-е вид., доп. — 595 с. — 5000 прим.
20. Вип. 984 (1184): Ланглад Ж. Оскар Вайлд / пер. з фр. В. І. Григор'єва; передм. О. М. Зверєва. — 2-е вид. — 325 с. — 5000 прим.
21. Вип. 985 (1185): Левер М. Айседора Дункан / пер. з фр. О. Д. Чеховича. — 293 с. — 5000 прим.
22. Вип. 986 (1186): Медведєв Р. О. Оточення Сталіна[82]. — 522 с. — 5000 прим.
  - Перевидання: 2-е (2010)
23. Вип. 987 (1187): Жак К. Нефертіті та Аменхотеп IV Ехнатон / пер. з фр., вступ. ст. і комент. Т. О. Баскакової. — 2-е вид. — 215 с. — 5000 прим.
24. Вип. 988 (1188): Фор П. Александр Македонський / пер. з фр. І. Й. Маханькова; наук. ред. Е. Г. Юнца. — 2-е вид. — 445 с. — 5000 прим.
25. Вип. 989 (1189): Гейзер М. М. Самуїл Маршак. — 327 с. — 5000 прим.
26. Вип. 990 (1190): Щербаков С. А. Микола Старшинов[ru]. — 342 с. — 3000 прим.
27. Вип. 991 (1191): Архангельський О. М. Олександр I. — 2-е вид. — 444 с. — 5000 прим.
28. Вип. 992 (1192): Новиков В. І. Володимир Висоцький. — 3-є вид. — 412 с. — 5000 прим.
29. Вип. 993 (1193): Бріон М. Альбрехт Дюрер / пер. з фр. Л. Ф. Матяш; наук. ред., вступ. ст. В. П. Головіна. — 180 с. — 5000 прим.
30. Вип. 994 (1194): Лосєв О. Ф. Гомер / передм. А. А. Тахо-Годі. — 2-е вид., випр. — 400 с. — 10000 прим.
31. Вип. 995 (1195): Ільїн С. В. Сергій Вітте. — 511 с. — 5000 прим.
  - Перевидання: 2-е (2012)
32. Вип. 996 (1196): Тарасов Б. М. Блез Паскаль. — 3-є вид., випр. і доп. — 340 с. — 5000 прим.
33. Вип. 997 (1197): Філін М. Д. Марія Волконська. — 431 с. — 5000 прим.
34. Вип. 998 (1198): Григор'єв Б. М. Карл XII. — 550 с. — 5000 прим.
35. Вип. 999 (1199): Єлісеєва О. І. Григорій Потьомкін. — 2-е вид., випр. — 665 с. — 5000 прим.
36. Вип. 1000 (1200): Десятерик В. І. Флорентій Павленков. — 370 с. — 3000 прим.
  - Перевидання: 2-е (2008)
37. Вип. 1001 (1201): Ру Ж.-П. Тамерлан / пер. з фр. Є. А. Соколова; наук. ред. і післям. В. Л. Єгорова. — 3-є вид. — 295 с. — 5000 прим.
38. Вип. 1002 (1202): Бедаріда Ф. Вінстон Черчилль / пер. з фр. Є. М. Юдіної; наук. ред. і післям. Ю. В. Ємельянова. — 2-е вид., випр. — 457 с. — 5000 прим.
39. Вип. 1003 (1203): Казієв Ш. М. Шаміль. — 3-є вид., випр. і доп. — 382 с. — 5000 прим.
40. Вип. 1004 (1204): Махов О. Б. Тіціан. — 344 с. — 5000 прим.
41. Вип. 1005 (1205): Андріянов В. І., Мираламов Г. Ф. Гейдар Алієв. — 2-е вид. — 396 с. — 5000 прим.
42. Вип. 1006 (1206): Анастасьєв М. А. Мухтар Ауезов. — 449 с. — 5000 прим.
43. Вип. 1007 (1207): Птіфіс Ж.-К. Залізна маска / пер. з фр. В. Д. Балакіна. — 298 с. — 5000 прим.
44. Вип. 1008 (1208): Блюш Ф. Кардинал Рішельє / пер. з фр. Т. А. Левіної; вступ. ст. А. П. Левандовського. — 323 с. — 5000 прим.
45. Вип. 1009 (1209): Дьомін В. М. Михайло Бакунін. — 349 с. — 5000 прим.
46. Вип. 1010 (1210): Іпполітов Г. М. Антон Денікін. — 2-е вид., доп. і перероб. — 665 с. — 5000 прим.
47. Вип. 1011 (1211): Варламов О. М. Олексій Миколайович Толстой / вступ. ст. В. Я. Курбатова. — 591 с. — 5000 прим.
  - Перевидання: 2-е (2008)
48. Вип. 1012 (1212): Семенова О. Ю. Юліан Семенов. — 277 с. — 5000 прим.
  - Перевидання: 2-е, випр. і доп. (2011)
49. Вип. 1013 (1213): Гулига А. В. Творці російської ідеї[83]. — 316 с. — 5000 прим.
  - Перевидання: 2-е (2018)
50. Вип. 1014 (1214): Меєр К. Дмитро Шостакович / пер. з пол. Є. Гуляєвої. — 439 с. — 5000 прим.
51. Вип. 1015 (1215): Шайкін В. Г. Микола Вавилов. — 255 с. — 5000 прим.
52. Вип. 1016 (1216): Зверєв О. М., Туніманов В. А. Лев Толстой / вступ. ст. В. Я. Курбатова. — 782 с. — 5000 прим.
  - Перевидання: 2-е (2007)
53. Вип. 1017 (1217): Полушин В. Л. Микола Гумільов. — 751 с. — 5000 прим.
  - Перевидання: 2-е (2007) • 3-є, випр. і доп. (2015)
54. Вип. 1018 (1218): Павленко М. І. Катерина II. — 6-е вид. — 495 с. — 5000 прим.
55. Вип. 1019 (1219): Бобровникова Т. А. Цицерон. — 532 с. — 5000 прим.
56. Вип. 1020 (1220): Лосєв Л. В. Йосип Бродський. — 447 с. — 5000 прим.
  - Перевидання: 2-е, випр. (2006) • 3-є (2008) • 4-е, випр. (2010) • 5-е (2011)
57. Вип. 1021 (1221): Биков Д. Л. Борис Пастернак. — 3-є вид., випр. — 893 с. — 5000 прим.
58. Вип. 1023 (1223): Мінчонок Д. А. Ісак Дунаєвський / післям. Є. І. Дунаєвського. — 374 с. — 5000 прим.
  - Перевидання: 2-е, перероб. і доп. (2022)
59. Вип. 1025 (1225): Борисов М. С. Іван III Васильович. — 3-є вид. — 644 с. — 5000 прим.
60. Вип. 1026 (1226): Борисов М. С. Сергій Радонезький. — 3-є вид. — 298 с. — 5000 прим.
61. Вип. 1027 (1227): Лосєв Л. В. Йосип Бродський. — 2-е вид., випр. — 447 с. — 5000 прим.
62. Вип. 1028 (1228): Зирянов П. М. Олександр Колчак. — 2-е вид. — 637 с. — 5000 прим.
63. Вип. 1029 (1229): Басинський П. В. Максим Горький. — 2-е вид. — 451 с. — 5000 прим.
64. Вип. 1031 (1231): Ганичев В. М. Федір Ушаков. — 3-є вид., випр. — 558 с. — 5000 прим.
65. Вип. 1037 (1237): Лук'янова І. В. Корній Чуковський. — 989 с. — 5000 прим.
  - Перевидання: 2-е, випр. і доп. (2007) • 3-є (2019)

### 2007
60 видань (в тому числі 28 перевидань) •  301 тис. прим.
1. Вип. 1022 (1222): Ауджиас К. Амедео Модільяні / пер. з італ. Т. Соколової; наук. ред. І. Михайлова. — 255 с. — 5000 прим.
2. Вип. 1024 (1224): Морозова О. В. Маркіз де Сад. — 303 с. — 5000 прим.
3. Вип. 1024 (1224): Івоніна Л. І. Джуліо Мазаріні / наук. ред. і вступ. ст. А. П. Левандовського. — 303 с. — 5000 прим.
4. Вип. 1032 (1232): Александр Ф., Л'Онуа Б. Вікторія (королева Великої Британії) / пер. з фр. І. О. Сосфенової; наук. ред. і передм. М. П. Айзенштат. — 495 с. — 5000 прим.
  - Перевидання: 2-е (2018)
5. Вип. 1033 (1233): Швейцер В. О. Марина Цвєтаєва. — 3-є вид. — 591 с. — 5000 прим.
6. Вип. 1034 (1234): Декер М. Клод Моне / пер. з фр. О. В. Головіної; передм. Є. А. Расторгуєва. — 309 с. — 5000 прим.
7. Вип. 1035 (1235): Клулас І. Лоренцо Медічі / пер. з фр. М. М. Зубкова; вступ. ст. В. Д. Балакіна. — 260 с. — 5000 прим.
8. Вип. 1036 (1236): Старкіна С. В. Велемир Хлєбников. — 339 с. — 5000 прим.
9. Вип. 1037 (1237): Арзаканян М. Ц. Шарль де Голль. — 268 с. — 5000 прим.
  - Перевидання: 2-е (2017)
10. Вип. 1039 (1239): Биков Д. Л. Борис Пастернак. — 4-е вид. — 893 с. — 5000 прим.
11. Вип. 1040 (1240): Андріянов В. І. Олексій Кортунов. — 551 с. — 5000 прим.
12. Вип. 1041 (1241): Таїрова-Яковлева Т. Г. Іван Мазепа. — 271 с. — 5000 прим.
13. Вип. 1042 (1242): Князький І. О. Нерон. — 313 с. — 5000 прим.
  - Перевидання: 2-е, випр. і доп. (2013)
14. Вип. 1043 (1243): Анісов Л. М. Іван Шишкін. — 2-е вид., випр. і доп. — 296 с. — 5000 прим.
15. Вип. 1044 (1244): Биков Д. Л. Борис Пастернак. — 5-е вид. — 893 с. — 5000 прим.
16. Вип. 1045 (1245): Короленков А. В., Смиков Є. В. Луцій Корнелій Сулла. — 430 с. — 5000 прим.
17. Вип. 1046 (1246): Кузьміна С. Б. Володимир Корнілов. — 372 с. — 5000 прим.
18. Вип. 1047 (1247): Дьомін В. М. Андрій Бєлий. — 413 с. — 5000 прим.
19. Вип. 1048 (1248): Востришев М. І. Московські обивателі[84]. — 3-є вид., доп. — 476 с. — 5000 прим.
20. Вип. 1049 (1249): Мусаєв А. Н. Шейх Мансур. — 304 с. — 5000 прим.
  - Перевидання: 2-е (2007)
21. Вип. 1050 (1250): Биков Д. Л. Борис Пастернак. — 6-е вид. — 893 с. — 5000 прим.
22. Вип. 1051 (1251): Панцов О. В. Мао Цзедун. — 867 с. — 5000 прим.
  - Перевидання: 2-е, випр. (2012)
23. Вип. 1052 (1252): Ерс Ж. Людовик XI Розсудливий / пер. з фр. Є. В. Колодочкіної; наук. ред. і передм. А. П. Левандовського. — 367 с. — 5000 прим.
24. Вип. 1053 (1253): Карпов О. Ю. Юрій Долгорукий. — 2-е вид., випр. — 430 с. — 5000 прим.
25. Вип. 1054 (1254): Крейд В. П. Георгій Іванов. — 430 с. — 5000 прим.
26. Вип. 1055 (1255): Дьомін В. М. Лев Гумільов. — 310 с. — 5000 прим.
  - Перевидання: 2-е (2008)
27. Вип. 1056 (1256): Селезньов Ю. І. Федір Достоєвський. — 5-е вид. — 510 с. — 5000 прим.
28. Вип. 1057 (1257): Малявін В. В. Конфуцій. — 3-є вид. — 357 с. — 5000 прим.
29. Вип. 1058 (1258): Зарницький С. В. Сандро Боттічеллі / наук. ред. і передм. О. Б. Махова. — 330 с. — 5000 прим.
30. Вип. 1059 (1259): Скринников Р. Г. Кузьма Мінін і Дмитро Пожарський. — 2-е вид., випр. — 330 с. — 5000 прим.
31. Вип. 1060 (1260): Варламов О. М. Григорій Распутін. — 851 с. — 5000 прим.
  - Перевидання: 2-е (2008) • 3-є (2012)
32. Вип. 1061 (1261): Биков Д. Л. Борис Пастернак. — 7-е вид. — 893 с. — 5000 прим.
33. Вип. 1062 (1262): Дюфрен К. Марія Каллас / пер. з фр. Л. А. Чечет. — 261 с. — 5000 прим.
  - Перевидання: 2-е (2011)
34. Вип. 1063 (1263): Ру Ж.-П. Тамерлан / пер. з фр. Є. А. Соколова; наук. ред. і післям. В. Л. Єгорова. — 4-е вид. — 295 с. — 5000 прим.
35. Вип. 1064 (1264): Тиркова-Вільямс А. В. Олександр Сергійович Пушкін. — 6-е вид. — Т. 1: 1799-1824. — 471 с. — 5000 прим.
36. Вип. 1065 (1265): Тиркова-Вільямс А. В. Олександр Сергійович Пушкін. — 6-е вид. — Т. 2: 1824-1837. — 514 с. — 5000 прим.
37. Вип. 1066 (1266): Султанов Ш. З., Султанов К. З. Омар Хаям. — 2-е вид., доп. — 317 с. — 5000 прим.
38. Вип. 1067 (1267): Хорт О. М. Любов Орлова. — 357 с. — 5000 прим.
39. Вип. 1068 (1268): Жидель А. Пабло Пікассо / пер. з фр. Л. Ф. Матяш; наук. ред. і передм. М. О. Бусєва. — 374 с. — 5000 прим.
40. Вип. 1070 (1270): Дюшен М. Герцог Бекінгемський / пер. з фр. Е. М. Драйтової. — 327 с. — 5000 прим.
41. Вип. 1072 (1272): Березін В. С. Віктор Поляков. — 335 с. — 5000 прим.
  - Перевидання: 2-е (2008)
42. Вип. 1073 (1273): Груссе Р. Чингісхан / пер. з фр., вступ. ст. Є. А. Соколова; наук. ред. і післям. О. С. Железнякова. — 4-е вид. — 285 с. — 5000 прим.
43. Вип. 1074 (1274): Бріон М. Вольфганг Амадей Моцарт / пер. з фр. Г. Г. Карпінського; наук. ред. В. І. Ражевої. — 2-е вид. — 340 с. — 5000 прим.
44. Вип. 1075 (1275): Козляков В. М. Василь IV Іванович. — 301 с. — 5000 прим.
45. Вип. 1076 (1276): Тахо-Годі А. А. Олексій Лосєв. — 2-е вид., випр. і доп. — 534 с. — 5000 прим.
46. Вип. 1077 (1277): Соколов Б. В. Семен Будьонний. — 335 с. — 5000 прим.
47. Вип. 1078 (1278): Ковальов-Случевський К. П. Сава Сторожевський. — 415 с. — 5000 прим.
  - Перевидання: 2-е (2008) • 3-є, випр. (2018)
48. Вип. 1079 (1279): Лук'янова І. В. Корній Чуковський. — 2-е вид., випр. і доп. — 991 с. — 5000 прим.
49. Вип. 1081 (1281): Ауджиас К. Амедео Модільяні / пер. з італ. Т. Соколової; наук. ред. І. Михайлова. — 255 с. — 5000 прим.
50. Вип. 1082 (1282): Золотуський І. П. Микола Гоголь. — 6-е вид. — 485 с. — 5000 прим.
51. Вип. 1083 (1283): Полушин В. Л. Микола Гумільов. — 2-е вид. — 751 с. — 3000 прим.
52. Вип. 1084 (1084): Павленко М. І. Петро I. — 7-е вид. — 428 с. — 5000 прим.
53. Вип. 1085 (1285): Боккарді В. Антоніо Вівальді / пер. з італ. О. Б. Махова; наук. ред. В. І. Ражева. — 249 с. — 5000 прим.
54. Вип. 1087 (1287): Биков Д. Л. Борис Пастернак. — 8-е вид. — 893 с. — 5000 прим.
55. Вип. 1088 (1288): Зверєв О. М., Туніманов В. А. Лев Толстой / вступ. ст. В. Я. Курбатова. — 2-е вид. — 782 с. — 5000 прим.
56. Вип. 1089 (1289): Левандовський А. П. Жанна д'Арк. — 3-є вид. — 239 с. — 5000 прим.
57. Вип. 1092 (1292): Сарсеке М. Євней Букетов[ru]. — 605 с. — 5000 прим.
58. Вип. 1096 (1296): Мусаєв А. Н. Шейх Мансур. — 2-е вид. — 304 с. — 5000 прим.
59. Вип. 1097 (1297): Куняєв С. Ю., Куняєв С. С. Сергій Єсенін. — 5-е вид., доп. — 595 с. — 5000 прим.
60. Вип. 1105 (1305): Трапезников О. А. Віктор Муравленко. — 317 с. — 5000 прим.
  - Перевидання: 2-е, доп. (2014)

### 2008
60 видань (в тому числі 23 перевидання) •  275,5 тис. прим.
1. Вип. 1069 (1269): Кузьміна І. В., Лубков О. В. Дмитро Шаховський. — 362 с. — 5000 прим.
2. Вип. 1071 (1271): Гейзер М. М. Леонід Утьосов. — 329 с. — 5000 прим.
3. Вип. 1080 (1280): Пензенський О. О. Нострадамус. — 424 с. — 5000 прим.
4. Вип. 1088 (1288): Пржиборовська Г. А. Лариса Рейснер. — 487 с. — 5000 прим.
5. Вип. 1090 (1290): Митрофанов О. Г. Володимир Гіляровський. — 307 с. — 3000 прим.
6. Вип. 1091 (1291): Зобнін Ю. В. Дмитро Мережковський. — 436 с. — 5000 прим.
7. Вип. 1093 (1293): Гулига А. В. Георг Вільгельм Фрідріх Гегель. — 2-е вид., перероб. і доп. — 263 с. — 5000 прим.
8. Вип. 1094 (1294): Павленко М. І. Олексій Петрович. — 299 с. — 5000 прим.
9. Вип. 1095 (1295): Звягінцев О. Г. Роман Руденко. — 378 с. — 5000 прим.
10. Вип. 1098 (1298): Ковальов-Случевський К. П. Сава Сторожевський. — 2-е вид. — 415 с. — 5000 прим.
11. Вип. 1099 (1299): Лосєв Л. В. Йосип Бродський. — 3-є вид. — 447 с. — 5000 прим.
12. Вип. 1100 (1300): Скринников Р. Г. Єрмак Тимофійович. — 255 с. — 5000 прим.
13. Вип. 1101 (1301): Давід К. Франц Кафка / пер. з фр. Є. А. Сергеєвої; передм. Ю. І. Архипова. — 287 с. — 3000 прим.
14. Вип. 1102 (1302): Варламов О. М. Григорій Распутін. — 2-е вид. — 851 с. — 5000 прим.
15. Вип. 1103 (1303): Дьомін В. М. Лев Гумільов. — 2-е вид. — 310 с. — 5000 прим.
16. Вип. 1104 (1304): Соколов Б. В. Михайло Тухачевський. — 447 с. — 5000 прим.
17. Вип. 1006 (1206): Варламов О. М. Олексій Миколайович Толстой / вступ. ст. В. Я. Курбатова. — 2-е вид. — 591 с. — 5000 прим.
18. Вип. 1107 (1307): Новиков В. І. Володимир Висоцький / наук. конс. А. Є. Крилов, І. І. Рогова; імен. покаж. упор. М. Е. Кууск, Е. Л. Дев'яткіної. — 4-е вид. — 474 с. — 5000 прим.
19. Вип. 1108 (1308): Атталі Ж. Карл Маркс / пер. з фр. Є. В. Колодочкіної; вступ. ст. С. Г. Кара-Мурзи. — 406 с. — 5000 прим.
20. Вип. 1109 (1309): Биков Д. Л. Борис Пастернак. — 9-е вид. — 893 с. — 10000 прим.
21. Вип. 1110 (1310): Філін М. Д. Аріна Родіонівна. — 218 с. — 5000 прим.
22. Вип. 1111 (1311): Будур Н. В. Кнут Гамсун. — 327 с. — 3000 прим.
23. Вип. 1112 (1312): Чуковський К. І. Сучасники: Портрети та етюди[85]. — 5-е вид., випр. і доп. — 649 с. — 5000 прим.
24. Вип. 1113 (1313): Варламов О. М. Михайло Пришвін. — 2-е вид. — 548 с. — 5000 прим.
25. Вип. 1115 (1315): Варламов О. М. Олександр Грін. — 2-е вид. — 452 с. — 5000 прим.
26. Вип. 1116 (1316): Анисимов Є. В. Іван VI Антонович. — 350 с. — 5000 прим.
27. Вип. 1116 (1316): Кобринський О. А. Данило Хармс. — 501 с. — 5000 прим.
  - Перевидання: 2-е, випр. і доп. (2009)
28. Вип. 1118 (1318): Груссе Р. Чингісхан / пер. з фр., вступ. ст. Є. А. Соколова; наук. ред. і післям. О. С. Железнякова. — 5-е вид. — 286 с. — 5000 прим.
29. Вип. 1119 (1319): Новиков В. І. Володимир Висоцький / наук. конс. А. Є. Крилов, І. І. Рогова; імен. покаж. упор. М. Е. Кууск, Е. Л. Дев'яткіної. — 5-е вид. — 474 с. — 5000 прим.
30. Вип. 1120 (1320): Пейн Р. Володимир Ленін / пер. з англ. О. Л. Нікуліної. — 3-є вид. — 667 с. — 5000 прим.
31. Вип. 1121 (1321): Голованов В. Я. Нестор Махно. — 482 с. — 5000 прим.
  - Перевидання: 2-е (2013)
32. Вип. 1122 (1322): Ру Ж.-П. Тамерлан / пер. з фр. Є. А. Соколова; наук. ред. і післям. В. Л. Єгорова. — 5-е вид. — 296 с. — 5000 прим.
33. Вип. 1123 (1323): Старосельська Н. Д. Наталія Гундарева. — 266 с. — 5000 прим.
34. Вип. 1124 (1324): Матоніна Е. Є., Говорушко Е. Л. Костянтин Костянтинович[ru]. — 671 с. — 3000 прим.
  - Перевидання: 2-е, випр. і доп. (2010)
35. Вип. 1125 (1325): Млечин Л. М. Леонід Брежнєв. — 620 с. — 5000 прим.
  - Перевидання: 2-е (2011)
36. Вип. 1126 (1326): Роке К.-А. Пітер Брейгель Старший / пер. з фр., вступ. ст. Т. О. Баскакової; післям. А. П. Левандовського. — 2-е вид., випр. і доп. — 301 с. — 3000 прим.
37. Вип. 1127 (1327): Бондаренко О. Ю. Михайло Милорадович. — 554 с. — 5000 прим.
38. Вип. 1128 (1328): Ерібон Д. Мішель Фуко / пер. з фр. Є. А. Бабаєвої; наук. ред. і передм. С. Л. Фокіна. — 378 с. — 3000 прим.
39. Вип. 1129 (1329): Кастр Р. Оноре Габрієль Мірабо / пер. з фр. Є. В. Колодочкіної; наук. ред. і вступ. ст. Т. Д. Сергеєвої. — 419 с. — 3000 прим.
40. Вип. 1130 (1330): Тібальді-К'єза М. Нікколо Паганіні / пер. з італ. І. Г. Константинової. — 2-е вид., доп. — 388 с. — 5000 прим.
41. Вип. 1131 (1331): Матвеєв Г. П. Юзеф Пілсудський. — 474 с. — 3000 прим.
42. Вип. 1132 (1332): Чертанов М. Артур Конан Дойл. — 558 с. — 5000 прим.
43. Вип. 1133 (1333): Гладков Т. К. Артур Артузов. — 476 с. — 3000 прим.
44. Вип. 1134 (1334): Ганичев В. М. Федір Ушаков. — 4-е вид. — 558 с. — 5000 прим.
45. Вип. 1135 (1335): Жевахов А. Мустафа Кемаль Ататюрк / пер. з фр. Л. Ф. Матяш. — 344 с. — 3000 прим.
46. Вип. 1136 (1336): Кудря А. І. Валентин Сєров. — 403 с. — 3000 прим.
47. Вип. 1137 (1337): Філюшкін О. І. Андрій Курбський. — 299 с. — 5000 прим.
48. Вип. 1138 (1338): Ковальов-Случевський К. П. Юрій Дмитрович. — 485 с. — 7000 прим.
49. Вип. 1139 (1339): Варламов О. М. Михайло Булгаков. — 840 с. — 5000 прим.
  - Перевидання: 2-е (2008) • 3-є (2012) • 4-е, випр. і доп. (2020) • 5-е (2025)
50. Вип. 1140 (1340): Десятерик В. І. Флорентій Павленков. — 2-е вид. — 369 с. — 3000 прим.
51. Вип. 1141 (1341): Костін Б. А. Василь Маргелов. — 2-е вид. — 318 с. — 2000 прим.
52. Вип. 1142 (1342): Таубман В. Микита Хрущов / пер. з англ. Н. Л. Холмогорової. — 2-е вид. — 850 с. — 5000 прим.
53. Вип. 1143 (1343): Березін В. С. Віктор Поляков. — 2-е вид. — 335 с. — 1000 прим.
54. Вип. 1146 (1346): Агаєв Р. Г. Мір-Алі Кашкай[ru]. — 284 с. — 1500 прим.
55. Вип. 1148 (1348)[86]: Нюрідсані М. Сальвадор Далі / пер. з фр. І. О. Сосфенової. — 543 с. — 5000 прим.
  - Перевидання: 2-е (2018)
56. Вип. 1149 (1349): Варга С. Лопе де Вега / пер. з фр. Ю. М. Розенберг. — 392 с. — 5000 прим.
57. Вип. 1150 (1350): Варламов О. М. Михайло Булгаков. — 2-е вид. — 840 с. — 7000 прим.
58. Вип. 1151 (1351): Русакова А. О. Зінаїда Серебрякова. — 227 с. — 3000 прим.
  - Перевидання: 2-е, випр. (2011) • 3-є (2017)
59. Вип. 1162 (1362): Сініцина Н. В. Максим Грек. — 236 с. — 3000 прим.
60. Вип. 1169 (1369): Анастасьєв М. А. Абай Кунанбаєв. — 383 с. — 5000 прим.

### 2009
56 видань (в тому числі 25 перевидань) •  250 тис. прим.
1. Вип. 1114 (1314): Коваленко С. О. Анна Ахматова / під заг. ред. О. М. Ніколюкіна; вступ. ст. Л. С. Калюжної. — 347 с. — 5000 прим.
2. Вип. 1144 (1344): Морозова О. В. Шарлотта Корде. — 245 с. — 3000 прим.
3. Вип. 1145 (1345): Князький І. О. Калігула. — 249 с. — 5000 прим.
4. Вип. 1148 (1348)[86]: Арно Д. Навуходоносор II / пер. з фр., комент. М. М. Зубкова; вступ. ст. В. В. Ерліхмана. — 242 с. — 3000 прим.
5. Вип. 1152 (1352): Тюлар Ж. Наполеон / пер. з фр. О. П. Бондарева; передм. А. П. Левандовського. — 3-є вид. — 362 с. — 5000 прим.
6. Вип. 1153 (1353): Коробов В. І. Василь Шукшин / вступ. ст. В. Я. Курбатова. — 2-е вид. — 405 с. — 5000 прим.
7. Вип. 1154 (1354): Лекманов О. А. Осип Мандельштам. — 3-є вид., перероб. і доп. — 357 с. — 5000 прим.
8. Вип. 1155 (1355): Сисоєв В. І. Анна Керн / вступ. ст. Г. М. Василевича. — 287 с. — 5000 прим.
  - Перевидання: 2-е (2010)
9. Вип. 1156 (1356): Федюк В. П. Олександр Керенський. — 406 с. — 5000 прим.
10. Вип. 1158 (1358): Маркін В. О. Петро Кропоткін. — 334 с. — 3000 прим.
11. Вип. 1159 (1359): Зирянов П. М. Олександр Колчак. — 3-є вид. — 637 с. — 5000 прим.
12. Вип. 1160 (1360): Махов О. Б. Мікеланджело да Караваджо. — 331 с. — 3000 прим.
  - Перевидання: 2-е (2011)
13. Вип. 1161 (1361): Кастело А. Маргарита Валуа / пер. з фр. О. Д. Сабова; наук. ред. і передм. А. П. Левандовського. — 2-е вид., випр. і доп. — 231 с. — 3000 прим.
14. Вип. 1163 (1363): Лосєв О. Ф. Володимир Соловйов / передм. А. А. Тахо-Годі. — 2-е вид., випр. — 617 с. — 3000 прим.
15. Вип. 1164 (1364): Млечин Л. М. Олександр Шелєпін. — 389 с. — 3000 прим.
16. Вип. 1165 (1365): Биков Д. Л. Булат Окуджава. — 777 с. — 10000 прим.
  - Перевидання: 2-е, випр. (2009) • 3-є, випр. (2011) • 4-е (2018) • 5-е (2020)
17. Вип. 1166 (1366): Рибас С. Ю. Петро Столипін. — 3-є вид. — 421 с. — 5000 прим.
18. Вип. 1167 (1367): Деко А. Павло (апостол) / пер. з фр. І. І. Челишевої; вступ. сл. В. Я. Курбатова. — 2-е вид. — 259 с. — 3000 прим.
19. Вип. 1168 (1368): Олейников Д. І. Олександр Бенкендорф. — 393 с. — 5000 прим.
  - Перевидання: 2-е (2014)
20. Вип. 1170 (1370): Золотуський І. П. Микола Гоголь. — 7-е вид. — 485 с. — 5000 прим.
21. Вип. 1171 (1371): Мильников О. С. Петро III. — 2-е вид. — 510 с. — 5000 прим.
22. Вип. 1172 (1372): Карпов О. Ю. Ольга (княгиня). — 376 с. — 5000 прим.
  - Перевидання: 2-е (2012)
23. Вип. 1173 (1373): Володихін Д. М. Пилип II (митрополит Московський). — 283 с. — 5000 прим.
  - Перевидання: 2-е (2024)
24. Вип. 1174 (1374): Суриков І. Є. Геродот. — 412 с. — 3000 прим.
25. Вип. 1175 (1375): Сараскіна Л. І. Олександр Солженіцин. — 959 с. — 5000 прим.
  - Перевидання: 2-е (2018)
26. Вип. 1176 (1376): Коваленко С. О. Анна Ахматова / під заг. ред. О. М. Ніколюкіна; вступ. ст. Л. С. Калюжної. — 2-е вид. — 347 с. — 5000 прим.
27. Вип. 1177 (1377): Биков Д. Л. Булат Окуджава. — 2-е вид., випр. — 777 с. — 10000 прим.
28. Вип. 1178 (1378): Прибитков В. В. Костянтин Черненко. — 218 с. — 5000 прим.
29. Вип. 1179 (1379)[87]: Константіні К. Федеріко Фелліні / пер. з фр. М. М. Малоросіянової, С. В. Суркової; наук. ред. і прим. О. Б. Махова. — 271 с. — 3000 прим.
30. Вип. 1179 (1379)[87]: Кобринський О. А. Данило Хармс. — 2-е вид, випр. і доп. — 508 с. — 5000 прим.
31. Вип. 1180 (1380): Швейцер В. О. Марина Цвєтаєва. — 4-е вид. — 591 с. — 5000 прим.
32. Вип. 1181 (1381): Левитін М. З. Олександр Таїров. — 359 с. — 3000 прим.
33. Вип. 1183 (1383): Перну Р. Річард I Левове Серце / пер. з фр. О. Г. Кавтаскіна; передм., наук. ред. і пер. А. П. Левандовського. — 2-е вид. — 230 с. — 3000 прим.
34. Вип. 1184 (1384): Павленко М. І. Франц Лефорт. — 232 с. — 3000 прим.
35. Вип. 1185 (1385): Бобровникова Т. В. Публій Корнелій Сципіон Африканський. — 2-е вид., випр. — 382 с. — 3000 прим.
36. Вип. 1186 (1386): Старк В. П. Наталія Миколаївна Гончарова. — 535 с. — 5000 прим.
  - Перевидання: 2-е (2010) • 3-є (2015)
37. Вип. 1187 (1387): Бедаріда Ф. Вінстон Черчилль / пер. з фр. Є. М. Юдіної; наук. ред. і післям. Ю. В. Ємельянова. — 3-є вид. — 458 с. — 5000 прим.
38. Вип. 1188 (1388): Флоря Б. М. Іван IV Грозний. — 4-е вид. — 441 с. — 5000 прим.
39. Вип. 1189 (1389): Гастєв О. О. Леонардо да Вінчі. — 3-є вид. — 373 с. — 5000 прим.
40. Вип. 1190 (1390): Рибас С. Ю. Йосип Сталін. — 902 с. — 5000 прим.
  - Перевидання: 2-е (2010) • 3-є, випр. (2012) • 4-е, доп. (2015) • 5-е, випр. і доп. (2017) • 6-е (2019) • 7-е (2020)
41. Вип. 1191 (1391): Анисимов Є. В. Петро Багратіон. — 822 с. — 5000 прим.
  - Перевидання: 2-е (2011)
42. Вип. 1192 (1392): Борисов М. С. Сергій Радонезький. — 4-е вид. — 298 с. — 5000 прим.
43. Вип. 1193 (1393): Кожинов В. В. Федір Тютчев. — 2-е вид. — 471 с. — 5000 прим.
44. Вип. 1194 (1394): Андріянов В. І., Чирсков В. Г. Борис Щербина. — 392 с. — 3000 прим.
45. Вип. 1195 (1395): Ерліхман В. В. Король Артур. — 319 с. — 3000 прим.
46. Вип. 1196 (1396): Федякін С. Р. Модест Мусоргський / наук. ред. В. І. Ражевої. — 558 с. — 3000 прим.
47. Вип. 1197 (1397): Кудріна Ю. В. Марія Федорівна. — 516 с. — 5000 прим.
48. Вип. 1198 (1398): Радовський М. І. Олександр Попов. — 295 с. — 3000 прим.
49. Вип. 1199 (1399): Козляков В. М. Лжедмитрій I. — 255 с. — 5000 прим.
50. Вип. 1200 (1400): Вишневецький І. Г. Сергій Прокоф'єв. — 703 с. — 5000 прим.
51. Вип. 1201 (1401): Соколов Б. В. Петро Врангель. — 502 с. — 5000 прим.
52. Вип. 1203 (1403): Бабореко О. К. Іван Бунін. — 2-е вид. — 457 с. — 5000 прим.
53. Вип. 1204 (1404): Павленко М. І. Катерина I. — 2-е вид. — 265 с. — 5000 прим.
54. Вип. 1205 (1405): Востришев М. І. Патріарх Тихон. — 4-е вид. — 382 с. — 5000 прим.
55. Вип. 1206 (1406): Етьєн Р. Гай Юлій Цезар / пер. з фр. Е. М. Драйтової; наук. ред. і передм. О. В. Ляпустіної. — 2-е вид. — 300 с. — 3000 прим.
56. Вип. 1254 (1454): Ростовцев Ю. О. Віктор Астаф'єв. — 391 с. — 3000 прим.
  - Перевидання: 2-е (2014) • 3-є, доп. (2023)

### 2010
75 видань (в тому числі 28 перевидань) •  360 тис. прим.
1. Вип. 1202 (1402): Кудря А. І. Василь Верещагін. — 432 с. — 5000 прим.
2. Вип. 1207 (1407): Горелик Г. Ю. Андрій Сахаров. — 448 с. — 4000 прим.
3. Вип. 1208 (1408): Аксьонов Г. П. Володимир Вернадський. — 2-е вид. — 576 с. — 3000 прим.
4. Вип. 1209 (1409): Биков Д. Л. Борис Пастернак. — 10-е вид. — 896 с. — 5000 прим.
5. Вип. 1210 (1410): Карпов О. Ю. Ярослав Мудрий. — 3-є вид. — 592 с. — 5000 прим.
6. Вип. 1211 (1411): Сенкевич О. М. Олена Блаватська. — 464 с. — 5000 прим.
  - Перевидання: 2-е, допрац. і доп. (2018)
7. Вип. 1212 (1412): Тиркова-Вільямс А. В. Олександр Сергійович Пушкін. — 7-е вид. — Т. 1: 1799-1824. — 480 с. — 5000 прим.
8. Вип. 1213 (1413): Тиркова-Вільямс А. В. Олександр Сергійович Пушкін. — 7-е вид. — Т. 2: 1824-1837. — 528 с. — 5000 прим.
9. Вип. 1214 (1414): Чертанов М. Герберт Веллс. — 512 с. — 5000 прим.
10. Вип. 1215 (1415): Соколов Б. В. Костянтин Рокоссовський. — 525 с. — 5000 прим.
11. Вип. 1216 (1416): Бодрихін М. Г. Кожедуб. — 432 с. — 5000 прим.
12. Вип. 1217 (1417): Веліканов М. Т. Василь Блюхер. — 320 с. — 5000 прим.
13. Вип. 1218 (1418): Чуєв Ф. І. Сергій Іллюшин. — 2-е вид. — 272 с. — 3000 прим.
14. Вип. 1219 (1419): Рибас С. Ю. Йосип Сталін. — 2-е вид. — 912 с. — 7000 прим.
15. Вип. 1220 (1420): Старк В. П. Наталія Миколаївна Гончарова. — 2-е вид. — 544 с. — 5000 прим.
16. Вип. 1221 (1421): Зюмтор П. Вільгельм I Завойовник / пер. з фр. В. Д. Балакіна; вступ. ст. В. В. Ерліхмана. — 320 с. — 5000 прим.
17. Вип. 1222 (1422): Декарг П. Рембрандт ван Рейн / пер. з фр. Є. В. Колодочкіної; наук. ред. і передм. А. П. Левандовського. — 2-е вид. — 288 с. — 5000 прим.
18. Вип. 1223 (1423): Кузічева А. П. Антон Чехов. — 848 с. — 5000 прим.
  - Перевидання: 2-е (2012) • 3-є (2024)
19. Вип. 1224 (1424): Осипов В. О. Михайло Шолохов. — 2-е вид. — 640 с. — 5000 прим.
20. Вип. 1225 (1425): Борєв Ю. Б. Анатолій Луначарський. — 304 с. — 5000 прим.
21. Вип. 1226 (1426): Міленко В. Д. Аркадій Аверченко. — 336 с. — 3000 прим.
22. Вип. 1227 (1427): Прилєпін З. Леонід Леонов. — 576 с. — 5000 прим.
23. Вип. 1228 (1428): Бєлєнький М. Д. Дмитро Менделєєв. — 460 с. — 5000 прим.
24. Вип. 1229 (1429): Нікітіна Н. О. Софія Толстая. — 272 с. — 4000 прим.
25. Вип. 1230 (1430): Шигін В. В. Гораціо Нельсон. — 384 с. — 5000 прим.
26. Вип. 1231 (1431): Будаков В. В. Андрій Снєсарєв. — 480 с. — 3000 прим.
27. Вип. 1232 (1432): Петрова Н. Г. Михайло Скопін-Шуйський[ru]. — 320 с. — 3000 прим.
28. Вип. 1233 (1433): Воронцов-Дашков О. І. Катерина Дашкова / пер. з англ. М. Мікешина. — 336 с. — 5000 прим.
29. Вип. 1234 (1434): Казієв Ш. М. Шаміль / наук. конс. І. В. Карпеєва. — 4-е вид., випр. і доп. — 383 с. — 5000 прим.
30. Вип. 1235 (1435): Сисоєв В. І. Анна Керн / вступ. ст. Г. М. Василевича. — 2-е вид. — 288 с. — 5000 прим.
31. Вип. 1236 (1436): Каталог «ЖЗЛ»: 1890—2010 / упор. О. І. Горелік. — 416 с. — 10000 прим.
32. Вип. 1237 (1437): Дайнес В. О. Георгій Жуков. — 2-е вид. — 560 с. — 5000 прим.
33. Вип. 1238 (1438): Павленко М. І. Петро I. — 8-е вид. — 432 с. — 6000 прим.
34. Вип. 1239 (1439): Ляшенко Л. М. Олександр II / вступ. ст. А. А. Левандовського. — 3-є вид. — 368 с. — 5000 прим.
35. Вип. 1240 (1440): Томсінов В. О. Олексій Аракчеєв. — 2-е вид. — 432 с. — 5000 прим.
36. Вип. 1241 (1441): Малявін В. В. Конфуцій. — 4-е вид. — 368 с. — 5000 прим.
37. Вип. 1242 (1442): Матоніна Е. Є., Говорушко Е. Л. Костянтин Костянтинович. — 2-е вид., випр. і доп. — 672 с. — 5000 прим.
38. Вип. 1243 (1443): Сахаров А. М. Степан Разін. — 3-є вид., випр. і доп. — 288 с. — 5000 прим.
39. Вип. 1247 (1447): Лосєв Л. В. Йосип Бродський. — 4-е вид., випр. — 448 с. — 5000 прим.
40. Вип. 1248 (1448): Новиков В. І. Володимир Висоцький / наук. конс. А. Є. Крилов, І. І. Рогова; імен. покаж. упор. М. Е. Кууск, Е. Л. Дев'яткіної. — 6-е вид. — 480 с. — 5000 прим.
41. Вип. 1253 (1453): Чертанов М. Ернест Гемінґвей. — 544 с. — 5000 прим.
  - Перевидання: 2-е (2018)
42. Вип. 1255 (1455): Мираламов Г. Ф. Заріфа Алієва. — 192 с. — 3000 прим.
43. Вип. 1256 (1456): Желвакова І. О. Олександр Герцен. — 560 с. — 5000 прим.
44. Вип. 1257 (1457): Волкогонова О. Д. Микола Бердяєв. — 400 с. — 4000 прим.
45. Вип. 1258 (1458): Новиков В. І. Олександр Блок. — 368 с. — 5000 прим.
  - Перевидання: 2-е, випр. (2012) • 3-є (2024)
46. Вип. 1259 (1459): Куняєв С. Ю., Куняєв С. С. Сергій Єсенін. — 6-е вид. — 608 с. — 5000 прим.
47. Вип. 1261 (1461): Чернявський Г. Й. Лев Троцький. — 672 с. — 5000 прим.
  - Перевидання: 2-е (2012)
48. Вип. 1262 (1462): Медведєв Р. О. Оточення Сталіна[82]. — 2-е вид. — 528 с. — 5000 прим.
49. Вип. 1263 (1463): Шубинський В. І. Михайло Ломоносов. — 480 с. — 5000 прим.
  - Перевидання: 2-е, випр. і доп. (2015)
50. Вип. 1264 (1464): Булигін О. К. Енріко Карузо. — 448 с. — 5000 прим.
51. Вип. 1265 (1465): Рибас С. Ю. Олександр Кутепов. — 304 с. — 4000 прим.
52. Вип. 1267 (1467): Єлісеєва О. І. Катерина II. — 640 с. — 5000 прим.
  - Перевидання: 2-е (2013) • 3-є (2018) • 4-е (2025)
53. Вип. 1268 (1468): Познанський О. М. Петро Чайковський. — 768 с. — 5000 прим.
54. Вип. 1269 (1469): Ганичев В. М. Федір Ушаков. — 5-е вид. — 560 с. — 5000 прим.
55. Вип. 1269 (1469): Філюшкін О. І. Василій III. — 352 с. — 5000 прим.
56. Вип. 1271 (1471): Лощиць Ю. М. Дмитро Донський. — 3-є вид., доп. — 336 с. — 4000 прим.
57. Вип. 1273 (1473): Востришев М. І. Людмила Целіковська. — 2-е вид. — 256 с. — 3000 прим.
58. Вип. 1274 (1474): Козляков В. М. Михайло I Федорович. — 2-е вид., випр. — 352 с. — 5000 прим.
59. Вип. 1275 (1475): Семенова Н. Ю. Московські колекціонери[88]. — 416 с. — 5000 прим.
  - Перевидання: 2-е, випр. і доп. (2019) • 3-є (2019) • 4-е (2022)
60. Вип. 1276 (1476): Філін М. Д. Федір Толстой. — 320 с. — 4000 прим.
61. Вип. 1277 (1477): Пчелов Є. В. Рюрик. — 320 с. — 5000 прим.
  - Перевидання: 2-е (2012)
62. Вип. 1278 (1478): Пожарська І. В. Юрій Нікулін. — 368 с. — 5000 прим.
63. Вип. 1279 (1479): Фірсов С. Л. Микола II (російський імператор). — 528 с. — 5000 прим.
  - Перевидання: 2-е, перероб. (2017)
64. Вип. 1280 (1480): Костилєв В. А. Олексій Ніколаєв[ru]. — 464 с. — 2000 прим.
65. Вип. 1281 (1481): Соколов Б. В. Вольф Мессінг. — 320 с. — 5000 прим.
  - Перевидання: 2-е (2013)
66. Вип. 1283 (1483): Грем Р. Марія I Стюарт / пер. з англ. А. Ю. Серьогіної. — 400 с. — 5000 прим.
67. Вип. 1285 (1485): Мінаєв Б. Д. Борис Єльцин. — 752 с. — 5000 прим.
  - Перевидання: 2-е (2010) • 3-є (2011) • 4-е (2014)
68. Вип. 1286 (1486): Лопатников В. О. Микола Румянцев. — 352 с. — 3000 прим.
  - Перевидання: 2-е, випр. і доп. (2011)
69. Вип. 1287 (1487): Кредов С. О. Микола Щолоков. — 320 с. — 3000 прим.
  - Перевидання: 2-е (2011) • 3-є (2016)
70. Вип. 1288 (1488): Бонафу П. П'єр-Огюст Ренуар / пер. з фр. Л. Ф. Матяш; вступ. ст. В. Я. Курбатова. — 240 с. — 5000 прим.
71. Вип. 1289 (1489): Копшицер М. І. Василь Полєнов. — 336 с. — 4000 прим.
  - Перевидання: 2-е (2020)
72. Вип. 1290 (1490): Славкіна М. В. Микола Байбаков. — 239 с. — 10000 прим.
73. Вип. 1291 (1491): Мінаєв Б. Д. Борис Єльцин. — 2-е вид. — 752 с. — 5000 прим.
74. Вип. 1292 (1492): Долгополов М. М. Рудольф Абель. — 368 с. — 5000 прим.
  - Перевидання: 2-е (2011) • 3-є (2011) • 4-е (2016) • 5-е, перероб і доп. (2024)
75. Вип. 1293 (1493): Сарсеке М. Ермухан Бекмаханов. — 544 с. — 5000 прим.

### 2011
55 видань (в тому числі 22 перевидання) •  278 тис. прим.
1. Вип. 1249 (1449): Шахбазян Ю. Л. Віктор Амбарцумян / заг. ред. і вступ. ст. Е. Є. Хачикяна. — 304 с. — 4000 прим.
2. Вип. 1252 (1452): Биков Д. Л. Борис Пастернак. — 11-е вид. — 902 с. — 5000 прим.
3. Вип. 1260 (1460): Цимбаєва К. М. Олександр Грибоєдов. — 2-е вид., випр. і доп. — 560 с. — 5000 прим.
4. Вип. 1272 (1472): Дюфрен К. Марія Каллас / пер. з фр. Л. А. Чечет. — 2-е вид. — 272 с. — 4000 прим.
5. Вип. 1284 (1484): Корольов О. С. Святослав Ігорович. — 352 с. — 5000 прим.
  - Перевидання: 2-е, випр. і доп. (2017)
6. Вип. 1292 (1492): Балакін В. Д. Генріх IV. — 336 с. — 5000 прим.
7. Вип. 1294 (1494): Варламов О. М. Андрій Платонов. — 560 с. — 5000 прим.
  - Перевидання: 2-е (2013)
8. Вип. 1296 (1496): Козляков В. М. Борис Годунов. — 320 с. — 6000 прим.
  - Перевидання: 2-е (2017) • 3-є (2025)
9. Вип. 1297 (1497): Володихін Д. М. Федір I Іванович. — 256 с. — 5000 прим.
10. Вип. 1298 (1498): Кредов С. О. Микола Щолоков. — 2-е вид. — 320 с. — 3000 прим.
11. Вип. 1299 (1499): Бедаріда Ф. Вінстон Черчилль / пер. з фр. Є. М. Юдіної; наук. ред. і післям. Ю. В. Ємельянова. — 4-е вид. — 464 с. — 5000 прим.
12. Вип. 1300 (1500): Данилкін Л. О. Юрій Гагарін. — 512 с. — 20000 прим.
13. Вип. 1301 (1501): Фор П. Александр Македонський / пер. з фр. І. Й. Маханькова; наук. ред. Е. Г. Юнца. — 3-є вид. — 416 с. — 5000 прим.
14. Вип. 1302 (1502): Філімонов В. П. Андрій Тарковський. — 464 с. — 5000 прим.
  - Перевидання: 2-е (2012)
15. Вип. 1303 (1503): Млечин Л. М. Катерина Фурцева. — 416 с. — 5000 прим.
16. Вип. 1304 (1504): Сперлінг Г. Анрі Матісс / пер. з англ.,  комент., наук. ред. і передм. Н. Ю. Семенової за участі Л. Ф. Матяш та В. В. Ерліхмана. — 466 с. — 5000 прим.
17. Вип. 1305 (1505): Деко А. Павло (апостол) / пер. з фр. І. І. Челишевої; вступ. сл. В. Я. Курбатова; ред. Т. А. Ланцової. — 3-є вид., випр. — 256 с. — 3000 прим.
18. Вип. 1306 (1506): Млечин Л. М. Леонід Брежнєв. — 2-е вид. — 624 с. — 5000 прим.
19. Вип. 1307 (1507): Долгополов М. М. Рудольф Абель. — 2-е вид. — 368 с. — 5000 прим.
20. Вип. 1309 (1509)[89]: Смирнов О. Є. Козьма Прутков. — 416 с. — 5000 прим.
21. Вип. 1309 (1509)[89]: Мінаєв Б. Д. Борис Єльцин. — 3-є вид. — 752 с. — 5000 прим.
22. Вип. 1310 (1510)[90]: Чернишова-Мельник Н. Д. Сергій Дягілєв. — 480 с. — 5000 прим.
23. Вип. 1310 (1510)[90]: Русакова А. О. Зінаїда Серебрякова. — 2-е вид., випр. — 240 с. — 3000 прим.
24. Вип. 1311 (1511): Биков Д. Л. Булат Окуджава. — 3-є вид., випр. — 784 с. — 5000 прим.
25. Вип. 1312 (1512): Люкимсон П. Ю. Мойсей. — 368 с. — 5000 прим.
  - Перевидання: 2-е (2013)
26. Вип. 1313 (1513): Долгополов М. М. Рудольф Абель. — 3-є вид. — 368 с. — 5000 прим.
27. Вип. 1314 (1514): Морозова О. В. Граф Каліостро. — 320 с. — 5000 прим.
28. Вип. 1315 (1515): Карпов О. Ю. Батий. — 352 с. — 5000 прим.
  - Перевидання: 2-е, випр. і доп. (2017)
29. Вип. 1316 (1516): Лєсков В. О. Спартак / передм. В. І. Кузіщина. — 3-є вид., випр. і доп. — 352 с. — 5000 прим.
30. Вип. 1317 (1517): Кожурин К. Я. Аввакум Петрович. — 400 с. — 5000 прим.
  - Перевидання: 2-е (2013)
31. Вип. 1318 (1518): Суриков І. Є. Сократ. — 368 с. — 5000 прим.
32. Вип. 1319 (1519): Лосєв Л. В. Йосип Бродський. — 5-е вид. — 447 с. — 5000 прим.
33. Вип. 1320 (1520): Сараскіна Л. І. Федір Достоєвський. — 832 с. — 7000 прим.
  - Перевидання: 2-е (2013) • 3-є (2022) • 4-е (2024)
34. Вип. 1321 (1521): Лопатников В. О. Микола Румянцев. — 2-е вид., випр. і доп. — 352 с. — 3000 прим.
35. Вип. 1322 (1522): Мусаєв А. Н. Махмуд Есамбаєв. — 384 с. — 5000 прим.
36. Вип. 1323 (1523): Люкимсон П. Ю. Давид. — 320 с. — 5000 прим.
37. Вип. 1324 (1524): Махов О. Б. Рафаель Санті. — 384 с. — 5000 прим.
38. Вип. 1325 (1525): Сегень О. Ю. Філарет (Дроздов). — 432 с. — 5000 прим.
39. Вип. 1326 (1526): Махов О. Б. Мікеланджело да Караваджо. — 2-е вид. — 336 с. — 5000 прим.
40. Вип. 1327 (1527): Бодрихін М. Г. Андрій Туполєв / вступ. ст. О. П. Бобришева. — 464 с. — 5000 прим.
41. Вип. 1328 (1528): Нечаєв С. Ю. Михайло Барклай-де-Толлі. — 336 с. — 6000 прим.
42. Вип. 1329 (1529): Залеська М. К. Ріхард Вагнер / наук. ред. В. І. Ражевої. — 400 с. — 5000 прим.
  - Перевидання: 2-е, випр. (2024)
43. Вип. 1332 (1532): Рибас С. Ю. Андрій Громико. — 544 с. — 5000 прим.
44. Вип. 1333 (1533): Лопатников В. О. Олександр Горчаков. — 3-є вид., випр. і доп. — 400 с. — 3000 прим.
45. Вип. 1335 (1535): Григорян Л. Сергій Параджанов. — 320 с. — 4000 прим.
46. Вип. 1338 (1538): Лапін В. В. Павло Ціціанов. — 544 с. — 3000 прим.
47. Вип. 1339 (1539): Анисимов Є. В. Петро Багратіон. — 2-е вид. — 832 с. — 6000 прим.
48. Вип. 1340 (1540): Скринников Р. Г. Кузьма Мінін і Дмитро Пожарський. — 3-є вид. — 336 с. — 5000 прим.
49. Вип. 1341 (1541): Коняєв М. М. Олексій Кулаковський / наук. ред. А. Г. Чомчоєв. — 336 с. — 5000 прим.
50. Вип. 1342 (1542): Семенова О. Ю. Юліан Семенов. — 2-е вид., випр. і доп. — 592 с. — 5000 прим.
51. Вип. 1343 (1543): Балканський А. Кім Ір Сен / вступ. ст. Е. В. Лимонова. — 272 с. — 5000 прим.
52. Вип. 1344 (1544): Уварова Є. Д. Аркадій Райкін / вступ. ст. Е. В. Лимонова. — 384 с. — 5000 прим.
53. Вип. 1348 (1548): Лекуре М.-А. Пітер Пауль Рубенс / пер. з фр. О. В. Головіної; вступ. ст. і наук. ред. А. П. Левандовського. — 2-е вид. — 400 с. — 3000 прим.
54. Вип. 1352 (1552): Долгополов М. М. Кім Філбі. — 256 с. — 5000 прим.
  - Перевидання: 2-е, випр. (2012) • 3-є (2018) • 4-е, доп. (2025)
55. Вип. 1353 (1553)[91]: Кубатієв А. К. Джеймс Джойс. — 480 с. — 5000 прим.

### 2012
56 видань (в тому числі 22 перевидання) •  281,7 тис. прим.
1. Вип. 1245 (1445): Ру Ж.-П. Тамерлан / пер. з фр. Є. А. Соколова; наук. ред. і післям. В. Л. Єгорова. — 6-е вид. — 304 с. — 5000 прим.
2. Вип. 1282 (1482): Тумаркін Д. Д. Микола Миклухо-Маклай. — 464 с. — 5000 прим.
3. Вип. 1331 (1531): Володихін Д. М., Прашкевич Г. М. Брати Стругацькі. — 352 с. — 5000 прим.
  - Перевидання: 2-е, випр. і доп. (2017)
4. Вип. 1334 (1534): Шубинський В. І. Владислав Ходасевич. — 528 с. — 5000 прим.
5. Вип. 1334 (1534): Чертанов М. Марк Твен. — 480 с. — 5000 прим.
6. Вип. 1346 (1546): Азіо Д. Вінсент ван Гог / пер. з фр., передм., комент. В. М. Зайцева; вступ. ст. Н. Ю. Семенової. — 304 с. — 5000 прим.
  - Перевидання: 2-е (2017) • 3-є, стереотип. (2022)
7. Вип. 1347 (1547): Рибас С. Ю. Йосип Сталін. — 3-є вид., випр. — 912 с. — 7000 прим.
8. Вип. 1349 (1549): Скоробогатов В. Ю. Микола Берзарін. — 368 с. — 3500 прим.
9. Вип. 1350 (1550): Ільїн С. В. Сергій Вітте. — 2-е вид. — 512 с. — 5000 прим.
10. Вип. 1351 (1551): Рибас С. Ю. Петро Столипін. — 4-е вид. — 432 с. — 6000 прим.
11. Вип. 1353 (1553)[91]: Духон Б. Л., Морозов Г. М. Брати Старостіни[92] / передм. Л. І. Філатова. — 288 с. — 5000 прим.
12. Вип. 1354 (1554): Танасейчук А. Б. Томас Майн Рід. — 400 с. — 5000 прим.
13. Вип. 1355 (1555): Медведєв Р. О. Юрій Андропов. — 2-е вид. — 448 с. — 5000 прим.
14. Вип. 1356 (1556): Зирянов П. М. Олександр Колчак. — 4-е вид. — 640 с. — 5000 прим.
15. Вип. 1357 (1557): Пчелов Є. В. Рюрик. — 2-е вид. — 320 с. — 5000 прим.
16. Вип. 1358 (1558): Чернявський Г. Й. Лев Троцький. — 2-е вид. — 672 с. — 5000 прим.
17. Вип. 1359 (1559): Долгополов М. М. Кім Філбі. — 2-е вид., випр. — 256 с. — 5000 прим.
18. Вип. 1360 (1560): Кузічева А. П. Антон Чехов. — 2-е вид. — 848 с. — 6000 прим.
19. Вип. 1361 (1561): Петров Д. П. Василь Аксьонов. — 448 с. — 5000 прим.
20. Вип. 1362 (1562): Варламов О. М. Михайло Булгаков. — 3-є вид. — 848 с. — 7000 прим.
21. Вип. 1363 (1563): Карпов О. Ю. Ольга (княгиня). — 2-е вид. — 384 с. — 5000 прим.
22. Вип. 1364 (1564): Даншен С. Елвіс Преслі / пер. з фр. Є. В. Колодочкіної. — 368 с. — 5000 прим.
23. Вип. 1365 (1565): Тюлар Ж. Наполеон / пер. з фр. О. П. Бондарева; передм. А. П. Левандовського. — 4-е вид. — 368 с. — 5000 прим.
24. Вип. 1366 (1566): Філімонов В. П. Андрій Тарковський. — 2-е вид. — 464 с. — 5000 прим.
25. Вип. 1367 (1567): Анісарова Л. А. Олексій Новиков-Прибой. — 352 с. — 3200 прим.
26. Вип. 1368 (1568): Архангельський О. М. Олександр I. — 3-є вид. — 448 с. — 7000 прим.
27. Вип. 1369 (1569): Матонін Є. В. Йосип Броз Тіто. — 464 с. — 5000 прим.
28. Вип. 1370 (1570): Сергеєва-Клятіс А. Ю. Костянтин Батюшков. — 288 с. — 5000 прим.
29. Вип. 1371 (1571): Бедаріда Ф. Вінстон Черчилль / пер. з фр. Є. М. Юдіної; післям. Ю. В. Ємельянова. — 5-е вид., випр. — 458 с. — 5000 прим.
30. Вип. 1372 (1572): Івченко Л. Л. Михайло Кутузов. — 494 с. — 10000 прим.
31. Вип. 1373 (1573): Гордін Я. А. Олексій Єрмолов. — 608 с. — 5000 прим.
32. Вип. 1374 (1574): Єсипов В. В. Варлам Шаламов. — 352 с. — 5000 прим.
  - Перевидання: 2-е, випр. (2019) • 3-є (2023)
33. Вип. 1375 (1575): Курукін І. В. Анна Леопольдівна. — 304 с. — 5000 прим.
34. Вип. 1376 (1576): Чернявський Г. Й. Франклін Делано Рузвельт. — 544 с. — 6000 прим.
  - Перевидання: 2-е (2018)
35. Вип. 1377 (1577): Люкимсон П. Ю. Соломон. — 320 с. — 5000 прим.
36. Вип. 1378 (1578): Михайлова Н. І. Василь Пушкін[ru]. — 416 с. — 5000 прим.
37. Вип. 1379 (1579): Лівергант О. Я. Сомерсет Моем. — 288 с. — 5000 прим.
38. Вип. 1380 (1580): Дмитрієва О. В. Єлизавета I. — 2-е вид. — 320 с. — 5000 прим.
39. Вип. 1381 (1581): Бірюков В. К., Бодрихін М. Г. Петро Плешаков. — 232 с. — 3000 прим.
40. Вип. 1382 (1582): Соколов Б. В. Григорій Котовський. — 345 с. — 5000 прим.
41. Вип. 1386 (1586): Рунов В. О., Сєдих О. Д. Сабіт Оруджев. — 303 с. — 5000 прим.
42. Вип. 1388 (1588): Михайлов В. Ф. Михайло Лермонтов. — 618 с. — 4000 прим.
  - Перевидання: 2-е (2013) • 3-є (2015) • 4-е (2024)
43. Вип. 1389 (1589): Бондаренко О. Ю. Денис Давидов. — 368 с. — 5000 прим.
44. Вип. 1391 (1591): Табачник Д. В., Воронін Д. М. Петро Столипін. — 416 с. — 3000 прим.
45. Вип. 1392 (1592): Панцов О. В. Мао Цзедун. — 2-е вид., випр. — 867 с. — 5000 прим.
46. Вип. 1393 (1593): Новиков В. І. Олександр Блок. — 2-е вид., випр. — 362 с. — 5000 прим.
47. Вип. 1394 (1594): Філімон О. М. Яків Брюс. — 380 с. — 4000 прим.
48. Вип. 1395 (1595): Васькін О. А. Московські градоначальники XIX століття[93]. — 294 с. — 4000 прим.
49. Вип. 1396 (1596): Ушаков О. І., Федюк В. П. Лавр Корнілов. — 2-е вид., випр. — 399 с. — 5000 прим.
50. Вип. 1396 (1596): Сидиков Є. Б. Шакарім Кудайбердієв. — 351 с. — 5000 прим.
51. Вип. 1398 (1598): Варламов О. М. Григорій Распутін. — 3-є вид. — 851 с. — 7000 прим.
52. Вип. 1399 (1599): Биков Д. Л. Борис Пастернак. — 12-е вид. — 893 с. — 5000 прим.
53. Вип. 1400 (1600): Курукін І. В. Романови[94]. — 510 с. — 5000 прим.
  - Перевидання: 2-е (2013) • 3-є (2015) • 4-е (2017) • 5-е (2020) • 6-е (2022) • 7-е (2024)
54. Вип. 1401 (1601): Єрофеєв Ю. М. Аксель Берг. — 222 с. — 3000 прим.
55. Вип. 1408 (1608): Лопатін В. С. Олександр Суворов. — 212 с. — 5000 прим.
  - Перевидання: 2-е (2015) • 3-є (2018)
56. Вип. 1410 (1610): Юркін І. М. Демидови[95]. — 447 с. — 3000 прим.
  - Перевидання: 2-е, випр. і доп. (2017)

### 2013
52 видання (в тому числі 14 перевидань) •  243 тис. прим.
1. Вип. 1337 (1557): Веліканов М. Т. Кирило Мерецков. — 431 с. — 4000 прим.
2. Вип. 1345 (1545): Карташов М. О. Микола Станкевич. — 264 с. — 2000 прим.
3. Вип. 1383 (1583): Одинцов М. І. Патріарх Сергій. — 396 с. — 5000 прим.
4. Вип. 1384 (1584): Новиков В. І. Володимир Висоцький / наук. конс. А. Є. Крилов, І. І. Рогова; імен. покаж. упор. М. Е. Кууск, Е. Л. Дев'яткіної. — 7-е вид. — 492 с. — 6000 прим.
5. Вип. 1385 (1585): Козляков В. М. Герої Смути[96]. — 351 с. — 5000 прим.
6. Вип. 1390 (1590): Демурова Н. М. Льюїс Керрол. — 414 с. — 5000 прим.
  - Перевидання: 2-е (2019)
7. Вип. 1402 (1602): Танасейчук А. Б. О. Генрі. — 270 с. — 5000 прим.
8. Вип. 1403 (1603): Князький І. О. Нерон. — 2-е вид., випр. і доп. — 314 с. — 5000 прим.
9. Вип. 1404 (1604): Попов В. Г. Дмитро Лихачов. — 269 с. — 5000 прим.
  - Перевидання: 2-е, випр. (2014)
10. Вип. 1405 (1605): Голованов В. Я. Нестор Махно. — 2-е вид. — 482 с. — 5000 прим.
11. Вип. 1406 (1606): Лощиць Ю. М. Кирило і Мефодій. — 357 с. — 5000 прим.
12. Вип. 1407 (1607): Сараскіна Л. І. Федір Достоєвський. — 2-е вид. — 825 с. — 7000 прим.
13. Вип. 1409 (1609): Кучерська М. О. Костянтин Павлович. — 2-е вид., випр. і доп. — 341 с. — 5000 прим.
14. Вип. 1411 (1611): Чертанов М. Чарлз Дарвін. — 407 с. — 5000 прим.
15. Вип. 1412 (1612): Люкимсон П. Ю. Мойсей. — 2-е вид. — 367 с. — 5000 прим.
16. Вип. 1413 (1613): Соколов Б. В. Вольф Мессінг. — 2-е вид. — 310 с. — 5000 прим.
17. Вип. 1415 (1615): Бар-Селла З. Олександр Бєляєв. — 428 с. — 5000 прим.
18. Вип. 1416 (1616): Прашкевич Г. М. Жуль Верн. — 357 с. — 5000 прим.
19. Вип. 1417 (1617): Кожурин К. Я. Аввакум Петрович. — 2-е вид. — 396 с. — 5000 прим.
20. Вип. 1418 (1618): Суриков І. Є. Піфагор. — 269 с. — 4000 прим.
21. Вип. 1419 (1619): Губарев В. К. Френсіс Дрейк. — 374 с. — 5000 прим.
22. Вип. 1420 (1620): Володихін Д. М. Федір Олексійович. — 267 с. — 5000 прим.
23. Вип. 1421 (1621): Кулагін А. В. Юрій Візбор. — 355 с. — 5000 прим.
24. Вип. 1422 (1622): Нікологорська О. А. В'ячеслав Олтаржевський[ru]. — 223 с. — 3000 прим.
25. Вип. 1423 (1623): Федорець А. І. Сава Морозов. — 350 с. — 5000 прим.
26. Вип. 1424 (1624): Глаголєва К. В. Джордж Вашингтон. — 462 с. — 5000 прим.
27. Вип. 1425 (1625): Шайтанов І. О. Вільям Шекспір. — 474 с. — 5000 прим.
28. Вип. 1426 (1626): Замостьянов А. О. Гаврило Державін. — 445 с. — 5000 прим.
29. Вип. 1427 (1627): Єрхов Б. О. Ганс Крістіан Андерсен. — 255 с. — 4000 прим.
30. Вип. 1428 (1628): Панцов О. В. Ден Сяопін. — 558 с. — 5000 прим.
31. Вип. 1429 (1629): Єлісеєва О. І. Катерина II. — 2-е вид. — 635 с. — 5000 прим.
32. Вип. 1430 (1630): Ранчин А. М. Борис і Гліб. — 298 с. — 5000 прим.
33. Вип. 1431 (1631): Скороход Н. С. Леонід Андреєв. — 430 с. — 5000 прим.
34. Вип. 1432 (1632): Сапожников К. М. Уго Чавес. — 482 с. — 1000 прим.
35. Вип. 1433 (1633): Володихін Д. М. Рюриковичі[97]. — 484 с. — 5000 прим.
  - Перевидання: 2-е (2015) • 3-є (2018) • 4-е (2021)
36. Вип. 1434 (1634): Михайлов В. Ф. Михайло Лермонтов. — 2-е вид. — 618 с. — 4000 прим.
37. Вип. 1435 (1635): Богомолов М. О., Малмстад Д. Михайло Кузмін. — 395 с. — 5000 прим.
38. Вип. 1436 (1636): Волинець О. М. Андрій Жданов. — 619 с. — 5000 прим.
39. Вип. 1437 (1637): Атталі Ж. Карл Маркс / пер. з фр. Є. В. Колодочкіної; вступ. ст. С. Г. Кара-Мурзи. — 406 с. — 5000 прим.
40. Вип. 1438 (1638): Киянська О. І., Готовцева А. Г. Кіндрат Рилєєв. — 350 с. — 5000 прим.
41. Вип. 1439 (1639): Семенова Н. Ю. Олександр Лабас[ru]. — 252 с. — 3000 прим.
42. Вип. 1440 (1640): Єрьоміна О. О., Смирнов М. М. Іван Антонович Єфремов. — 682 с. — 5000 прим.
43. Вип. 1441 (1641): Виноградов А. Ю., Грищенко О. І. Андрій Первозваний. — 406 с. — 5000 прим.
44. Вип. 1442 (1642): Бондаренко В. В. Герої Першої світової[98]. — 511 с. — 6000 прим.
  - Перевидання: 2-е (2014)
45. Вип. 1443 (1643): Курукін І. В. Романови[94]. — 2-е вид. — 510 с. — 5000 прим.
46. Вип. 1444 (1644): Міхеєнков С. Є. Іван Конєв. — 511 с. — 5000 прим.
  - Перевидання: 2-е (2025)
47. Вип. 1446 (1646): Зирянов П. М. Олександр Колчак. — 5-е вид. — 637 с. — 5000 прим.
48. Вип. 1447 (1647): Волкогонова О. Д. Костянтин Леонтьєв. — 453 с. — 4000 прим.
49. Вип. 1449 (1649): Млечин Л. М. Олександра Коллонтай. — 479 с. — 5000 прим.
50. Вип. 1450 (1650): Варламов О. М. Андрій Платонов. — 2-е вид. — 546 с. — 5000 прим.
51. Вип. 1459 (1659): Кречетова Р. П. Костянтин Станіславський. — 447 с. — 5000 прим.

### 2014
55 видань (в тому числі 15 перевидань) •  238 тис. прим.
1. Вип. 1330 (1530): Чуєв Ф. І. Сергій Іллюшин. — 3-є вид., доп. — 275 с. — 4000 прим.
2. Вип. 1445 (1645): Чернявський Г. Й., Дубова Л. Л. Клан Кеннеді[99]. — 713 с. — 5000 прим.
3. Вип. 1448 (1648): Дмитрієвський В. М. Федір Шаляпін. — 543 с. — 5000 прим.
4. Вип. 1451 (1651): Люкимсон П. Ю. Зигмунд Фройд. — 463 с. — 5000 прим.
5. Вип. 1452 (1652): Олейников Д. І. Олександр Бенкендорф. — 2-е вид. — 393 с. — 5000 прим.
6. Вип. 1453 (1653): Карпов О. Ю. Андрій Боголюбський. — 462 с. — 7000 прим.
  - Перевидання: 2-е, випр. і доп. (2020)
7. Вип. 1454 (1654): Курукін І. В. Ернст-Йоганн фон Бірон. — 2-е вид., випр. і доп. — 428 с. — 7000 прим.
8. Вип. 1455 (1655): Долгополов М. М. Геворк Вартанян. — 201 с. — 6000 прим.
  - Перевидання: 2-е (2014)
9. Вип. 1456 (1656): Морозова О. В. Марія-Антуанетта. — 303 с. — 4000 прим.
10. Вип. 1457 (1657): Купріяновський П. В., Молчанова Н. О. Костянтин Бальмонт. — 347 с. — 5000 прим.
11. Вип. 1458 (1658): Домітеєва В. М. Михайло Врубель. — 479 с. — 5000 прим.
12. Вип. 1460 (1660): Міхеєнков С. Є. Лідія Русланова. — 318 с. — 3000 прим.
13. Вип. 1461 (1661): Шубинський В. І. Георгій Гапон. — 345 с. — 4000 прим.
14. Вип. 1462 (1662): Галедін В. І. Лев Яшин. — 301 с. — 6000 прим.
  - Перевидання: 2-е (2014) • 3-є, випр. (2018)
15. Вип. 1463 (1663): Борисов М. С. Сергій Радонезький. — 5-е вид. — 298 с. — 5000 прим.
16. Вип. 1464 (1664): Сапожников К. М. Іван Солоневич[ru]. — 453 с. — 4000 прим.
17. Вип. 1465 (1665): Чертанов М. Александр Дюма (батько). — 500 с. — 4000 прим.
18. Вип. 1466 (1666): Бедаріда Ф. Вінстон Черчилль / пер. з фр. Є. М. Юдіної; післям. Ю. В. Ємельянова. — 6-е вид. — 458 с. — 5000 прим.
19. Вип. 1467 (1667): Морозова О. В. Джакомо Казанова. — 2-е вид. — 350 с. — 4000 прим.
20. Вип. 1468 (1668): Ростовцев Ю. О. Віктор Астаф'єв. — 2-е вид. — 391 с. — 2000 прим.
21. Вип. 1469 (1669): Березін В. С. Віктор Шкловський. — 511 с. — 4000 прим.
22. Вип. 1470 (1670): Долгополов М. М. Геворк Вартанян. — 2-е вид. — 201 с. — 6000 прим.
23. Вип. 1471 (1671): Бондаренко В. В. Петро Вяземський. — 2-е вид., випр. і доп. — 680 с. — 5000 прим.
24. Вип. 1472 (1672): Житнухін А. П. Леонід Шебаршин[ru]. — 237 с. — 3000 прим.
  - Перевидання: 2-е (2014)
25. Вип. 1473 (1673): Кузнєцов Е. Д. Павло Федотов. — 313 с. — 3000 прим.
26. Вип. 1474 (1674): Борисов М. С. Дмитро Донський. — 507 с. — 5000 прим.
27. Вип. 1475 (1675): Бондаренко В. В. Герої Першої світової[98]. — 511 с. — 5000 прим.
28. Вип. 1476 (1676): Бодрихін М. Г. Володимир Челомей. — 490 с. — 9000 прим.
  - Перевидання: 2-е (2017) • 3-є, випр. і доп. (2024)
29. Вип. 1477 (1677): Веліканов М. Т. Олександр Василевський. — 461 с. — 5000 прим.
30. Вип. 1478 (1678): Рибас С. Ю. Василь Шульгін. — 543 с. — 4000 прим.
31. Вип. 1479 (1679): Торопцев С. А. Лі Бо. — 293 с. — 3000 прим.
32. Вип. 1480 (1680): Житнухін А. П. Леонід Шебаршин. — 2-е вид. — 237 с. — 3000 прим.
33. Вип. 1481 (1681): Муравйов В. Б. Микола Карамзін. — 479 с. — 5000 прим.
34. Вип. 1482 (1682): Сергеєв В. М. Андрій Рубльов / передм. Д. С. Лихачова. — 4-е вид., випр. і доп. — 252 с. — 5000 прим.
35. Вип. 1483 (1683): Млечин Л. М. Михайло Фрунзе. — 267 с. — 4000 прим.
36. Вип. 1484 (1684): Марков С. О. Габрієль Гарсія Маркес. — 479 с. — 5000 прим.
37. Вип. 1485 (1685): Прашкевич Г. М. Рей Бредбері. — 351 с. — 4000 прим.
38. Вип. 1486 (1686): Матонін Є. В. Нікола Тесла. — 380 с. — 5000 прим.
  - Перевидання: 2-е (2017)
39. Вип. 1487 (1687): Рибас С. Ю. Петро Столипін. — 5-е вид. — 421 с. — 5000 прим.
40. Вип. 1488 (1688): Махов О. Б. Мікеланджело Буонарроті. — 598 с. — 5000 прим.
41. Вип. 1489 (1689): Савельєва М. С. Федір Сологуб. — 246 с. — 3000 прим.
42. Вип. 1490 (1690): Куняєв С. С. Микола Клюєв. — 647 с. — 4000 прим.
43. Вип. 1491 (1691): Федякін С. Р. Сергій Рахманінов. — 478 с. — 3000 прим.
  - Перевидання: 2-е (2018) • 3-є (2022)
44. Вип. 1492 (1692): Кантор Ю. З. Михайло Тухачевський. — 443 с. — 4000 прим.
45. Вип. 1493 (1693): Трапезников О. А. Віктор Муравленко. — 2-е вид., доп. — 362 с. — 3000 прим.
46. Вип. 1494 (1694): Галедін В. І. Лев Яшин. — 2-е вид. — 301 с. — 3000 прим.
47. Вип. 1495 (1695): Одинцов М. І. Іван Кронштадський. — 349 с. — 3000 прим.
48. Вип. 1496 (1696): Мінаєв Б. Д. Борис Єльцин. — 4-е вид. — 750 с. — 5000 прим.
49. Вип. 1497 (1697): Губарєв В. К. Генрі Морган. — 293 с. — 3000 прим.
50. Вип. 1498 (1698): Алексєєв О. І. Йосиф Волоцький. — 335 с. — 3000 прим.
51. Вип. 1499 (1699): Млечин Л. М. Надія Крупська. — 364 с. — 3000 прим.
52. Вип. 1501 (1701): Попов В. Г. Дмитро Лихачов. — 2-е вид., випр. — 269 с. — 3000 прим.
53. Вип. 1503 (1703): Курукін І. В. Анна Іванівна. — 430 с. — 4000 прим.
54. Вип. 1505 (1705): Шеваров Д. Г. Дванадцять поетів 1812 року[100]. — 342 с. — 3000 прим.
55. Вип. 1506 (1706): Міленко В. Д. Саша Чорний. — 366 с. — 3000 прим.

### 2015
61 видання (в тому числі 16 перевидань) •  216 тис. прим.
1. Вип. 1500 (1700): Вірабов І. М. Андрій Вознесенський. — 703 с. — 5000 прим.
2. Вип. 1502 (1702): Лопатников В. О. Олександр Горчаков. — 4-е вид., випр. і доп. — 396 с. — 3000 прим.
3. Вип. 1504 (1704): Танасейчук А. Б. Едгар Аллан По. — 436 с. — 3000 прим.
4. Вип. 1507 (1707): Полушин В. Л. Микола Гумільов. — 3-є вид., випр. і доп. — 723 с. — 4000 прим.
5. Вип. 1508 (1708): Рибас С. Ю. Йосип Сталін. — 4-е вид., доп. — 911 с. — 4000 прим.
6. Вип. 1509 (1709): Володихін Д. М. Гермоген. — 300 с. — 3000 прим.
  - Перевидання: 2-е (2024)
7. Вип. 1510 (1710): Аксьонов Г. П. Володимир Вернадський. — 3-є вид., випр. — 526 с. — 2000 прим.
8. Вип. 1511 (1711): Ужанов О. Є. Михайло Калашников. — 494 с. — 3000 прим.
  - Перевидання: 2-е (2017)
9. Вип. 1512 (1712): Михайлов В. Ф. Михайло Лермонтов. — 3-є вид. — 618 с. — 4000 прим.
10. Вип. 1513 (1713): Сегень О. Ю. Алексій II. — 470 с. — 4000 прим.
11. Вип. 1514 (1714): Курукін І. В. Романови[94]. — 3-є вид. — 510 с. — 5000 прим.
12. Вип. 1515 (1715): Михайлов В. Ф. Євген Баратинський. — 486 с. — 3000 прим.
13. Вип. 1516 (1716): Порудомінський В. І. Карл Брюллов. — 2-е вид. — 319 с. — 3000 прим.
14. Вип. 1517 (1717): Макаричев М. О. Валерій Харламов. — 429 с. — 2000 прим.
15. Вип. 1518 (1718): Чертанов М. Альберт Ейнштейн. — 397 с. — 3000 прим.
16. Вип. 1519 (1719): Прашкевич Г. М., Борисов В. І. Станіслав Лем. — 359 с. — 3000 прим.
17. Вип. 1520 (1720): Володихін Д. М. Рюриковичі[97]. — 2-е вид. — 484 с. — 5000 прим.
18. Вип. 1521 (1721): Ашурбейлі І. Р., Сухарєв Є. М. Олександр Расплетін. — 383 с. — 3000 прим.
19. Вип. 1522 (1722): Карпов О. Ю. Володимир Святославич. — 3-є вид., випр. — 454 с. — 4000 прим.
20. Вип. 1523 (1723): Міхеєнков С. Є. Георгій Жуков. — 631 с. — 5000 прим.
  - Перевидання: 2-е, випр. (2019) • 3-є (2025)
21. Вип. 1524 (1724)[101]: Старк В. П. Наталія Миколаївна Гончарова. — 3-є вид. — 535 с. — 4000 прим.
22. Вип. 1524 (1724)[101]: Лопатін В. С. Олександр Суворов. — 2-е вид. — 447 с. — 3000 прим.
23. Вип. 1525 (1725): Чернявський Г. Й., Дубова Л. Л. Павло Мілюков. — 510 с. — 3000 прим.
24. Вип. 1526 (1726): Бондаренко О. Ю. Павло Фітін. — 398 с. — 3000 прим.
  - Перевидання: 2-е (2015) • 3-є (2018) • 4-е (2023)
25. Вип. 1527 (1727): Єлісеєва О. І. Олександр Радищев. — 344 с. — 3000 прим.
26. Вип. 1528 (1728): Киянська О. І. Декабристи[102]. — 383 с. — 3000 прим.
  - Перевидання: 2-е (2017)
27. Вип. 1529 (1729): Люкимсон П. Ю. Ірод I Великий. — 263 с. — 3000 прим.
28. Вип. 1530 (1730): Наумов В. П. Софія Олексіївна. — 367 с. — 3000 прим.
  - Перевидання: 2-е (2018)
29. Вип. 1531 (1731): Тимофеєв О. В. Олександр Покришкін. — 4-е вид., доп. — 476 с. — 4000 прим.
30. Вип. 1532 (1732): Трефілов Є. М. Омелян Пугачов. — 399 с. — 3000 прим.
31. Вип. 1533 (1733): Варламов О. М. Василь Шукшин. — 399 с. — 7000 прим.
  - Перевидання: 2-е (2023)
32. Вип. 1535 (1735): Галедін В. І., Щукін О. М. Костянтин Бєсков. — 406 с. — 3000 прим.
33. Вип. 1536 (1736): Юзефович Л. А. Роман Унгерн. — 456 с. — 3000 прим.
34. Вип. 1537 (1737): Бодрихін М. Г., Мостинська А. Ю. Сергій Капиця. — 350 с. — 3000 прим.
35. Вип. 1538 (1738): Шубинський В. І. Михайло Ломоносов. — 2-е вид., випр. і доп. — 471 с. — 5000 прим.
36. Вип. 1539 (1739): Сухина Г. О., Івкін В. І. Олексій Нестеренко[ru]. — 201 с. — 4000 прим.
37. Вип. 1540 (1740): Коняєв М. М. Микола Рубцов. — 2-е вид. — 395 с. — 3000 прим.
38. Вип. 1541 (1741): Кокарєв А. І. Тихон Хрєнников. — 319 с. — 4000 прим.
39. Вип. 1542 (1742): Прашкевич Г. М., Соловйов С. В. Джон Рональд Руел Толкін. — 425 с. — 3000 прим.
  - Перевидання: 2-е (2019)
40. Вип. 1543 (1743): Глаголєва К. В. Людовик XIII Справедливий. — 335 с. — 3000 прим.
41. Вип. 1544 (1744): Куняєв С. Ю., Куняєв С. С. Сергій Єсенін. — 7-е вид. — 595 с. — 4000 прим.
42. Вип. 1545 (1745): Кулапін Б. В. Густав Малер. — 202 с. — 3000 прим.
43. Вип. 1546 (1746): Румянцев А. Г. Олександр Вампілов. — 332 с. — 3000 прим.
  - Перевидання: 2-е (2017)
44. Вип. 1547 (1747): Млечин Л. М. Євген Примаков. — 527 с. — 5000 прим.
  - Перевидання: 2-е (2017) • 3-є (2024)
45. Вип. 1548 (1748): Філімонов В. П. Арсеній Тарковський. — 420 с. — 3000 прим.
46. Вип. 1549 (1749): Млечина І. В. Гюнтер Грасс. — 319 с. — 2000 прим.
47. Вип. 1550 (1750): Кирилліна Л. В. Людвіг ван Бетховен. — 495 с. — 4000 прим.
  - Перевидання: 2-е (2019)
48. Вип. 1551 (1751): Кузнєцов Е. Д. Ніко Піросмані. — 239 с. — 3000 прим.
49. Вип. 1552 (1752): Єфімов І. М. Томас Джефферсон. — 313 с. — 3000 прим.
50. Вип. 1553 (1753): Єлісеєва О. І. Петро III. — 379 с. — 3000 прим.
51. Вип. 1554 (1754): Бондаренко О. Ю. Павло Фітін. — 2-е вид. — 398 с. — 3000 прим.
52. Вип. 1555 (1755): Суриков І. Є. Сапфо. — 268 с. — 3000 прим.
53. Вип. 1556 (1756): Веліканов М. Т. Іван Черняховський. — 423 с. — 4000 прим.
54. Вип. 1557 (1757): Чернявський Г. Й., Дубова Л. Л. Дуайт Ейзенхауер. — 430 с. — 4000 прим.
55. Вип. 1558 (1758): Устинов В. Г. Річард III. — 279 с. — 3000 прим.
56. Вип. 1559 (1759): Млечин Л. М. Маркус Вольф. — 431 с. — 3000 прим.
  - Перевидання: 2-е, випр. (2024)
57. Вип. 1560 (1760): Горбунов О. О. Анатолій Тарасов. — 427 с. — 4000 прим.
58. Вип. 1561 (1761): Чертанов М. Чарлз Дікенс. — 361 с. — 3000 прим.
59. Вип. 1564 (1764): Прилєпін З. Несхожі поети: Трагедії та долі більшовистської доби: Анатолій Марієнгоф, Борис Корнілов[ru], Володимир Луговський[ru]. — 431 с. — 6000 прим.
60. Вип. 1565 (1765): Долгополов М. М. Легендарні розвідники-1[103]. — 367 с. — 5000 прим.
  - Перевидання: 2-е (2016) • 3-є (2016) • 4-е (2017) • 5-е (2018) • 6-е (2018) • 7-е (2020) • 8-е (2021) • 9-е (2024)
61. Вип. 1570 (1770): Ковалик О. Г. Галина Уланова. — 559 с. — 4000 прим.

### 2016
44 видання (в тому числі 8 перевидань) •  151,5 тис. прим.
1. Вип. 1562 (1762): Кузнєцова Р. В. Ігор Курчатов. — 431 с. — 3000 прим.
2. Вип. 1563 (1763): Матонін Є. В. Яків Блюмкін. — 431 с. — 4000 прим.
  - Перевидання: 2-е (2019)
3. Вип. 1566 (1766): Кредов С. О. Микола Щолоков. — 3-є вид. — 319 с. — 3000 прим.
4. Вип. 1567 (1767): Рейзер Л. Ю. Аркадій Чернишов. — 335 с. — 5000 прим.
  - Перевидання: 2-е (2020)
5. Вип. 1568 (1768): Шартон А. Клод Дебюссі / пер. з фр. Л. А. Чечет. — 235 с. — 3000 прим.
6. Вип. 1569 (1769): Лівергант О. Я. Генрі Міллер. — 295 с. — 3000 прим.
7. Вип. 1571 (1771): Олейников Д. І. Авраам Лінкольн. — 415 с. — 3000 прим.
8. Вип. 1572 (1772): Шубинський В. І. Євно Азеф. — 351 с. — 2500 прим.
9. Вип. 1573 (1773): Глаголєва К. В. Дюк де Рішельє. — 298 с. — 2500 прим.
10. Вип. 1574 (1774): Полушин В. Л. Наталія Сергіївна Гончарова. — 523 с. — 3000 прим.
11. Вип. 1575 (1775): Корольов О. С. Ілля Муромець. — 373 с. — 2500 прим.
12. Вип. 1576 (1776): Якимович О. К. Дієго Веласкес. — 268 с. — 2500 прим.
13. Вип. 1577 (1777): Долгополов М. М. Рудольф Абель. — 4-е вид. — 362 с. — 3000 прим.
14. Вип. 1578 (1778): Долгополов М. М. Легендарні розвідники-1[103]. — 2-е вид. — 367 с. — 4000 прим.
15. Вип. 1579 (1779): Румянцев А. Г. Валентин Распутін[ru]. — 447 с. — 3000 прим.
  - Перевидання: 2-е (2018)
16. Вип. 1580 (1780): Павленко М. І. Олександр Меншиков. — 3-є вид. — 399 с. — 3000 прим.
17. Вип. 1581 (1781): Сидоров О. Г. Платон Ойунський. — 285 с. — 3000 прим.
18. Вип. 1582 (1782): Биков Д. Л. Борис Пастернак. — 13-е вид. — 893 с. — 3000 прим.
19. Вип. 1583 (1783): Чертанов М. Степан Разін. — 383 с. — 3000 прим.
20. Вип. 1584 (1784): Зверєв О. М. Володимир Набоков. — 3-є вид. — 475 с. — 5000 прим.
21. Вип. 1585 (1785): Таназ В. Антуан де Сент-Екзюпері / пер. з фр. І. О. Сосфенової. — 331 с. — 2500 прим.
22. Вип. 1586 (1786): Долгополов М. М. Легендарні розвідники-1[103]. — 3-є вид. — 367 с. — 5000 прим.
23. Вип. 1587 (1787): Житнухін А. П. Володимир Крючков. — 358 с. — 5000 прим.
24. Вип. 1589 (1789): Куланов О. Є. Роман Кім[ru]. — 414 с. — 3000 прим.
25. Вип. 1590 (1790): Чернявський Г. Й., Дубова Л. Л. Гаррі Трумен. — 479 с. — 3000 прим.
26. Вип. 1591 (1791): Матасова Т. О. Софія Палеолог. — 301 с. — 3000 прим.
  - Перевидання: 2-е, випр. (2017)
27. Вип. 1592 (1792): Хоанг М. Чингісхан / пер. з фр., вступ. ст., прим. В. М. Зайцева. — 276 с. — 5000 прим.
28. Вип. 1594 (1794): Шаргунов С. О. Валентин Катаєв. — 703 с. — 5000 прим.
  - Перевидання: 2-е, допрац. (2018)
29. Вип. 1595 (1795): Мясников О. Л. Олександр III (російський імператор). — 566 с. — 5000 прим.
  - Перевидання: 2-е, випр. і доп. (2017)
30. Вип. 1596 (1796): Залеська М. К. Ференц Ліст. — 495 с. — 3000 прим.
31. Вип. 1597 (1797): Брезгін О. П. Сергій Дягілєв. — 639 с. — 5000 прим.
32. Вип. 1598 (1798): Люкимсон П. Ю. Салах ед Дін. — 335 с. — 4000 прим.
33. Вип. 1599 (1799): Курукін І. В. Катерина I. — 398 с. — 4000 прим.
34. Вип. 1600 (1800): Биков Д. Л. Володимир Маяковський. — 716 с. — 5000 прим.
  - Перевидання: 2-е (2018)
35. Вип. 1601 (1801): Балашова В. В. Діана, принцеса Уельська. — 235 с. — 3000 прим.
36. Вип. 1602 (1802): Морозова О. В. Максиміліан Робесп'єр. — 255 с. — 2500 прим.
37. Вип. 1603 (1803): Єлісеєва О. І. Григорій Потьомкін. — 3-є вид. — 665 с. — 4000 прим.
38. Вип. 1604 (1804): Глаголєва К. В. Луї Рено. — 221 с. — 2500 прим.
39. Вип. 1605 (1805): Фокін П. Є. Олександр Зінов'єв. — 749 с. — 3000 прим.
40. Вип. 1606 (1806): Бондаренко В. В. Лавр Корнілов. — 220 с. — 3000 прим.
41. Вип. 1611 (1811): Долгополов М. М. Надія Троян. — 206 с. — 3000 прим.
42. Вип. 1612 (1812): Кушніров М. А. Сергій Ейзенштейн. — 399 с. — 3000 прим.
43. Вип. 1613 (1813): Міленко В. Д. Олександр Купрін. — 367 с. — 3000 прим.
44. Вип. 1617 (1817): Мусаєв А. Н. Петро Захаров-Чеченець. — 335 с. — 3000 прим.

### 2017
68 видань (в тому числі 27 перевидань) •  ??? тис. прим.
1. Вип. 1593 (1793): Борисов М. С. Михайло Ярославич. — 284 с. — 2500 прим.
2. Вип. 1607 (1807): Фаліков І. З. Марина Цвєтаєва. — 854 с. — 5000 прим.
3. Вип. 1608 (1808): Пєсков О. М. Павло I. — 5-е вид. — 423 с. — 3000 прим.
4. Вип. 1609 (1809): Млечин Л. М. Євген Примаков. — 2-е вид. — 527 с. — 3000 прим.
5. Вип. 1610 (1810): Міхеєнков С. Є. Костянтин Рокоссовський. — 463 с. — 4000 прим.
  - Перевидання: 2-е (2025)
6. Вип. 1614 (1814): Киянська О. І. Декабристи[102]. — 2-е вид. — 383 с. — 3000 прим.
7. Вип. 1615 (1815): Карпов О. Ю. Батий. — 2-е вид., випр. і доп. — 348 с. — 2000 прим.
8. Вип. 1616 (1816): Румянцев А. Г. Олександр Вампілов. — 2-е вид. — 332 с. — 2000 прим.
9. Вип. 1618 (1818): Платошкін М. М. Ернесто Че Гевара. — 701 с. — 5000 прим.
10. Вип. 1619 (1819): Веліканов М. Т. Климент Ворошилов. — 510 с. — 3000 прим.
11. Вип. 1620 (1820): Млечин Л. М. Надія Плевицька. — 409 с. — 3000 прим.
12. Вип. 1621 (1821): Глаголєва К. В. Ротшильди. — 477 с. — 3000 прим.
13. Вип. 1622 (1822): Авченко В. О. Олександр Фадєєв. — 366 с. — 3000 прим.
14. Вип. 1623 (1823): Буличева А. В. Олександр Бородін. — 427 с. — 3000 прим.
15. Вип. 1624 (1824): Ніконов В. О. В'ячеслав Молотов. — 631 с. — 5000 прим.
16. Вип. 1625 (1825): Фірсов С. Л. Микола II (російський імператор). — 2-е вид., перероб. — 526 с. — 4000 прим.
17. Вип. 1626 (1826): Матонін Є. В. Гаврило Принцип. — 332 с. — 2000 прим.
18. Вип. 1627 (1827): Матонін Є. В. Нікола Тесла. — 2-е вид. — 380 с. — 2000 прим.
19. Вип. 1628 (1828): Тиркова-Вільямс А. В. Олександр Сергійович Пушкін. — 8-е вид. — Т. 1: 1799—1824. — 471 с. — 3000 прим.
20. Вип. 1629 (1829): Тиркова-Вільямс А. В. Олександр Сергійович Пушкін. — 8-е вид. — Т. 2: 1824—1837. — 514 с. — 3000 прим.
21. Вип. 1630 (1830): Лівергант О. Я. Ґрем Ґрін. — 287 с. — 2500 прим.
22. Вип. 1631 (1831): Долгополов М. М. Легендарні розвідники-1[103]. — 4-е вид. — 367 с. — 3000 прим.
23. Вип. 1632 (1832): Полунов О. Ю. Костянтин Побєдоносцев. — 335 с. — 2500 прим.
24. Вип. 1633 (1833): Макаричев М. О. Фідель Кастро. — 639 с. — 5000 прим.
25. Вип. 1634 (1834): Кирилліна Л. В. Георг Фрідріх Гендель. — 479 с. — 2500 прим.
26. Вип. 1635 (1835): Матасова Т. О. Софія Палеолог. — 2-е вид., випр. — 301 с. — 3000 прим.
27. Вип. 1636 (1836): Володихін Д. М., Прашкевич Г. М. Брати Стругацькі. — 2-е вид., випр. і доп. — 350 с. — 2000 прим.
28. Вип. 1637 (1837): Басинський П. В. Лев Толстой. — 302 с. — 5000 прим.
  - Перевидання: 2-е (2021) • 3-є (2024)
29. Вип. 1638 (1838): Азіо Д. Вінсент ван Гог / пер. з фр., передм., комент. В. М. Зайцева; вступ. ст. Н. Ю. Семенової. — 2-е вид. — 303 с. — 2000 прим.
30. Вип. 1639 (1839): Вдовін О. В. Микола Добролюбов. — 298 с. — 2500 прим.
31. Вип. 1640 (1840): Ужанов О. Є. Михайло Калашников. — 2-е вид. — 494 с. — 2500 прим.
32. Вип. 1641 (1841): Макеєв С. Л. Барон Мюнхгаузен. — 268 с. — 3000 прим.
33. Вип. 1642 (1842): Аптекар П. О. Василь Чапаєв. — 292 с. — 3000 прим.
34. Вип. 1643 (1843): Рибас С. Ю. Йосип Сталін. — 5-е вид., випр. і доп. — 911 с. — 4000 прим.
35. Вип. 1644 (1844): Антонов В. С. Наум Ейтінгон. — 223 с. — 3000 прим.
36. Вип. 1645 (1845): Старосельська Н. Д. Веніамін Каверін. — 232 с. — 2500 прим.
37. Вип. 1646 (1846): Ренуччі П. Клавдій / пер. з фр. Є. В. Колодочкіної. — 255 с. — 3000 прим.
38. Вип. 1647 (1847): Бодрихін М. Г. Володимир Челомей. — 2-е вид. — 490 с. — 3000 прим.
39. Вип. 1648 (1848): Бондаренко О. Ю. Віктор Лягін. — 359 с. — 4000 прим.
40. Вип. 1649 (1849): Макеєв М. С. Микола Некрасов. — 463 с. — 3000 прим.
41. Вип. 1650 (1850): Курукін І. В. Романови[94]. — 4-е вид. — 510 с. — 5000 прим.
42. Вип. 1651 (1851): Сенкевич О. М. Будда. — 476 с. — 5000 прим.
  - Перевидання: 2-е, випр. (2023)
43. Вип. 1652 (1852): Коровашко О. В. Михайло Бахтін. — 452 с. — 2500 прим.
44. Вип. 1653 (1853): Суриков І. Є. Гомер. — 319 с. — 3000 прим.
45. Вип. 1654 (1854): Бондаренко В. В. Легенди Білої справи[104]. — 360 с. — 3000 прим.
46. Вип. 1655 (1855): Юркін І. М. Демидови[95]. — 2-е вид., випр. і доп. — 447 с. — 3000 прим.
47. Вип. 1656 (1856): Голдовський Б. П. Сергій Образцов. — 492 с. — 3000 прим.
48. Вип. 1657 (1857): Данилкін Л. О. Володимир Ленін. — 911 с. — 7000 прим.
  - Перевидання: 2-е, випр. (2018) • 3-є, випр. і доп. (2023)
49. Вип. 1658 (1858): Фаліков І. З. Євген Євтушенко. — 718 с. — 5000 прим.
50. Вип. 1659 (1859): Танасейчук А. Б. Джек Лондон. — 331 с. — 3000 прим.
51. Вип. 1660 (1860): Русакова А. О. Зінаїда Серебрякова. — 3-є вид. — 227 с. — 3000 прим.
52. Вип. 1662 (1862): Кулагін А. В. Геннадій Шпаликов. — 278 с. — 3000 прим.
53. Вип. 1663 (1863): Кузнєцова Р. В. Ігор Курчатов. — 2-е вид., випр. — 431 с. — 3000 прим.
54. Вип. 1664 (1864): Деко А. Павло (апостол) / пер. з фр. І. І. Челишевої; вступ. сл. В. Я. Курбатова. — 4-е вид. — 255 с. — 3000 прим.
55. Вип. 1665 (1865): Тюлар Ж. Наполеон / пер. з фр. О. П. Бондарева; передм. А. П. Левандовського. — 5-е вид. — 362 с. — 3000 прим.
56. Вип. 1666 (1866): Етьєн Р. Гай Юлій Цезар / пер. з фр. Е. М. Драйтової; наук. ред. і передм. О. В. Ляпустіної. — 3-є вид. — 300 с. — 2500 прим.
57. Вип. 1667 (1867): Куланов О. Є. Василь Ощепков. — 383 с. — 3000 прим.
58. Вип. 1668 (1868): Галедін В. І. Едуард Стрєльцов. — 383 с. — 3500 прим.
59. Вип. 1669 (1869): Скоробогачова К. О. Олексій Саврасов. — 309 с. — 3000 прим.
60. Вип. 1670 (1870): Гусейнов Ч. Магомет. — 492 с. — 4000 прим.
61. Вип. 1671 (1871): Терьохіна В. М., Шубникова-Гусєва Н. І. Ігор Сєверянін. — 399 с. — 3000 прим.
62. Вип. 1673 (1873): Козляков В. М. Борис Годунов. — 2-е вид. — 311 с. — 3000 прим.
63. Вип. 1675 (1875): Лопатников В. О. Афанасій Ордин-Нащокін. — 299 с. — 3000 прим.
64. Вип. 1678 (1878): Куняєв С. Ю., Куняєв С. С. Сергій Єсенін. — 8-е вид. — 595 с. — 3000 прим.
65. Вип. 1679 (1879): Корольов О. С. Святослав Ігорович. — 2-е вид., випр. і доп. — 351 с. — 3000 прим.
66. Вип. 1680 (1880): Арзаканян М. Ц. Шарль де Голль. — 2-е вид. — 301 с. — 3000 прим.
67. Вип. 1682 (1882): Новицький Є. І. Леонід Гайдай. — 413 с. — 3500 прим.
68. Вип. 1683 (1883): Сидоров О. Г. Максим Аммосов. — 361 с. — 3000 прим.

### 2018
83 видання (в тому числі 33 перевидання) •  ??? тис. прим.
1. Вип. 1013 (1213): Гулига А. В. Творці російської ідеї[83]. — 2-е вид. — 333 с. — 1000 прим.
2. Вип. 1098 (1298): Ковальов-Случевський К. П. Сава Сторожевський. — 3-є вид., випр. — 415 с. — 1000 прим.
3. Вип. 1126 (1326): Роке К.-А. Пітер Брейгель Старший. — 2-е вид., дод. — 301 с. — 2000 прим.
4. Вип. 1311 (1511): Биков Д. Л. Булат Окуджава. — 4-е вид. — 777 с. — 1000 прим.
5. Вип. 1494 (1694): Галедін В. І. Лев Яшин. — 3-є вид., випр. — 301 с. — 1000 прим.
6. Вип. 1648 (1848): Долгополов М. М. Легендарні розвідники-1[103]. — 5-е вид. — 367 с. — 4000 прим.
7. Вип. 1661 (1861): Мясников О. Л. Олександр III (російський імператор). — 2-е вид., випр. і доп. — 604 с. — 4000 прим.
8. Вип. 1672 (1872): Ясникова Т. В. Василь Суриков. — 455 с. — 3000 прим.
9. Вип. 1674 (1874): Чертанов М. Ернест Гемінґвей. — 2-е вид. — 531 с. — 3000 прим.
10. Вип. 1676 (1876): Михайлов В. Ф. Микола Заболоцький. — 652 с. — 3000 прим.
11. Вип. 1681 (1881): Сараскіна Л. І. Олександр Солженіцин. — 2-е вид. — 959 с. — 5000 прим.
12. Вип. 1684 (1884): Володихін Д. М. Іван IV Грозний. — 341 с. — 4000 прим.
  - Перевидання: 2-е (2020) • 3-е (2024)
13. Вип. 1685 (1885): Козляков В. М. Олексій Михайлович. — 650 с. — 4000 прим.
14. Вип. 1686 (1886): Степашкін В. О. Серафим Саровський. — 587 с. — 5000 прим.
  - Перевидання: 2-е, випр. (2019)
15. Вип. 1687 (1887): Матонін Є. В. Червоні[105]. — 495 с. — 4000 прим.
16. Вип. 1688 (1888): Антонов В. С. Кембриджська п'ятірка[106]. — 254 с. — 3000 прим.
17. Вип. 1690 (1890): Бондаренко М. Є. Вергілій. — 328 с. — 3000 прим.
18. Вип. 1691 (1891): Антонов В. С. Конон Молодий. — 216 с. — 3000 прим.
19. Вип. 1692 (1892): Новиков В. І. Володимир Висоцький / наук. конс. А. Є. Крилов, І. І. Рогова; імен. покаж. упор. М. Е. Кууск, Е. Л. Дев'яткіної. — 8-е вид. — 492 с. — 4000 прим.
20. Вип. 1693 (1893): Ветлугіна А. М.Франциск Ассізький. — 281 с. — 3000 прим.
21. Вип. 1694 (1894): Долгополов М. М. Кім Філбі. — 3-є вид. — 247 с. — 3000 прим.
22. Вип. 1695 (1895): Якимович О. К. Франсіско-Хосе де Гоя. — 259 с. — 3000 прим.
23. Вип. 1696 (1896): Бондаренко О. Ю. Павло Фітін. — 3-є вид. — 398 с. — 3000 прим.
24. Вип. 1697 (1897): Лопатін В. С. Олександр Суворов. — 3-є вид. — 447 с. — 3000 прим.
25. Вип. 1698 (1898): Жиль К. Нікколо Макіавеллі / пер. з фр. М. А. Рунової; наук. ред., вступ. сл. В. Д. Балакіна. — 2-е вид. — 240 с. — 2000 прим.
26. Вип. 1699 (1899): Пчелов Є. В. Олег Віщий. — 261 с. — 4000 прим.
27. Вип. 1700 (1900): Житнухін А. П. Максим Загорулько[ru]. — 326 с. — ??? прим.
  - Перевидання: 2-е, випр. і доп. (2023)
28. Вип. 1701 (1901): Родимцев І. О., Аргасцева С. А. Герої Сталінградської битви[107]. — 360 с. — 4000 прим.
  - Перевидання: 2-е (2024)
29. Вип. 1702 (1902): Щеглов М. І. Всеволод Бобров. — 523 с. — 3000 прим.
30. Вип. 1703 (1903): Храмов І. В. Олександр Шморель[ru]. — 212 с. — 2000 прим.
  - Перевидання: 2-е, випр. (2023)
31. Вип. 1704 (1904): Биков Д. Л. Володимир Маяковський. — 2-е вид. — 716 с. — 5000 прим.
32. Вип. 1705 (1905): Сенкевич О. М. Олена Блаватська. — 2-е вид., допрац. і доп. — 527 с. — 3000 прим.
33. Вип. 1706 (1906): Рибас С. Ю. Петро Столипін. — 6-е вид. — 429 с. — 3000 прим.
34. Вип. 1707 (1907): Казієв Ш. М. Расул Гамзатов. — 447 с. — 2000 прим.
35. Вип. 1709 (1909): Горбунов О. А. Валерій Лобановський. — 599 с. — 4000 прим.
36. Вип. 1710 (1910): Наумов В. П. Софія Олексіївна. — 2-е вид. — 367 с. — 3000 прим.
37. Вип. 1711 (1911): Борисов М. С. Михайло Ярославич. — 2-е вид. — 284 с. — 2000 прим.
38. Вип. 1712 (1912): Єлісеєва О. І. Катерина II. — 3-є вид. — 635 с. — 4000 прим.
39. Вип. 1714 (1914): Люкимсон П. Ю. Бенедикт Спіноза. — 383 с. — 3000 прим.
40. Вип. 1715 (1915): Румянцев А. Г. Валентин Распутін. — 2-е вид. — 447 с. — 3000 прим.
41. Вип. 1716 (1916): Данилкін Л. О. Володимир Ленін. — 2-е вид. — 911 с. — 10000 прим.
42. Вип. 1717 (1917): Борисов М. С. Іван III Васильович. — 4-е вид., випр. — 644 с. — 3000 прим.
43. Вип. 1718 (1918): Князький І. О. Тіберій. — 371 с. — 3000 прим.
44. Вип. 1719 (1919): Сєров Д. О., Федоров О. В. Слідчі Петра Великого[108]. — 348 с. — 3000 прим.
45. Вип. 1720 (1920): Кузнєцов Д. І. Огюстен Бетанкур. — 472 с. — 3000 прим.
46. Вип. 1721 (1921): Толстов В. О. Анатолій Філатов[ru]. — 396 с. — 3000 прим.
47. Вип. 1723 (1923): Воронін Л. Б. Едуард Багрицький. — 287 с. — 3000 прим.
48. Вип. 1724 (1924): Долгополов М. М. Легендарні розвідники-2[109]. — 414 с. — 7000 прим.
  - Перевидання: 2-е (2018) • 3-є (2021) • 4-е (2024)
49. Вип. 1725 (1925): Володихін Д. М. Рюриковичі[97]. — 3-є вид. — 484 с. — 4000 прим.
50. Вип. 1726 (1926): Биков Д. Л. Борис Пастернак. — 14-е вид. — 893 с. — 4000 прим.
51. Вип. 1727 (1927): Федякін С. Р. Сергій Рахманінов. — 2-е вид. — 478 с. — 3000 прим.
52. Вип. 1728 (1928): Шаргунов С. О. Валентин Катаєв. — 2-е вид., допрац. — 703 с. — 5000 прим.
53. Вип. 1729 (1929): Болдирев М. Ф. Райнер Марія Рільке. — 365 с. — ??? прим.
54. Вип. 1731 (1931): Чернявський Г. Й. Франклін Делано Рузвельт. — 2-е вид. — 542 с. — 4000 прим.
55. Вип. 1732 (1932): Бедаріда Ф. Вінстон Черчилль / пер. з фр. Є. М. Юдіної; наук. ред. і післям. Ю. В. Ємельянова. — 7-е вид. — 458 с. — 3000 прим.
56. Вип. 1733 (1933): Хорт О. М. Сміхуни Меєргольда[110]. — 379 с. — 3000 прим.
57. Вип. 1734 (1934): Долгополов М. М. Легендарні розвідники-2[109]. — 2-е вид. — 414 с. — 7000 прим.
58. Вип. 1735 (1935): Александр Ф., Л'Онуа Б. Вікторія (королева Великої Британії) / пер. з фр. І. О. Сосфенової; наук. ред. і передм. М. П. Айзенштат. — 2-е вид. — 495 с. — 3000 прим.
59. Вип. 1736 (1936): Нюрідсані М. Сальвадор Далі / пер. з фр. І. О. Сосфенової. — 2-е вид. — 543 с. — 3000 прим.
60. Вип. 1737 (1937): Гришин Д. Б. Єлизавета Федорівна. — 348 с. — 4000 прим.
  - Перевидання: 2-е (2025)
61. Вип. 1738 (1938): Артем'єв М. А. Віктор Гюго. — 255 с. — 3000 прим.
62. Вип. 1739 (1939): Ібраїмов О. І. Чингіз Айтматов. — 221 с. — 3000 прим.
63. Вип. 1740 (1940): Пікуль А. І. Валентин Пікуль. — 460 с. — 3000 прим.
64. Вип. 1741 (1941): Долгополов М. М. Легендарні розвідники-1[103]. — 6-е вид. — 367 с. — 5000 прим.
65. Вип. 1742 (1942): Чернявський Г. Й., Дубова Л. Л. Рональд Рейган. — 479 с. — 3000 прим.
66. Вип. 1743 (1943): Морозова О. В. Людовик XVI. — 335 с. — 3000 прим.
67. Вип. 1744 (1944): Штернбург В. Еріх Марія Ремарк / пер. з нім. А. С. Єгоршева. — 378 с. — 4000 прим.
68. Вип. 1745 (1945): Сергеєва-Клятіс А. Ю. Віра Коміссаржевська. — 348 с. — 3000 прим.
69. Вип. 1746 (1946): Антонов В. С. Павло Судоплатов. — 332 с. — 4000 прим.
  - Перевидання: 2-е (2022)
70. Вип. 1747 (1947): Залеська М. К. Людвіг II (король Баварії). — 303 с. — 1500 прим.
71. Вип. 1749 (1949): Дашков С. Б. Юстиніан I. — 426 с. — 3000 прим.
72. Вип. 1750 (1950): Ковальов-Случевський К. П. Євдокія Дмитрівна. — 314 с. — 3000 прим.
73. Вип. 1751 (1951): Васькін О. А. Володимир Шухов. — 415 с. — 3000 прим.
74. Вип. 1752 (1952): Кушніров М. А. Всеволод Меєргольд. — 380 с. — 3000 прим.
75. Вип. 1753 (1953): Бенсуссан А. Едіт Піаф / пер. з фр. Є. В. Колодочкіної. — 182 с. — 3000 прим.
76. Вип. 1754 (1954): Супоницька К. А. Валерій Гаврилін. — 527 с. — 2000 прим.
77. Вип. 1756 (1956): Балашова В. В. Ванга. — 279 с. — 3000 прим.
78. Вип. 1758 (1958): Меєр-Стаблі Б. Елізабет Тейлор / пер. з фр. Є. В. Колодочкіної. — 239 с. — 3000 прим.
79. Вип. 1759 (1959): Горбунов О. О. Віктор Маслов. — 287 с. — 2500 прим.
80. Вип. 1760 (1960): Кирилліна Л. В. Крістоф Віллібальд Глюк. — 380 с. — 3000 прим.
81. Вип. 1761 (1961): Міхеєнков С. Є. Берлін-45[111]. — 460 с. — 4000 прим.
82. Вип. 1762 (1962): Бондаренко В. В. Іоанн (Крестьянкін). — 475 с. — 5000 прим.
  - Перевидання: 2-е, випр. і доп. (2019)
83. Вип. 1764 (1964): Бодрихін М. Г. Анатолій Александров. — 461 с. — 5000 прим.

### 2019
58 видань (в тому числі 14 перевидань) •  ??? тис. прим.
1. Вип. 913 (1113): Власов Л. В. Карл Густав Маннергейм. — 2-е вид. — 309 с. — 1000 прим.
2. Вип. 1079 (1279): Лук'янова І. В. Корній Чуковський. — 3-є вид. — 991 с. — 1000 прим.
3. Вип. 1275 (1475): Семенова Н. Ю. Московські колекціонери[88]. — 2-е вид., випр. і доп. — 439 с. — ??? прим.
4. Вип. 1275 (1475): Семенова Н. Ю. Московські колекціонери[88]. — 3-є вид. — 439 с. — ??? прим.
5. Вип. 1374 (1574): Єсипов В. В. Варлам Шаламов. — 2-е вид., випр. — 346 с. — 1000 прим.
6. Вип. 1390 (1590): Демурова Н. М. Льюїс Керрол. — 2-е вид. — 414 с. — ??? прим.
7. Вип. 1542 (1742): Прашкевич Г. М., Соловйов С. В. Джон Рональд Руел Толкін. — 2-е вид. — 425 с. — ??? прим.
8. Вип. 1550 (1750): Кирилліна Л. В. Людвіг ван Бетховен. — 2-е вид. — 495 с. — ??? прим.
9. Вип. 1563 (1763): Матонін Є. В. Яків Блюмкін. — 2-е вид. — 431 с. — ??? прим.
10. Вип. 1643 (1843): Рибас С. Ю. Йосип Сталін. — 6-е вид. — 911 с. — 7000 прим.
11. Вип. 1686 (1886): Степашкін В. О. Серафим Саровський. — 2-е вид., випр. — 587 с. — ??? прим.
12. Вип. 1713 (1913): Лобанкова К. В. Михайло Глінка. — 591 с. — 3000 прим.
13. Вип. 1722 (1922): Биков Д. Л. Шістдесятники[112]. — 375 с. — 4000 прим.
14. Вип. 1755 (1955): Фаліков І. З. Борис Слуцький. — 436 с. — 2000 прим.
15. Вип. 1730 (1930): Міхеєнков С. Є. Георгій Жуков. — 2-е вид., випр. — 631 с. — 5000 прим.
16. Вип. 1757 (1957): Панцов О. В. Чан Кайші. — 507 с. — 3000 прим.
17. Вип. 1762 (1962): Бондаренко В. В. Іоанн (Крестьянкін). — 2-е вид., випр. і доп. — 475 с. — ??? прим.
18. Вип. 1763 (1963): Михайлова Н. І. Іван Барков. — 266 с. — 3000 прим.
19. Вип. 1765 (1965): Лопатников В. О. Данило Гранін. — 341 с. — 3000 прим.
20. Вип. 1766 (1966): Бондаренко О. Ю. Герої «СМЕРШ»[113]. — 388 с. — 5000 прим.
  - Перевидання: 2-е (2020)
21. Вип. 1767 (1967): Матонін Є. В. Сідней Райлі. — 479 с. — 3000 прим.
22. Вип. 1769 (1969): Міхеєнков С. Є. Василь Маргелов. — 495 с. — 5000 прим.
  - Перевидання: 2-е (2024)
23. Вип. 1770 (1970): Молодяков В. Е. Валерій Брюсов. — 543 с. — 3000 прим.
24. Вип. 1771 (1971): Родимцев І. О. Михайло Лазарєв. — 296 с. — 2000 прим.
25. Вип. 1772 (1972): Аристов С. В. Великі психологи[114]. — 332 с. — 3000 прим.
26. Вип. 1773 (1973): Чернявський Г. Й., Фельштинський Ю. Г. Джордж Орвелл. — 462 с. — 3000 прим.
27. Вип. 1774 (1974): Ерліхман В. В. Влад III Дракула. — 264 с. — 3000 прим.
28. Вип. 1775 (1975): Якимович О. К. Василь Кандинський. — 270 с. — 3000 прим.
29. Вип. 1776 (1976): Девлін М. А. Невілл Чемберлен. — 307 с. — 2000 прим.
30. Вип. 1777 (1977): Бібліотека Флорентія Павленкова: Александр Македонський. Гай Юлій Цезар. Олівер Кромвель. Кардинал Рішельє. Наполеон. Отто фон Бісмарк. — 484 с. — 2000 прим.
31. Вип. 1778 (1978): Іларіон (Алфеєв). Ісус Христос. — 649 с. — 12000 прим.
  - Перевидання: 2-е (2019) • 3-є, випр. (2023)
32. Вип. 1778 (1978): Іларіон (Алфеєв). Ісус Христос. — 2-е вид. — 649 с. — 10000 прим.
33. Вип. 1779 (1979): Бібліотека Флорентія Павленкова: Іван IV Грозний. Петро I. Олександр Меншиков. Григорій Потьомкін. Демидови. — 476 с. — 2000 прим.
34. Вип. 1780 (1980)[1]: Іларіон (Алфеєв). Кирило (патріарх Московський). — 463 с. — 5000 прим.
35. Вип. 1781 (1981): Лур'є Ф. М. Абрам Ганнібал. — 293 с. — 2000 прим.
36. Вип. 1783 (1983): Бажанов Є. П. Наталія Бажанова[ru]. — 429 с. — ??? прим.
37. Вип. 1784 (1984): Прашкевич Г. М., Соловйов С. В. Стів Джобс. — 415 с. — 3000 прим.
38. Вип. 1785 (1985): Бібліотека Флорентія Павленкова: Сіддгартха Ґаутама. Конфуцій. Франциск Ассізький. — 392 с. — ??? прим.
39. Вип. 1786 (1986): Глаголєва К. В. Рокфелери. — 463 с. — 3000 прим.
40. Вип. 1787 (1987): Устинов В. Г. Едуард Чорний Принц. — 342 с. — ??? прим.
41. Вип. 1788 (1988): Бібліотека Флорентія Павленкова: Христофор Колумб. Девід Лівінгстон. Генрі Мортон Стенлі. Александер фон Гумбольдт. Микола Пржевальський. — 362 с. — 000 прим.
42. Вип. 1790 (1990): Новицький Є. І. Ельдар Рязанов. — 405 с. — 3000 прим.
43. Вип. 1792 (1992): Галедін В. І., Рабінер І. Я. Федір Черенков. — 474 с. — ??? прим.
44. Вип. 1793 (1993): Бондаренко О. Ю. Військові контррозвідники. — 517 с. — 5000 прим.
  - Перевидання: 2-е (2025)
45. Вип. 1794 (1994): Рубцов Ю. В., Філіппових Д. М. Герої битви за Крим[115]. — 396 с. — 3000 прим.
46. Вип. 1796 (1996): Петрова Н. Г. Павло Нахімов. — 415 с. — 3000 прим.
47. Вип. 1798 (1998): Карпов О. Ю. Всеволод Юрійович Велике Гніздо. — 423 с. — ??? прим.
48. Вип. 1799 (1999): Карез П. Ґустав Клімт / пер. з нім. Т. Ф. Датченко. — 671 с. — ??? прим.
49. Вип. 1801 (2001): Чернявський Г. Й., Дубова Л. Л. Президенти США. — 767 с. — 4000 прим.
50. Вип. 1802 (2002): Беглова Н. С. Ізабелла Ебергардт[en]. — 260 с. — ??? прим.
51. Вип. 1803 (2003): Сергеєва-Клятіс А. Ю. Заручники кохання. — 390 с. — ??? прим.
52. Вип. 1804 (2004): Куланов О. Є. Ріхард Зорге. — 591 с. — ??? прим.
53. Вип. 1806 (2006): Цицанкін В. С. Валерій Халілов. — 335 с. — ??? прим.
54. Вип. 1807 (2007): Бодрихін М. Г. Микола Доллежаль. — 394 с. — 3000 прим.
  - Перевидання: 2-е (2024)
55. Вип. 1808 (2008): Ібраїмов О. І. Турдакун Усубалієв. — 238 с. — 4000 прим.
56. Вип. 1809 (2009): Горбунов О. О. Олег Борисов. — 479 с. — ??? прим.
57. Вип. 1812 (2012): Ковальов-Случевський К. П. Миколай Чудотворець. — 598 с. — 5000 прим.
  - Перевидання: 2-е (2025)
58. Вип. 1814 (2014): Житнухін А. П. Федір Логінов. — 394 с. — 4000 прим.

1  На обкладинці видання зазначена його належність до серії «ЖЗЛ: Біографія продовжується…», однак нумерація випуску відповідає нумерації основної серії «ЖЗЛ: Серія біографій».

### 2020
52 видання (в тому числі 15 перевидань) •  ??? тис. прим.
1. Вип. 1289 (1489): Копшицер М. І. Василь Полєнов. — 2-е вид. — 335 с. — 2000 прим.
2. Вип. 1453 (1653): Карпов О. Ю. Андрій Боголюбський. — 2-е вид., випр. і доп. — 462 с. — 2000 прим.
3. Вип. 1650 (1850): Курукін І. В. Романови[94]. — 5-е вид. — 510 с. — 3000 прим.
4. Вип. 1684 (1884): Володихін Д. М. Іван IV Грозний. — 2-е вид. — 341 с. — 2000 прим.
5. Вип. 1795 (1995): Антонов В. С. Яків Серебрянський[ru]. — 295 с. — 4000 прим.
6. Вип. 1797 (1997): Кравченко І. А. Актори радянського кіно. — 330 с. — ??? прим.
7. Вип. 1800 (2000): Прилєпін З. Сергій Єсенін. — 1029 с. — 15000 прим.
  - Перевидання: 2-е, випр. (2021) • 3-є (2024)
8. Вип. 1805 (2005): Міхеєнков С. Є. Іван Федюнінський. — 375 с. — 3000 прим.
9. Вип. 1810 (2010): Млечин Л. М. Вожді СРСР. — 415 с. — 4000 прим.
10. Вип. 1811 (2011): Ганієва А. А. Ліля Брік. — 399 с. — 4000 прим.
11. Вип. 1813 (2013): Никифорова Л. Л., Кізілов М. Б. Айн Ренд. — 333 с. — 3000 прим.
12. Вип. 1816 (2016): Борисов М. С. Василь II Темний. — 316 с. — 3000 прим.
13. Вип. 1817 (2017): Деменок Є. Л. Давид Бурлюк. — 535 с. — ??? прим.
14. Вип. 1818 (2018): Макеєв М. С. Афанасій Фет. — 443 с. — 3000 прим.
15. Вип. 1819 (2019): Бондаренко В. В. Святі старці. — 354 с. — ??? прим.
16. Вип. 1821 (2021): Погорелая О. О. Черубіна де Габріак[ru]. — 329 с. — ??? прим.
17. Вип. 1822 (2022): Ветлугіна А. М. Данте Аліг'єрі. — 350 с. — 3000 прим.
18. Вип. 1823 (2023): Князький І. О. Адріан. — 295 с. — ??? прим.
19. Вип. 1824 (2024): Дашков С. Б. Імператори Візантії. — 731 с. — 3000 прим.
20. Вип. 1826 (2026): Міхеєнков С. Є. Москва-41[116]. — 402 с. — 2000 прим.
21. Вип. 1827 (2027): Карташов М. О. Микола Ватутін. — 421 с. — 2000 прим.
22. Вип. 1828 (2028): Гуреєв М. О. Сергій Уточкін. — 220 с. — ??? прим.
23. Вип. 1829 (2029): Глаголєва К. В. Аль Капоне. — 383 с. — 1000 прим.
24. Вип. 1830 (2030): Володихін Д. М. Полководці Московського царства[117]. — 343 с. — 3000 прим.
25. Вип. 1831 (2031): Бондаренко М. Є. Ромул. — 319 с. — 3000 прим.
26. Вип. 1832 (2032): Власов Л. В. Карл Густав Маннергейм. — 3-є вид. — 309 с. — 2000 прим.
27. Вип. 1833 (2033): Стрючков С. А. Борис Колесников[ru]. — 382 с. — 3000 прим.
28. Вип. 1834 (2034): Павленко М. І. Петро I. — 9-е вид. — 428 с. — ??? прим.
29. Вип. 1835 (2035): Биков Д. Л. Булат Окуджава. — 5-е вид. — 777 с. — ??? прим.
30. Вип. 1836 (2036): Рейзер Л. Ю. Аркадій Чернишов. — 2-е вид. — 335 с. — 2000 прим.
31. Вип. 1837 (2037): Воронський О. К. Микола Гоголь / вступ. ст. В. О. Воропаєва — 299 с. — ??? прим.
  - Перевидання: 2-е (2022) • 3-є (2023)
32. Вип. 1838 (2038): Бондаренко О. Ю. Герої «СМЕРШ»[113]. — 2-е вид. — 388 с. — 4000 прим.
33. Вип. 1839 (2039): Бібліотека Флорентія Павленкова: Сократ. Платон. Арістотель. Дейвід Г'юм. Артур Шопенгауер. — 351 с. — ??? прим.
34. Вип. 1840 (2040): Малявін В. В. Конфуцій. — 5-е вид. — 357 с. — 2000 прим.
35. Вип. 1841 (2041): Варламов О. М. Михайло Булгаков. — 4-е вид., випр. і доп. — 842 с. — ??? прим.
36. Вип. 1842 (2042): Новицький Є. І. Георгій Данелія. — 271 с. — 3000 прим.
37. Вип. 1843 (2043): Антонов В. С., Прокоф'єв В. І. Олександр Сахаровський. — 283 с. — 3000 прим.
38. Вип. 1844 (2044): Долгополов М. М. Легендарні розвідники-1[103]. — 7-е вид. — 367 с. — ??? прим.
39. Вип. 1847 (2047): Міхеєнков С. Є. Герої Курської битви. — 389 с. — 3000 прим.
40. Вип. 1848 (2048): Чернікова О. В. Олег Єфремов. — 491 с. — 3000 прим.
41. Вип. 1849 (2049): Рибас С. Ю. Йосип Сталін. — 7-е вид. — 911 с. — 3000 прим.
42. Вип. 1851 (2051): Тиркова-Вільямс А. В. Олександр Сергійович Пушкін. — 9-е вид. — Т. 1: 1799—1824. — 471 с. — 2000 прим.
43. Вип. 1852 (2052): Тиркова-Вільямс А. В. Олександр Сергійович Пушкін. — 9-е вид. — Т. 2: 1824—1837. — 514 с. — 2000 прим.
44. Вип. 1853 (2053): Філіппов Д. С. Битва за Ленинград[118]. — 424 с. — 3000 прим.
45. Вип. 1855 (2055): Молодяков В. Е. Декаденти[119]. — 399 с. — 3000 прим.
46. Вип. 1856 (2056): Бондаренко О. Ю. Олексій Ботян[ru]. — 311 с. — 5000 прим.
47. Вип. 1857 (2057): Кузнецов Д. І., Д'яконов А. Г. Сергій Жаров. — 319 с. — 2000 прим.
48. Вип. 1858 (2058): Ковальов-Случевський К. П. Георгій Переможець. — 360 с. — 5000 прим.
49. Вип. 1859 (2059): Харламп'єва Н. І. Семен Данилов. — 285 с. — 2000 прим.
50. Вип. 1860 (2060): Калмиков О. Д. Олег Попов. — 245 с. — 3000 прим.
51. Вип. 1862 (2062): Бондаренко О. Ю. Юрій Дроздов. — 391 с. — 7000 прим.
52. Вип. 1863 (2063): Сенкевич О. М. Венедікт Єрофеєв. — 751 с. — 4000 прим.

### 2021
38 видань (в тому числі 8 перевидань) •  ??? тис. прим.
1. Вип. 1825 (2025): Єфімов М. В., Сміт Д. Дмитро Святополк-Мирський. — 702 с. — 3000 прим.
2. Вип. 1850 (2050): Володихін Д. М. Рюриковичі[97]. — 4-е вид. — 484 с. — 3000 прим.
3. Вип. 1864 (2064): Новиков В. І. Володимир Висоцький. — 9-е вид., перероб. і доп. — 605 с. — ??? прим.
4. Вип. 1865 (2065): Кучерська М. О. Микола Лєсков. — 622 с. — 3000 прим.
  - Перевидання: 2-е, випр. (2021)
5. Вип. 1866 (2066): Данкерт Б. Астрід Ліндґрен / пер. з нім. Т. Ф. Датченко. — 207 с. — 3000 прим.
6. Вип. 1867 (2067): Чернявський Г. Й., Дубова Л. Л. Аллен Даллес. — 367 с. — ??? прим.
7. Вип. 1868 (2068): Долгополов М. М. Легендарні розвідники-3[120]. — 347 с. — 7000 прим.
  - Перевидання: 2-е (2023) • 3-є (2025)
8. Вип. 1869 (2069): Артем'єв М. А. Гекачепісти[121]. — 376 с. — ??? прим.
9. Вип. 1870 (2070): Млечин Л. М. Радянські силовики. — 429 с. — ??? прим.
10. Вип. 1871 (2071): Кушніров М. А. Зірки німого кіно. — 252 с. — ??? прим.
11. Вип. 1872 (2072): Карпов О. Ю. Юрій Всеволодович. — 271 с. — ??? прим.
12. Вип. 1873 (2073): Балашова В. В. Коко Шанель. — 270 с. — ??? прим.
13. Вип. 1874 (2074): Куланов О. Є. Елена Феррарі. — 367 с. — 000 прим.
14. Вип. 1875 (2075): Образцов П. О. Ігор Сікорський. — 239 с. — ??? прим.
15. Вип. 1876 (2076): Трушин О. Д. Федір Абрамов. — 447 с. — 3000 прим.
16. Вип. 1877 (2077): Мінаєв Б. Д., Колесников А. В. Єгор Гайдар. — 602 с. — 5000 прим.
17. Вип. 1878 (2078): Скоробогачева К. О. Іван Айвазовський. — 333 с. — 3000 прим.
18. Вип. 1879 (2079): Черьомушкін П. Г. Олександр Дейнека. — 351 с. — 3000 прим.
19. Вип. 1880 (2080): Біанкі В. В., Федяєва Т. А. Віталій Біанкі. — 298 с. — 2000 прим.
20. Вип. 1881 (2081): Авченко В. О. Літературні першопрохідці Далекого Сходу[122]. — 255 с. — 1500 прим.
21. Вип. 1882 (2082): Устинов В. Г. Едуард I Довгоногий. — 372 с. — 3000 прим.
22. Вип. 1883 (2083): Лаврентьєв С. О. Режисери «Мосфільму»[123]. — 239 с. — 3000 прим.
23. Вип. 1884 (2084): Ветлугіна А. М., Максименко Д. М. Микола Скліфосовський. — 254 с. — 3000 прим.
24. Вип. 1885 (2085): Прилєпін З. Сергій Єсенін. — 2-е вид., випр. — 1027 с. — 5000 прим.
25. Вип. 1886 (2086): Варламов О. М. Михайло Пришвін. — 3-є вид. — 548 с. — 2000 прим.
26. Вип. 1887 (2087): Маєр Р. Лев Копелев / пер. з нім. Т. Ф. Датченко, передм. Ф. Пляйтгена. — 301 с. — 2000 прим.
27. Вип. 1889 (2089): Чернявський Г. Й., Дубова Л. Л. Російський Голлівуд. — 463 с. — 3000 прим.
28. Вип. 1890 (2090): Кучерська М. О Микола Лєсков. — 2-е вид., випр. — 622 с. — 3000 прим.
29. Вип. 1891 (2091): Долгополов М. М. Легендарні розвідники-2[109]. — 3-є вид. — 414 с. — 3000 прим.
30. Вип. 1892 (2092): Млечин Л. М. Микита Хрущов. — 524 с. — 3000 прим.
31. Вип. 1893 (2093): Петрова Н. Г. Піонери Російської Америки[124]. — 340 с. — 3000 прим.
32. Вип. 1894 (2094): Романенко О. В. Ніл Сорський[ru]. — 340 с. — 3000 прим.
33. Вип. 1895 (2095): Ветлугіна А. М., Максименко Д. М. Петро Кащенко[ru]. — 213 с. — 3000 прим.
34. Вип. 1896 (2096): Петров В. Б. Сергій Непобєдімий[ru]. — 266 с. — 3000 прим.
35. Вип. 1897 (2097): Романов Б. М. Данило Андреєв. — 534 с. — 2000 прим.
36. Вип. 1899 (2099): Варламов О. М. Василь Розанов. — 501 с. — 3000 прим.
37. Вип. 1900 (2100): Басинський П. В. Лев Толстой. — 2-е вид. — 302 с. — 3000 прим.
38. Вип. 1903 (2103): Долгополов М. М. Легендарні розвідники-1[103]. — 8-е вид. — 367 с. — 4000 прим.

### 2022
32 видання (в тому числі 10 перевидань) •  82 тис. прим.
1. Вип. 1902 (2102): Ординська І. М. Свята Царська сім'я[125]. — 399 с. — 3000 прим.
2. Вип. 1905 (2105): Дмитренко С. Ф. Михайло Салтиков-Щедрін. — 505 с. — 3000 прим.
3. Вип. 1906 (2106): Зобін Г. С. В'ячеслав Іванов. — 415 с. — 3000 прим.
4. Вип. 1907 (2107): Карташов М. О. Олексій Маресьєв. — 279 с. — 2000 прим.
  - Перевидання: 2-е (2023)
5. Вип. 1908 (2108): Кунін М. М. Олександр Мень. — 533 с. — 3000 прим.
  - Перевидання: 2-е, випр. (2024)
6. Вип. 1909 (2109): Мінчонок Д. А. Ісак Дунаєвський / передм. Є. І. Дунаєвського; післям. М. І. Дунаєвського. — 2-е вид., перероб. і доп. — 443 с. — 2000 прим.
7. Вип. 1910 (2110): Сараскіна Л. І. Федір Достоєвський. — 3-є вид. — 825 с. — 2000 прим.
8. Вип. 1911 (2111): Козляков В. М. «Близькі люди» перших Романових[126]. — 343 с. — 3000 прим.
9. Вип. 1912 (2112): Медведєв Д. Л. Вінстон Черчилль. — 489 с. — 3000 прим.
10. Вип. 1913 (2113): Сараскіна Л. І. Аполлінарія Суслова. — 439 с. — 3000 прим.
11. Вип. 1914 (2114): Курукін І. В. Романови[94]. — 6-е вид. — 510 с. — 3000 прим.
12. Вип. 1915 (2115): Антонов В. С. Павло Судоплатов. — 2-е вид. — 332 с. — 2000 прим.
13. Вип. 1916 (2116): Воронський О. К. Микола Гоголь / вступ. ст. В. О. Воропаєва. — 2-е вид. — 299 с. — 2000 прим.
14. Вип. 1917 (2117): Бондаренко М. Є. Горацій. — 397 с. — 2000 прим.
15. Вип. 1918 (2118): Міхеєнков С. Є. Письменницька рота[127]. — 382 с. — 3000 прим.
16. Вип. 1919 (2119): Ранчин А. М. Нестор Літописець. — 349 с. — 2000 прим.
17. Вип. 1920 (2120): Георгієвський О. С. Павло Корін. — 431 с. — 3000 прим.
18. Вип. 1921 (2121): Ковальов-Случевський К. П. Пантелеймон Цілитель. — 383 с. — 3000 прим.
19. Вип. 1927 (2127): Бондаренко О. Ю. Олексій Козлов. — 318 с. — 3000 прим.
20. Вип. 1928 (2128): Володихін Д. М. Полководці Святої Русі. — 327 с. — 3000 прим.
21. Вип. 1929 (2129): Константінов Ф. Ю. Стефан Цвейг. — 504 с. — 2000 прим.
22. Вип. 1930 (2130): Семенова Н. Ю. Московські колекціонери[88]. — 4-е вид. — 439 с. — 3000 прим.
23. Вип. 1932 (2132): Голдман А. Джон Леннон. — 3-є вид. — 609 с. — 2000 прим.
24. Вип. 1934 (2134): Азіо Д. Вінсент ван Гог / пер. з фр., передм., комент. В. М. Зайцева; вступ. ст. Н. Ю. Семенової. — 3-є вид., стереотип. — 303 с. — 2000 прим.
25. Вип. 1936 (2136): Ерліхман В. В. Монархи Британії[128]. — 397 с. — 2000 прим.
26. Вип. 1937 (2137): Новіков В. І. Олександр Пушкін. — 303 с. — 3000 прим.
27. Вип. 1938 (2138): Іртеніна Н. В. Лики руської святості[129]. — 261 с. — 2000 прим.
28. Вип. 1939 (2139): Айнбіндер А. Г. Петро Чайковський. — 415 с. — 3000 прим.
  - Перевидання: 2-е, випр. (2023) • 3-є (2024)
29. Вип. 1940 (2141): Каталог «ЖЗЛ»: 1890—2022 / Упор. О. І. Горелик, Л. П. Александрова, Р. А. Євсеєва; вступ. ст. В. Ф. Юркіна. — 517 с. — 1000 прим.
30. Вип. 1948 (2148): Толстов В. О. Володимир Долгих. — 504 с. — 5000 прим.
31. Вип. 1949 (2149): Федякін С. Р. Сергій Рахманінов. — 3-є вид. — 478 с. — 2000 прим.
32. Вип. 1951 (2151): Чуєв Ф. І. Сергій Іллюшин. — 4-е вид. — 276 с. — 3000 прим.

### 2023
1. Вип. 1904 (2104): Бодрихін М. Г. Юхим Славський. — 362 с. — 2000 прим.
2. Вип. 1922 (2122): Сенкевич О. М. Будда. — 2-е вид., випр. — 476 с. — 2000 прим.
3. Вип. 1926 (2126): Томчин О. Б. Теофраст Парацельс. — 327 с. — 1500 прим.
4. Вип. 1941 (2141): Богова Л. О. Олег Табаков. — 285 с. — 1000 прим.
5. Вип. 1942 (2142): Максимов А. М. Йоганн Генріх Песталоцці. — 249 с. — 2000 прим.
6. Вип. 1943 (2143): Данилкін Л. О. Володимир Ленін. — 3-є вид., випр. і доп. — 919 с. — 2000 прим.
7. Вип. 1944 (2144): Кільдяшов М. О. Павло Флоренський. — 344 с. — 2000 прим.
8. Вип. 1945 (2145): Черкашин М. А. Михайло Дев'ятаєв. — 259 с. — 2000 прим.
9. Вип. 1950 (2150): Сліпенчук М. В., Щербаков О. Б. Андрій Капиця. — 399 с. — 3000 прим.
10. Вип. 1952 (2152): Житнухін А. П. Максим Загорулько. — 2-е вид., випр. і доп. — 326 с. — 3400 прим.
11. Вип. 1953 (2153): Люкимсон П. Ю. Йосип Флавій. — 398 с. — 1500 прим.
12. Вип. 1954 (2154): Скоробогачова К. О. Віктор Васнецов. — 351 с. — 1000 прим.
13. Вип. 1955 (2155): Карташов М. О. Василь Чуйков. — 316 с. — 4200 прим.
  - Перевидання: 2-е (2024)
14. Вип. 1956 (2156): Овсянников Ю. М. Великі архітектори Санкт-Петербурга[130]. — 639 с. — 2000 прим.
15. Вип. 1957 (2157): Васькін О. А. Олексій Щусєв. — 399 с. — 1000 прим.
16. Вип. 1958 (2158): Храмов І. В. Олександр Шморель. — 2-е вид., випр. — 212 с. — 2000 прим.
17. Вип. 1959 (2159): Варламов О. М. Василь Шукшин. — 2-е вид. — 399 с. — 2000 прим.
18. Вип. 1960 (2160): Шово С. Леонардо да Вінчі / Пер. з фр. В. Д. Балакіна; передм. О. Б. Махова. — 3-є вид.[131] — 233 с. — 2000 прим.
19. Вип. 1961 (2161): Карпов О. Ю. Ярослав Мудрий. — 3-є вид., випр. і доп. — 312 с. — 2000 прим.
20. Вип. 1962 (2162): Суриков І. Є. Діоген Сінопський. — 254 с. — 2000 прим.
21. Вип. 1963 (2163): Рубанов А. В. Анастас Мікоян. — 574 с. — 2000 прим.
22. Вип. 1964 (2164): Черкашин М. А. Олександр Колчак. — 406 с. — 2000 прим.
23. Вип. 1965 (2165): Михайлов І. О. Ернест Гемінґвей. — 330 с. — 2000 прим.
24. Вип. 1966 (2166): Гуреєв М. О. Андрій Бітов. — 350 с. — 1500 прим.
25. Вип. 1967 (2167): Власов М. А. Отто фон Бісмарк. — 441 с. — 3000 прим.
26. Вип. 1969 (2169): Прилєпін З. Михайло Шолохов. — 1031 с. — 4000 прим.
27. Вип. 1970 (2170): Погодіна О. В. Пржевальський. — 377 с. — 2000 прим.
28. Вип. 1971 (2171): Айнбіндер А. Г. Петро Чайковський. — 2-е вид., випр. — 415 с. — 2000 прим.
29. Вип. 1972 (2172): Бондаренко О. Ю. Павло Фітін. — 4-е вид. — 398 с. — 2000 прим.
30. Вип. 1973 (2173): Долгополов М. М. Легендарні розвідники-3. — 2-е вид. — 347 с. — 2000 прим.
31. Вип. 1974 (2174): Максимов А. М. Януш Корчак. — 253 с. — 1000 прим.
32. Вип. 1975 (2175): Бондаренко В. В. Андрій Ліпгарт[ru]. — 357 с. — 1500 прим.
33. Вип. 1976 (2176): Єсипов В. В. Варлам Шаламов. — 3-є вид. — 346 с. — 1500 прим.
34. Вип. 1977 (2177): Карташов М. О. Олексій Маресьєв. — 2-е вид. — 279 с. — 1500 прим.
35. Вип. 1978 (2178): Толстов В. О. Афанасій Нікітін. — 247 с. — 2000 прим.
36. Вип. 1979 (2179): Іларіон (Алфеєв). Ісус Христос. — 3-є вид., випр. — 649 с. — 5000 прим.
37. Вип. 1980 (2180): Одінцов М. І. Лука (Войно-Ясенецький). — 285 с. — 2000 прим.
38. Вип. 1981 (2181): Шенявський Ю. Л., Желтов В. Г. Мікалоюс Чюрльоніс. — 351 с. — 2000 прим.
39. Вип. 1982 (2182): Воронський О. К. Микола Гоголь / вступ. ст. В. О. Воропаєва. — 3-є вид. — 299 с. — 2000 прим.
40. Вип. 1983 (2183): Зимовець В. Г. Червоні директори[ru] / вступ. ст. А. П. Житнухіна. — 317 с. — 3000 прим.
41. Вип. 1984 (2184): Млечин Л. М. Ернст Генрі[ru]. — 358 с. — 1000 прим.
42. Вип. 1985 (2185): Володихін Д. М. Полководці перших Романових[132]. — 298 с. — 2000 прим.
43. Вип. 1986 (2186): Ростовцев Ю. О. Віктор Астаф'єв. — 3-є вид., доп. — 431 с. — 2500 прим.
44. Вип. 1987 (2187): Яранцев В. М. Всеволод Іванов. — 399 с. — 2000 прим.
45. Вип. 1988 (2188): Газарова Є. Е. Долі передвижників[133]. — 335 с. — 2000 прим.

### 2024
1. Вип. 1946 (2146): Балашова В. В. Ніна Річчі. — 276 с. — 1500 прим.
2. Вип. 1989 (2189): Курукін І. В. Романови[94]. — 7-е вид. — 510 с. — ??? прим.
3. Вип. 1991 (2191): Міхеєнков С. Є. Василь Маргелов. — 2-е вид. — 495 с. — 2000 прим.
4. Вип. 1992 (2192): Кузічева А. П. Антон Чехов. — 3-є вид. — 847 с. — 2000 прим.
5. Вип. 1993 (2193): Шапошникова Л. В. Микола Реріх. — 383 с. — 3000 прим.
6. Вип. 1994 (2194): Млечин Л. М. Михайло Суслов. — 381 с. — 2500 прим.
7. Вип. 1995 (2195): Курукін І. В. Фаворити Катерини Великої. — 412 с. — 2000 прим.
8. Вип. 1996 (2196): Арзаканян М. Ц. Сподвижники де Голля[134]. — 255 с. — 1500 прим.
9. Вип. 1997 (2197): Нехаєв О. О. Віктор Астаф'єв. — 351 с. — 2000 прим.
10. Вип. 1998 (2198): Анісов Л. М. Іван Шишкін. — 3-є вид. — 296 с. — 3000 прим.
11. Вип. 1999 (2199): Долгополов М. М. Рудольф Абель. — 5-е вид., перероб. і доп. — 456 с. — 2000 прим.
12. Вип. 2000 (2200): Президенти Академії наук[ru][135]. — 296 с. — 10000 прим.
13. Вип. 2001 (2201): Прилєпін З. Сергій Єсенін. — 3-є вид. — 1027 с. — 1000 прим.
14. Вип. 2002 (2202): Зенькович М. О. Аман Тулєєв. — 344 с. — 1500 прим.
15. Вип. 2003 (2203): Долгополов М. М. Легендарні розвідники-4[136]. — 395 с. — 5000 прим.
16. Вип. 2004 (2204): Долгополов М. М. Легендарні розвідники-2[109]. — 4-е вид. — 414 с. — 3000 прим.
17. Вип. 2005 (2205): Млечин Л. М. Маркус Вольф. — 2-е вид., випр. — 447 с. — 2000 прим.
18. Вип. 2006 (2206): Басинський П. В. Лев Толстой. — 3-є вид. — 302 с. — 2000 прим.
19. Вип. 2007 (2207): Карташов М. О. Василь Чуйков. — 2-е вид. — 316 с. — 1000 прим.
20. Вип. 2008 (2208): Родимцев І. О., Аргасцева С. А. Герої Сталінградської битви[107]. — 2-е вид. — 360 с. — 2000 прим.
21. Вип. 2009 (2209): Федосов О. П. Петро Бажов. — 319 с. — 2000 прим.
22. Вип. 2010 (2210): Разуміхін О. М. Іван Крилов. — 271 с. — 2000 прим.
23. Вип. 2011 (2211): Гуреєв М. О. Святі Руської Фіваїди[ru][137]. — 287 с. — 2000 прим.
24. Вип. 2012 (2212): Лакшин В. Я. Олександр Островський. — 621 с. — 2500 прим.
25. Вип. 2013 (2213): Свининников В. М. Тетяна Ліознова. — 207 с. — 2000 прим.
26. Вип. 2014 (2214): Константинов Ф. Ю., Люкимсон П. Ю. Брати Нобелі[138]. — 479 с. — 2000 прим.
27. Вип. 2015 (2215): Сараскіна Л. І. Федір Достоєвський. — 4-е вид. — 825 с. — 2000 прим.
28. Вип. 2016 (2216): Погорєлая О. О. Владислав Дворжецький. — 274 с. — 2000 прим.
29. Вип. 2017 (2217): Володихін Д. М. Іван IV Грозний. — 3-є вид. — 341 с. — 2000 прим.
30. Вип. 2018 (2218): Рибас С. Ю. Петро Столипін. — 7-е вид. — 429 с. — 2000 прим.
31. Вип. 2020 (2220): Тюлар Ж. Наполеон. — 6-е вид. — 362 с. — 2000 прим.
32. Вип. 2022 (2222): Андреєв А. Ю. Фредерік-Сезар Лагарп[ru]. — 331 с. — 1500 прим.
33. Вип. 2023 (2223): Бодрихін М. Г. Микола Доллежаль. — 2-е вид. — 394 с. — 1000 прим.
34. Вип. 2024 (2224): Трушин О. Д. Костянтин Паустовський. — 395 с. — 2500 прим.
35. Вип. 2025 (2225): Володихін Д. М. Гермоген. — 2-е вид. — 300 с. — 2000 прим.
36. Вип. 2026 (2226): Володихін Д. М. Пилип II (митрополит Московський). — 2-е вид. — 283 с. — 2000 прим.
37. Вип. 2027 (2227): Ординська І. М. Матрона Московська. — 219 с. — ??? прим.
38. Вип. 2028 (2228): Бондаренко О. Ю. Арнольд Дейч. — 318 с. — 3000 прим.
39. Вип. 2029 (2229): Бодрихін М. Г. Володимир Челомей. — 3-є вид., випр. і доп. — 491 с. — 3000 прим.
40. Вип. 2030 (2230): Максимов А. М. Марія Монтессорі. — 268 с. — 1500 прим.
41. Вип. 2031 (2231): Долгополов М. М. Легендарні розвідники-1[103]. — 9-е вид. — 367 с. — 2000 прим.
42. Вип. 2032 (2232): Кунін М. М. Олександр Мень. — 2-е вид., випр. — 533 с. — 2000 прим.
43. Вип. 2033 (2233): Міхеєнков С. Є. Єрмак Тимофійович. — 255 с. — 2000 прим.
44. Вип. 2034 (2234): Соловйов С. В. Томас Стернз Еліот. — 415 с. — 2000 прим.
45. Вип. 2036 (2236): Федотова С. Л., Нерослов О. М. Валерій Грайфер[ru]. — 399 с. — 3000 прим.
46. Вип. 2037 (2237): Айнбіндер А. Г. Петро Чайковський. — 3-є вид. — 415 с. — 2000 прим.
47. Вип. 2038 (2238): Михайлов В. Ф. Михайло Лермонтов. — 4-е вид. — 618 с. — 2000 прим.
48. Вип. 2041 (2241): Новиков В. І. Олександр Блок. — 3-є вид. — 362 с. — 2000 прим.
49. Вип. 2044 (2244): Млечин Л. М. Євген Примаков. — 3-є вид. — 527 с. — 3000 прим.
50. Вип. 2046 (2246): Залеська М. К. Ріхард Вагнер. — 2-е вид., випр. — 397 с. — 2000 прим.

### 2025
1. Вип. 2035 (2235): Горбунов О. А. Давид Боровський. — 575 с. — 2000 прим.
2. Вип. 2040 (2240): Огризко В. В. Юрій Бондарев. — 383 с. — 2000 прим.
3. Вип. 2045 (2245): Кредов С. О. Фелікс Дзержинський. — 319 с. — 3000 прим.
4. Вип. 2047 (2247): Бєлова В. М. Муслім Магомаєв. — 495 с. — 3000 прим.
5. Вип. 2048 (2248): Кунін М. М. Євген Шварц. — 413 с. — 2000 прим.
6. Вип. 2049 (2249): Устинов В. Г. Річард I Левове Серце. — 424 с. — 2000 прим.
7. Вип. 2050 (2250): Бондаренко О. Ю. Військові контррозвідники. — 2-е вид. — 517 с. — 2000 прим.
8. Вип. 2051 (2251): Ковальов-Случевський К. П. Миколай Чудотворець. — 2-е вид. — 598 с. — 5000 прим.
9. Вип. 2052 (2252): Долгополов М. М. Легендарні розвідники-3. — 3-є вид. — 347 с. — 2000 прим.
10. Вип. 2054 (2254): Козляков В. М. Борис Годунов. — 3-є вид. — 311 с. — 2000 прим.
11. Вип. 2055 (2255): Гришин Д. Б. Єлизавета Федорівна. — 2-е вид. — 348 с. — 2000 прим.
12. Вип. 2056 (2256): Варламов О. М. Михайло Булгаков. — 5-е вид. — 842 с. — 3000 прим.
13. Вип. 2058 (2258): Бондаренко М. Є. Катулл. — 284 с. — 2000 прим.
14. Вип. 2060 (2260): Міхеєнков С. Є. Костянтин Рокоссовський. — 2-е вид. — 463 с. — 1500 прим.
15. Вип. 2061 (2261): Міхеєнков С. Є. Іван Конєв. — 2-е вид. — 511 с. — 1500 прим.
16. Вип. 2062 (2262): Газарова Є. Е. Російські імпресіоністи[139]. — 364 с. — 2000 прим.
17. Вип. 2063 (2263): Млечин Л. М. Полководці Перемоги[140]. — 319 с. — 2000 прим.
18. Вип. 2064 (2264): Міхеєнков С. Є. Письменницька рота 2[141]. — 415 с. — 2000 прим.
19. Вип. 2065 (2265): Міхеєнков С. Є. Георгій Жуков. — 3-є вид. — 631 с. — 1500 прим.
20. Вип. 2066 (2266): Королєнков А. В., Смиков Є. В. Гней Помпей. — 427 с. — 2000 прим.
21. Вип. 2068 (2268): Долгополов М. М. Морріс Коен[ru]. Леонтіна Коен. — 270 с. — 2000 прим.
22. Вип. 2070 (2270): Володихін Д. М. Михайло Воротинський[ru]. — 255 с. — 1500 прим.
23. Вип. 2071 (2271): Прутцков Г. В. Ясен Засурський. — 206 с. — 1500 прим.
24. Вип. 2072 (2272): Нізовський А. Ю. Маргарита Рудоміно[ru]. — 455 с. — 1500 прим.
25. Вип. 2073 (2273): Одинцов М. І. Інокентій Херсонський. — 279 с. — 1500 прим.
26. Вип. 2074 (2274): Бондаренко В. В. Бітлз. — 461 с. — 2000 прим.
27. Вип. 2076 (2276): Кузьміна О. І. Альберт Ліханов. — 415 с. — 2000 прим.
28. Вип. 2078 (2278): Борисов М. С. Сергій Радонезький. — 6-е вид. — 298 с. — 1500 прим.
29. Вип. 2079 (2279): Єлісеєва О. І. Катерина II. — 4-е вид. — 635 с. — 3000 прим.
30. Вип. 2080 (2280): Долгополов М. М. Кім Філбі. — 4-е вид., доп. — 248 с. — 1500 прим.
31. Вип. 2081 (2281): Климова Є. В. Віра Холодна. — 303 с. — 1500 прим.
32. Вип. 2082 (2282): Шишкін Є. В. Микола Булганін. — 300 с. — 1500 прим.
33. Вип. 2083 (2283): Ніконов В. О. Поліна Жемчужина. — 447 с. — 1500 прим.
34. Вип. 2084 (2284): Ветлугіна А. М., Максименко Д. М. Мікаел Тарівердієв. — 239 с. — 3000 прим.

## Статистика видань

### Вакантні номери
Нижче наводяться номери, які залишаються неприсвоєними жодному випуску при нумерації видань.
- 566
- 672
- 716
- 718
- 720
- 746
- 787
- 814 (1014)
- 842 (1042)
- 845 (1045)
- 858 (1058)
- 1147 (1347)
- 1157 (1357)
- 1182 (1382)
- 1244 (1444)
- 1246 (1446)
- 1250 (1450)
- 1251 (1451)
- 1265 (1465)
- 1308 (1508)
- 1387 (1587)
- 1414 (1614)
- 1588 (1788)
- 1677 (1877)
- 1708 (1908)
- 1748 (1948)
- 1768 (1968)
- 1782 (1982)
- 1789 (1989)
- 1791 (1991)
- 1815 (2015)
- 1820 (2020)
- 1845 (2045)
- 1846 (2046)
- 1854 (2054)
- 1861 (2061)
- 1888 (2088)
- 1898 (2098)
- 1901 (2101)
- 1904 (2104)
- 1922 (2122)
- 1923 (2123)
- 1924 (2124)
- 1925 (2125)
- 1931 (2131)
- 1933 (2133)
- 1935 (2135)
- 1947 (2147)

### По десятиріччах
| Роки      | Видання | Видання     | Видання | Наклад (млн. прим.) |
| Загалом   | Нові    | Перевидання |         |                     |
| --------- | ------- | ----------- | ------- | ------------------- |
| 1933-1940 | 115     | 113         | 2       | 4,956               |
| 1941-1950 | 52      | 46          | 6       | 2,275               |
| 1951-1960 | 127     | 86          | 41      | 7,141               |
| 1961-1970 | 217     | 171         | 46      | 18,484              |
| 1971-1980 | 159     | 118         | 41      | 17,180              |
| 1981-1990 | 165     | 104         | 61      | 22,300              |
| 1991-2000 | 77      | 60          | 17      | 1,916               |
| 2001-2010 | 492     | 301         | 191     | 2,4431              |
| Загалом↑  | 1404    | 999         | 405     | 76,6951             |
| 2011-2020 | 581     | 397         | 184     |                     |

### По роках
Першість за кількістю видань за усіма категоріями (загалом, нові, перевидання) за календарний рік віднедавна тримає 2018-й, упродовж якого побачив світ 81 випуск (51 новий + 30 перевидань).
За загальним накладом видань перше місце в рейтингу посідає 1987-й — 2,8 млн примірників.
| Рік     | Видання | Видання     | Видання | Наклад (тис. прим.) |
| Загалом | Нові    | Перевидання |         |                     |
| ------- | ------- | ----------- | ------- | ------------------- |
| 1933    | 19      | 19          | 0       | 790                 |
| 1934    | 16      | 16          | 0       | 745                 |
| 1935    | 15      | 14          | 1       | 595                 |
| 1936    | 13      | 13          | 0       | 540                 |
| 1937    | 20      | 20          | 0       | 785                 |
| 1938    | 15      | 15          | 0       | 686                 |
| 1939    | 9       | 8           | 1       | 415                 |
| 1940    | 8       | 8           | 0       | 400                 |
| 1941    | 0       | 0           | 0       | 0                   |
| 1942    | 0       | 0           | 0       | 0                   |
| 1943    | 11      | 11          | 0       | 275                 |
| 1944    | 10      | 10          | 0       | 275                 |
| 1945    | 7       | 7           | 0       | 330                 |
| 1946    | 3       | 3           | 0       | 150                 |
| 1947    | 5       | 3           | 2       | 210                 |
| 1948    | 3       | 2           | 1       | 145                 |
| 1949    | 6       | 3           | 3       | 385                 |
| 1950    | 7       | 7           | 0       | 505                 |
| 1951    | 10      | 7           | 3       | 625                 |
| 1952    | 3       | 1           | 2       | 115                 |
| 1953    | 3       | 1           | 2       | 180                 |
| 1954    | 5       | 5           | 0       | 375                 |
| 1955    | 9       | 5           | 4       | 720                 |
| 1956    | 5       | 2           | 3       | 315                 |
| 1957    | 17      | 10          | 7       | 710                 |
| 1958    | 21      | 16          | 5       | 1095                |
| 1959    | 24      | 21          | 3       | 1075                |
| 1960    | 30      | 18          | 12      | 1931                |
| 1961    | 22      | 17          | 5       | 1649                |
| 1962    | 26      | 24          | 2       | 2565                |
| 1963    | 20      | 17          | 3       | 1645                |
| 1964    | 24      | 21          | 3       | 1850                |
| 1965    | 32      | 20          | 12      | 2725                |
| 1966    | 20      | 13          | 7       | 1475                |
| 1967    | 19      | 12          | 7       | 1520                |
| 1968    | 24      | 19          | 5       | 2270                |
| 1969    | 16      | 14          | 2       | 1510                |
| 1970    | 14      | 14          | 0       | 1275                |
| 1971    | 19      | 17          | 2       | 2475                |
| 1972    | 14      | 14          | 0       | 1525                |
| 1973    | 18      | 13          | 5       | 1945                |
| 1974    | 17      | 13          | 4       | 1700                |
| 1975    | 15      | 8           | 7       | 1615                |
| 1976    | 14      | 8           | 6       | 1430                |
| 1977    | 13      | 8           | 5       | 1500                |
| 1978    | 17      | 13          | 4       | 1740                |
| 1979    | 15      | 12          | 3       | 1475                |
| 1980    | 17      | 12          | 5       | 1775                |
| 1981    | 16      | 10          | 6       | 1825                |
| 1982    | 14      | 10          | 4       | 1650                |
| 1983    | 19      | 13          | 6       | 2025                |
| 1984    | 15      | 9           | 6       | 2200                |
| 1985    | 17      | 11          | 6       | 2600                |
| 1986    | 18      | 11          | 7       | 2500                |
| 1987    | 19      | 11          | 8       | 2800                |
| 1988    | 15      | 9           | 6       | 2200                |
| 1989    | 16      | 11          | 5       | 2250                |
| 1990    | 16      | 9           | 7       | 2250                |
| 1991    | 6       | 4           | 2       | 850                 |
| 1992    | 2       | 2           | 0       | 300                 |
| 1993    | 3       | 3           | 0       | 300                 |
| 1994    | 1       | 1           | 0       | 20                  |
| 1995    | 3       | 3           | 0       | 30                  |
| 1996    | 7       | 6           | 1       | 82                  |
| 1997    | 8       | 4           | 4       | 75                  |
| 1998    | 8       | 6           | 2       | 50                  |
| 1999    | 18      | 16          | 2       | 100                 |
| 2000    | 21      | 15          | 6       | 109                 |
| 2001    | 19      | 17          | 2       | 103                 |
| 2002    | 24      | 17          | 7       | 130                 |
| 2003    | 37      | 25          | 12      | 217                 |
| 2004    | 44      | 25          | 19      | 214                 |
| 2005    | 52      | 32          | 20      | 277                 |
| 2006    | 65      | 38          | 27      | 321                 |
| 2007    | 60      | 32          | 28      | 301                 |
| 2008    | 60      | 37          | 23      | 275,5               |
| 2009    | 56      | 31          | 25      | 250                 |
| 2010    | 75      | 47          | 28      | 354                 |
| 2011    | 55      | 33          | 22      | 278                 |
| 2012    | 56      | 34          | 22      |                     |
| 2013    | 52      | 38          | 14      |                     |
| 2014    | 55      | 40          | 15      |                     |
| 2015    | 59      | 43          | 16      |                     |
| 2016    | 45      | 37          | 8       | 156,5               |
| 2017    | 69      | 41          | 28      |                     |
| 2018    | 81      | 51          | 30      |                     |
| 2019    | 57      | 43          | 14      |                     |
| 2020    | 52      | 37          | 15      |                     |
| 2021    | 42      | 34          | 8       |                     |
| 2022    | 32      | 22          | 10      | 82                  |